# Stadtmauer Philipps II. August (Paris)

Die Grenzen von Paris vom 4. Jahrhundert bis 2015
gallo-römische Stadtbefestigung
karolingische Stadtmauer
Stadtmauer Philipps II. August
Stadtmauer Karls V.
Stadtbefestigung Ludwigs XIII.
Mauer der Generalpächter
Thierssche Stadtbefestigung
heute

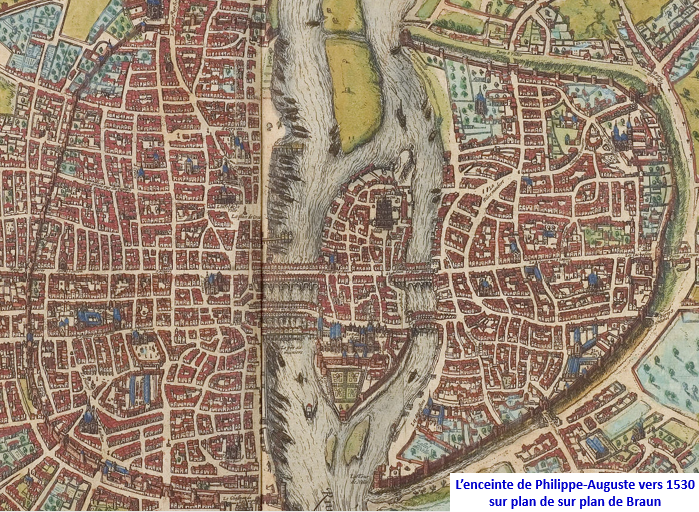
Stadtmauer Philipps II. August um 1530 auf dem Stadtplan von Braun

Die Stadtmauer Philipps II. war ein ab dem Ende des 12. Jahrhunderts errichtetes Befestigungssystem von Paris. Diese zweite mittelalterliche Stadtmauer ist die älteste, deren genauer Verlauf bekannt ist.
Zu kleinen Teilen in spätere Bauten integriert, gibt es von dieser Stadtmauer mehr Überreste als von allen späteren Stadtbefestigungen, also der Stadtmauer Karls V. und der Stadtbefestigung Ludwigs XIII., die nach 1670 durch die Grands Boulevards ersetzt wurden, sowie der Mauer der Generalpächter und der Thiersschen Stadtbefestigung, die den Verlauf der Boulevards des 19./20. Jahrhunderts vorbestimmten.
Der Einfluss der Stadtmauer Philipps II. ist weniger sichtbar, aber nicht weniger bedeutend für die Stadtentwicklung von Paris:
- Auf der Rive Droite entwickelten sich im Mittelalter die innerstädtischen Viertel ausgehend von den entlang der Stadtmauer angelegten Straßen, was an der Ausrichtung des Straßennetzes, namentlich an der Rue Jean-Jacques-Rousseau und ihren Parallelstraßen im Verhältnis zur Rue Saint-Honoré erkennbar wird, die sich von der Rue Tiquetonne zur Rue des Francs-Bourgeois krümmt, sowie auch an der senkrecht zur Seine laufenden Rue des Jardins-Saint-Paul, wo die alte Stadtmauer noch sichtbar ist.
- Auf der Rive Gauche spiegelt sich der Mauerverlauf in den auf ihren ehemaligen Gräben (fossés) gebauten Straßen wider, namentlich der Rue des Fossés-Saint-Bernard, der Rue des Fossés-Saint-Jacques und der Rue Monsieur-le-Prince, die früher den Namen Rue des Fossés Monsieur le Prince trug.

## Geschichte

### Historischer Kontext

#### Militärischer Schutz
Der Bau der Stadtmauer ist im Kontext der Kämpfe Philipps II. August gegen die englische Dynastie der Plantagenêts zu sehen. Um Paris gegen Angriffe, insbesondere von Norden und Westen, zu schützen, befahl Philipp II. vor seinem Aufbruch zum Dritten Kreuzzug den Bau einer steinernen Mauer zum Schutz der Hauptstadt.
Die Mauer hatte wegen der nahegelegenen Müllhalden von Paris zunächst keine äußeren Gräben.

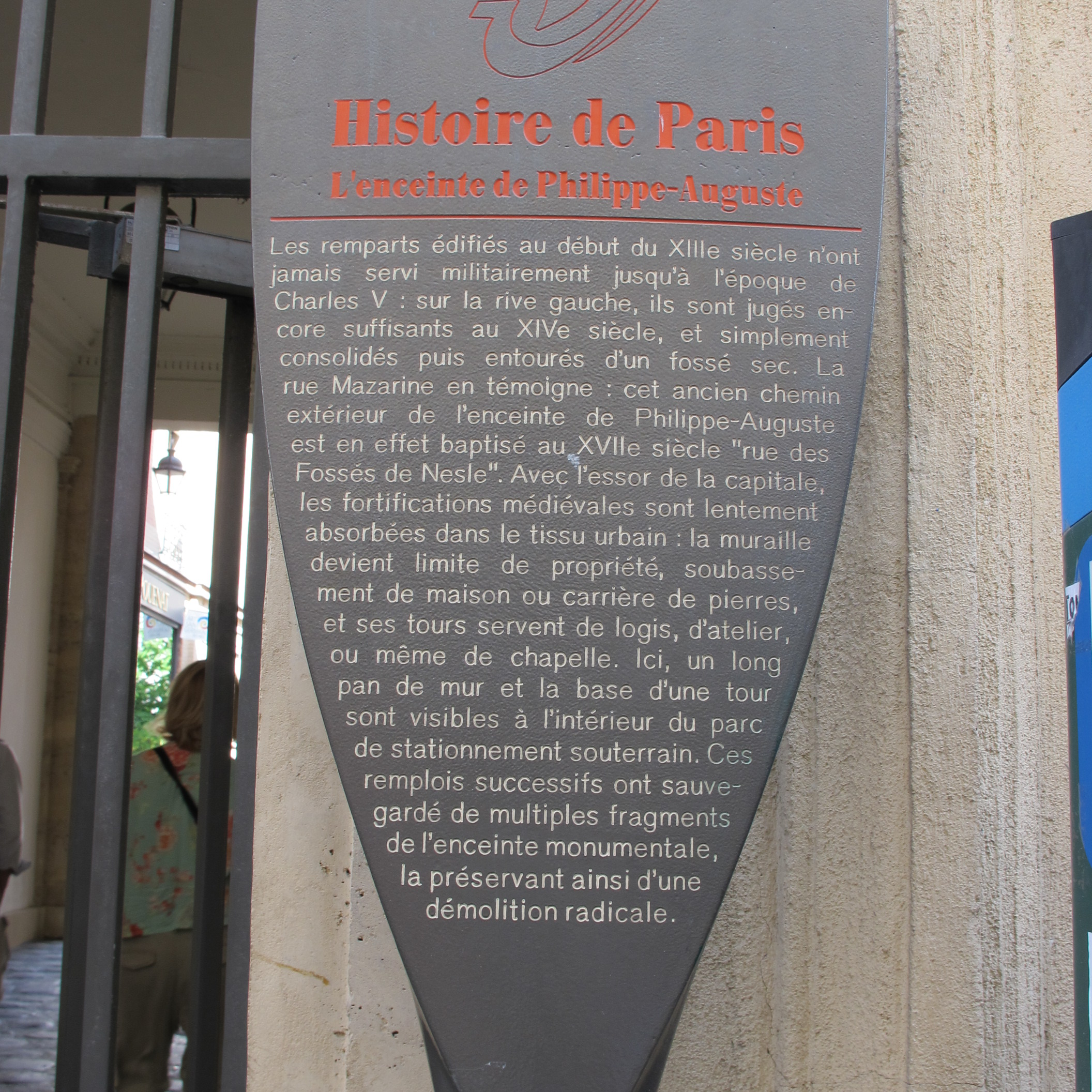
Infotafel Histoire de Paris   „Enceinte de Philippe Auguste“ an der Dauphine-Passage.
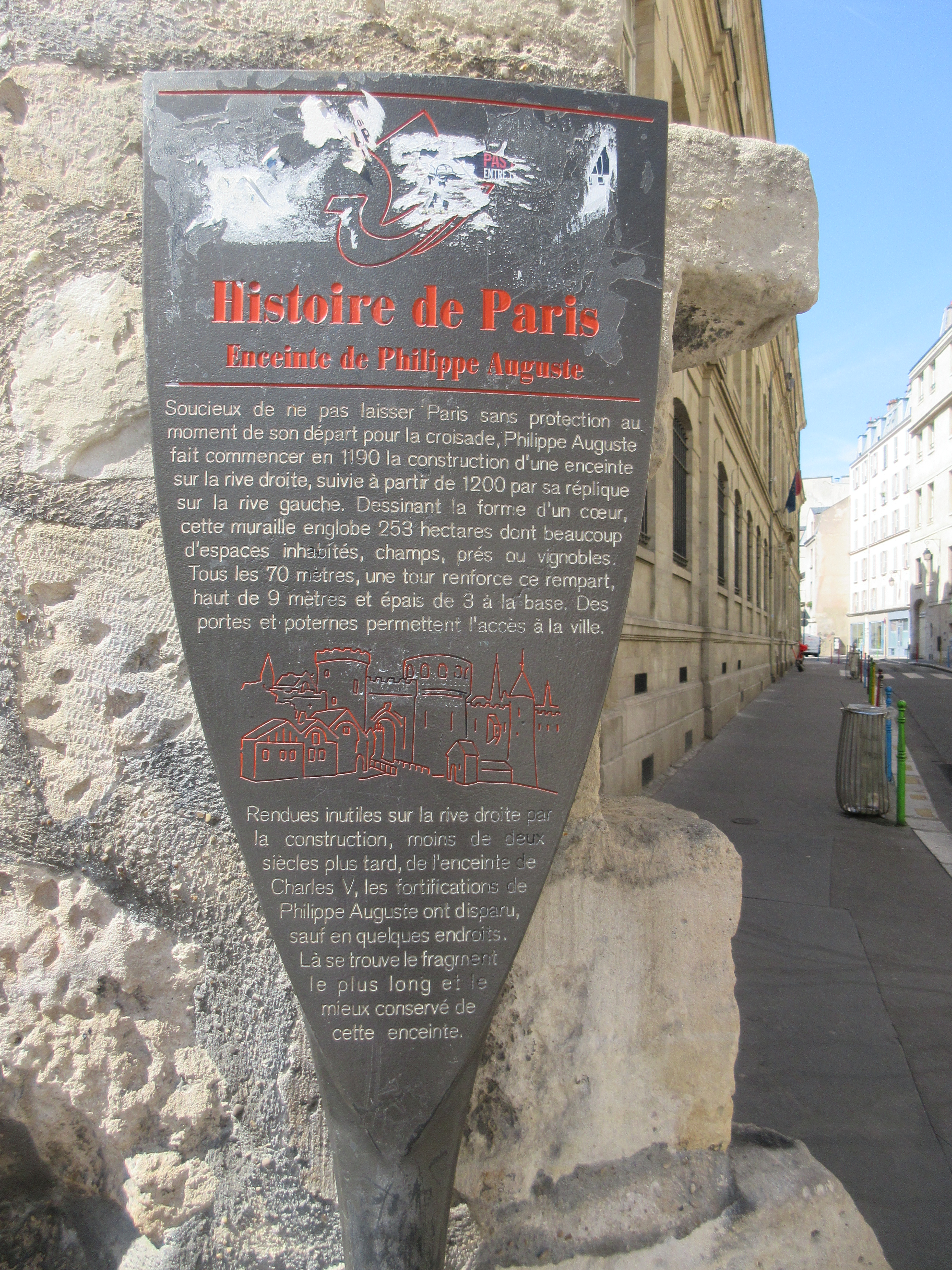
Infotafel Histoire de Paris „Enceinte de Philippe Auguste“ an der Rue Charlemagne.

#### Stadtentwicklung
Die Errichtung der Mauer ging mit der Stadtentwicklung einher. Philipp II. beförderte das Bevölkerungswachstum in den nun ummauerten neuen Vierteln, indem er das Marktrecht von Saint-Ladre im Norden der Stadt im Enclos Saint-Lazare auf das Händlerviertel von Champeaux transferierte, woraus die Pariser Markthallen hervorgingen. Auf der Rive Gauche gab er der Abtei Saint-Geneviève zwei ummauerte Bereiche (Clos/Enclos) zur Errichtung von Wohnungen. Paris wurde die am stärksten genutzte Königspfalz, das Machtzentrum mit einer aufblühenden zentralen Verwaltung und zugleich ein kulturelles Zentrum, in dem auf der Rive Gauche Kollegien entstanden und eine noch neue Art von Gemeinschaft unter der Bezeichnung Universität.
Diese Entwicklung setzte sich ein Jahrhundert lang fort. Am Beginn des 14. Jahrhunderts war Paris mit rund 250.000 Einwohnern die größte Stadt des europäischen Mittelalters geworden.

### Errichtung

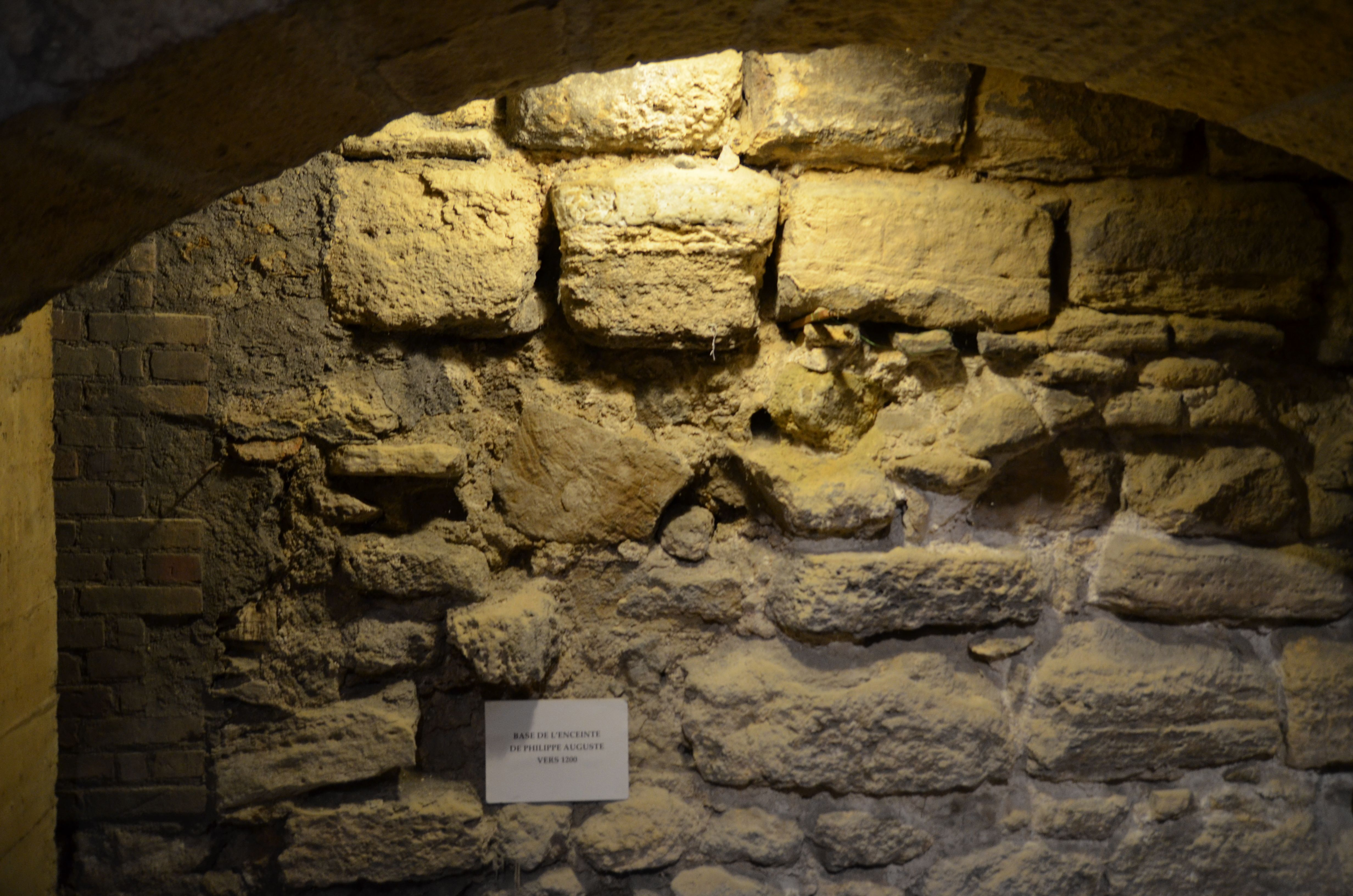
Fundament der Stadtmauer im Keller der Tour Jean-sans-Peur

Zuerst wurde die Rive Droite zwischen 1190 und 1209 befestigt, die Rive Gauche dann etwas später zwischen 1200 und 1215. Die Priorisierung der Befestigung der Rive Droite hatte den strategischen Grund, dass das Herzogtum Normandie sich in den Händen der Plantagenêts befand und ein Angriff von Nord-Westen daher am wahrscheinlichsten schien. Philipp II. beschloss deshalb auch den Bau der Louvre-Burg, um die Verteidigung der Stadt gegen einen Angriff stromaufwärts von der Seine her zu stärken.
Die weniger besiedelte Rive Gauche wurde demgegenüber als weniger exponiert und weniger wichtig erachtet.
Die zunächst ohne vorgelagerte Gräben errichtete Stadtmauer hatte eine Länge von 2.535 Metern auf der Rive Gauche und 2.850 Metern auf der Rive Droite. Sie schloss am Ende von Philipps Regentschaft eine Fläche von 253 Hektar mit einer Bevölkerung von mindestens 50.000 Bewohnern ein.

### Finanzierung
Die enteigneten Eigentümer des für den Mauerbau benötigten Grundes (der Bischof von Paris, das Kapitel von Saint-Denis, die Abtei von Saint-Germain-des-Prés etc.) wurden von der königlichen Verwaltung entschädigt. Die vollständig aus dem königlichen Schatz aufgebrachten Kosten des Mauerbaus auf der Rive Gauche in Höhe von 7.020 Pfund sind durch eine Denkschrift bekannt. Die Kosten des Mauerbaus auf der Rive Droite, die nicht genau dokumentiert sind, dürften bei sicher über 8.000 Pfund gelegen haben und wurden wahrscheinlich zwischen einem Drittel und der Hälftenach einem unbekannten Verteilungsschlüssel von den Pariser Bürgern aufgebracht, was aus der gemeinsamen Bauaufsicht der Bürgerschaft und des königlichen Vorstehers hervorgeht. Außerdem wurden wahrscheinlich mehrere Einzelbauwerke der Stadtbefestigung von der Bürgerschaft finanziert, so die nach Étienne Barbette benannte Porte Barbette sowie mehrere Ausfalltore, die nach der Errichtung in die Mauer gebrochen wurden, so die Poterne Coquillière, Poterne Nicolas Arrode und Poterne Nicolas Hiddelon.
Die Gesamtkosten für die Befestigungsanlagen von Paris einschließlich der Louvre-Burg, des Petit Châtelet und des Grand Châtelet sowie die Arbeiten am Palais de la Cité, dürften sich auf mindestens 20.000 Pfund belaufen haben, was angesichts von jährlichen Kosten der Krone in der Mitte der Regentschaft Philipps II. in Höhe von etwa 115.000 Pfund nicht unverhältnismäßig hoch ist.

### Entwicklung

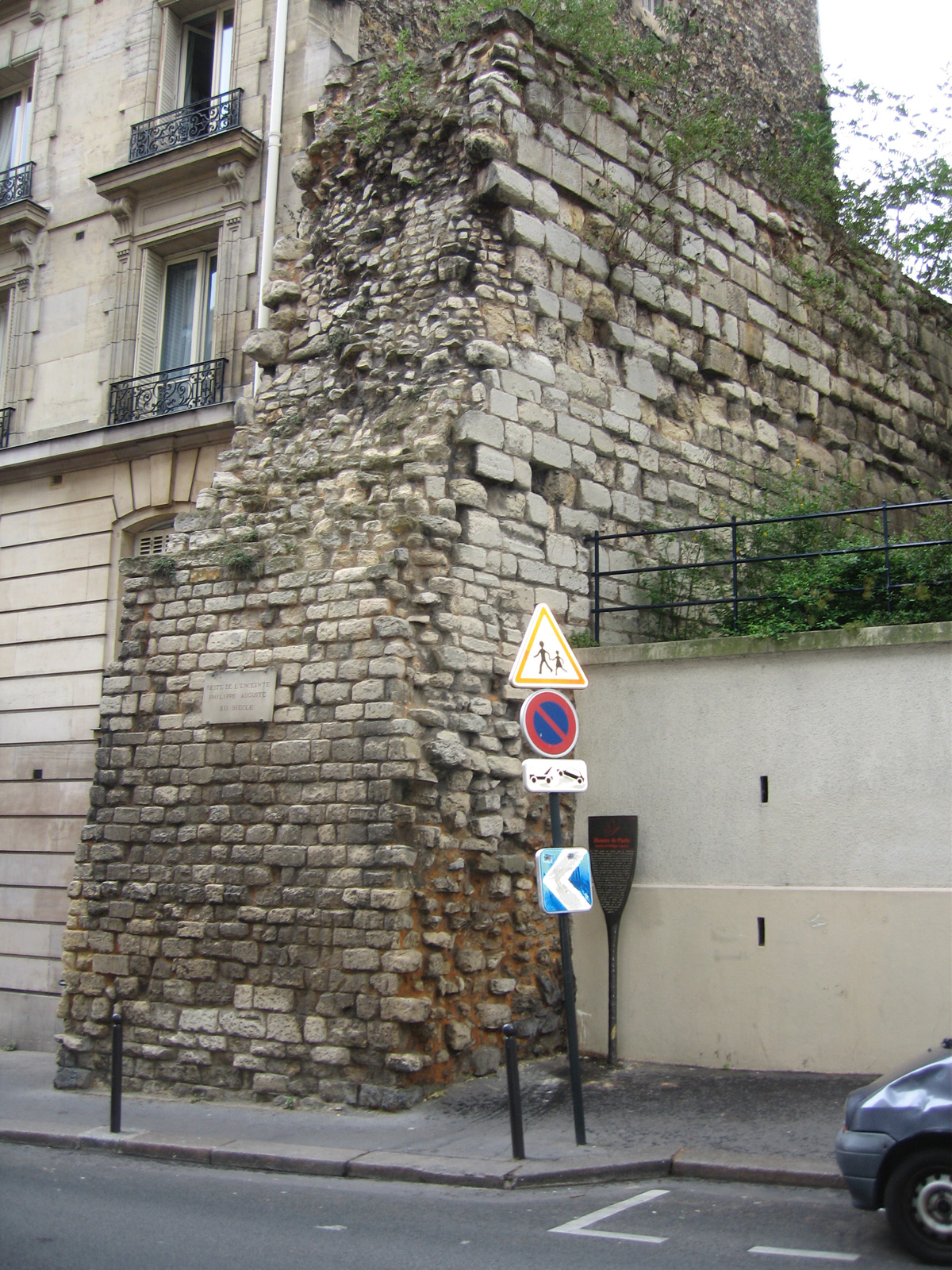
Portion de courtine sauvegardée rue Clovis

Trotz des Baus der Stadtmauer Karls V., die die Mauer Philipps II. auf der Rive Droite einschloss, wurde diese nicht niedergelegt. Noch 1434 wurde sie als „moult fors et espes que on y menroit bien une charrette dessus“ (so stark und dick, dass man mit einem Ochsenkarren darüberfahren könnte), beschrieben.
Die Stadtmauer Karls V. beschränkte sich auf die Rive Droite. Die immer noch weniger bevölkerte Rive Gauche musste sich bis ins 16. Jahrhundert mit der Mauer Philipps II. begnügen. Sie wurde allerdings an die neuen Belagerungstechniken angepasst. Die Modernisierungen bestanden in folgenden Maßnahmen:
- Ein breiter Graben wurde vor der Mauer ausgehoben und die Mauer mit dem Aushub auf der Innenseite verstärkt.
- Ein zweiter Graben, der sich an manchen Stellen mit dem Hauptgraben vereinigte, wurde ausgehoben.
- Die Gräben wurden geflutet, soweit sie sich auf dem Niveau der Seine befanden. Das Wasser von Seine-Hochwässern wurde mit Schleusen am Seine-Ufer in den Gräben gehalten.
- Die Stadttore wurden durch die Errichtung von Barbakanen mit Fallgitter, Brücke und Zugbrücke verstärkt
- Entlang mancher Teile der Mauer wurde ein Wachweg für eine leichtere Bewegung der Artillerie gebaut.

### Niederlegung
Auf der Rive Droite ließ Franz I. 1533 die Stadttore niederlegen und erlaubte die Vermietung der Mauergrundstücke, ohne jedoch die Niederlegung der Mauer zu gestatten. Ab der zweiten Hälfte des 16. Jahrhunderts wurden diese Grundstücke an Privatleute verkauft, was die Zerstörung großer Teile der Mauer nach sich zog. Die gleiche Entwicklung vollzog sich für die Mauer auf der Rive Gauche: Unter Heinrich IV. wurde sie bereits nur noch als Weg genutzt, nachdem man es 1590 anstelle einer weiteren Modernisierung vorgezogen hatte, neue Gräben auszuheben, die die Pariser Vororte einschlossen.
Die Gräben in der Nähe der Seine, die als offene Abwassergräben genutzt wurden, brachten Hygiene-Probleme mit sich. Sie wurden im 17. Jahrhundert überbaut, bevor sie schließlich verfüllt wurden.
Die letzten noch existierenden Stadttore, die ein Hemmnis für den ständig steigenden Verkehr darstellten, wurden in den 1680er Jahren niedergelegt, sodass von der Mauer nichts mehr sichtbar war.

## Verlauf

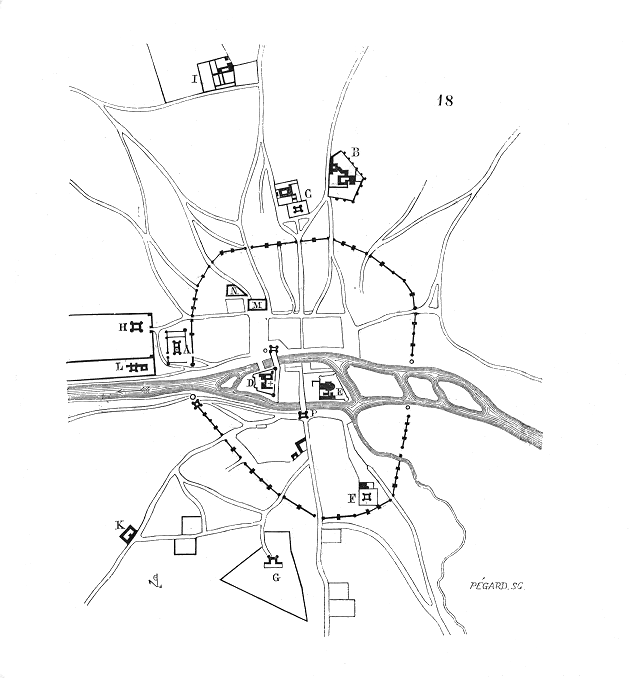
Stadtplan von Paris im 14. Jahrhundert von Eugène Viollet-le-Duc, 1856

Verlauf der Stadtmauer Philipps II. - ALPAGE

Die neue Mauer Philipps II. mit der Cité im Zentrum umfasste eine Fläche von 739 Arpents und integrierte mehrere Vororte (Bourgs) in die Stadt:
im Norden:
- den schönen Bourg (beau Bourg),
- den Bourg Tiboust,
- den Bourg Saint-Germain-l'Auxerrois,
- einen Teil des Bourg-l'Abbé.
- das Viertel der Champeaux, wohin Karl VI. den Hauptmarkt der Stadt verlegt hatte,
- den Cimetière des Innocents

im Süden:
- den Bourg Sainte-Geneviève.

Mit der neuen Mauer wurden erhebliche Freiflächen in das befestigte Stadtgebiet eingeschlossen, die auch in der Mitte des folgenden 13. Jahrhunderts unter der Regentschaft Ludwigs IX. nach nicht vollständig bebaut waren.
Die Stadtmauer Philipps II. August verlief durch das heutige 1., 4., 5. und 6. Arrondissement.

### Verlauf auf der Rive droite
Auf der Rive Droite war die Mauer 2.850 Meter lang, abzüglich einer Länge von ungefähr 100 Metern auf Höhe des Louvre. Mit Ausnahme eines kleinen Teilstücks in der Rue des Jardins-Saint-Paul ist die Mauer heute vollständig aus dem Stadtbild verschwunden. Ihr Verlauf setzte sich aus fünf Teilstücken zwischen den Stadttoren Saint-Honoré, Montmartre, Saint-Denis und Saint-Antoine zusammen, war im Westen, Norden und Osten leicht nach außen gewölbt, um das Viertel der Champeaux und die Straßen Saint-Denis und Saint-Martin im Norden, Saint-Honoré im Westen und Saint-Antoine im Osten einzuschließen und verlief in vollkommen gerader Linie über 1.080 Meter von Nord-Westen nach Süd-Osten, wo sie einen zur Zeit ihrer Erbauung unbesiedelten Bereich einschloss.
Flussabwärts begann die Mauer an der Seine mit der Tour du coin, die zwischen dem heutigen Pont des Arts und der Colonnade du Louvre in der Nähe des Louvre-Stadttors lag. Die Mauer wurde bereits kurz nach der Fertigstellung der Mauer der Rive Droite auf der Höhe der Louvre-Burg wieder abgebrochen, um dort um 1200 die Errichtung der Burg zu ermöglichen. Die Mauer lief dann zwischen den Straßen de l'Oratoire (früher Rue d'Hosteriche) und de Marengo (früher Rue du Coq) durch bis zur Porte Saint-Honoré, die ungefähr an der jetzigen Stelle des Oratoriums des Louvre lag. Sie ging dann zwischen den Straßen Rue de Grenelle-Saint-Honoré und Rue d'Orléans-Saint-Honoré weiter, querte die Rue de Viarmes im Westen der Halle au blé und stieß auf die Porte Coquillière. Von dort lief sie weiter zwischen der Rue du Jour und der Rue Jean-Jacques-Rousseau bis zur Porte Montmartre, wo sie durch die Sackgasse de la Bouteille ging, wo ein Scheintor mit dem Namen Porte de la Comtesse d'Artois errichtet wurde. Dann ging sie zwischen den Straßen Mauconseil, Pavée und du Petit-Lion-Saint-Sauveur weiter, um in die Sackgasse der Porte-aux-Peintres zu laufen, wo sich die Porte Saint-Denis befand, die auch Porte des Peintres genannt wurde.
Von dort ging sie in der gleichen Richtung weiter, schnitt die heutige Rue du Bourg-l'Abbé, wo sich eine kleine Pforte befand, und ging weiter zur Rue Saint-Martin, gegenüber der Rue du Grenier-Saint-Lazare, wo die Porte Saint-Martin lag. Die Mauer lief dann entlang der Rue du Grenier-Saint-Lazare und kreuzte die heutige Rue Beaubourg, wo es ein Scheintor, die Porte Beaubourg (auch Porte Nicolas-Ideron oder Porte Nicolas-Huidelon) gab. Dann ging sie weiter entlang der Rue Michel-le-Comte bis zur Rue Sainte-Avoie gegenüber dem Hôtel de Mesmes, wo die Porte Sainte-Avoie lag. Die Mauer kreuzte dann die Rue du Chaume auf der Höhe des Sitzes der Pères de la Merci, wo es wiederum ein Scheintor, die Porte du Chaume, gab, die eine Ecke in der Stadtbefestigung bildete. Die Mauer ging dann über den Grund der Kirche Notre-Dame-des-Blancs-Manteaux weiter und bis zur Rue Vieille-du-Temple, wo sich die Porte Barbette befand. Die Mauer verlief weiter zwischen der Rue des Rosiers und der Rue des Francs-Bourgeois und dann in gerader Linie bis zur Rue Saint-Antoine, gegenüber der Kirche Saint-Paul-Saint-Louis, wo sich die Porte Saint-Antoine befand, die auch Porte Baudet oder Porte Baudoyer genannt wurde. Weiter durchquerte die Mauer das heutige Lycée Charlemagne, die Rue de Jouy und den Couvent de l'Ave-Maria und traf bei der Rue des Barrés auf die Porte des Barrés, die auch als Porte des Béguines bezeichnet wurde, um Seine-aufwärts bei der Tour Barbeau wieder auf den Fluss zu treffen.
Ein Verteidigungssystem, von dem man keine Spuren gefunden hat, muss auch die Île Saint-Louis geschützt haben, mit einem Türmchen auf der Nordseite gegenüber der Tour Barbeau, im Zentrum mit der Tour Loriaux und auf der Südseite mit einem Türmchen gegenüber der Tour Saint-Bernard. Zwischen den Befestigungswerken konnte, wie in der Epoche üblich, eine Kette von einer Seite des Flusses zur anderen gezogen werden, um die Durchfahrt von Schiffen zu verunmöglichen:
« À chacune de ces tours étoient attachées de grosses chaînes qui traversoient la rivière, & étoient portées sur des bateaux plats, disposés de distance en distance. »

An jedem dieser Türme waren dicke Ketten befestigt, die den Fluss durchquerten und an flachen Booten festgemacht waren, die in gewissen Abständen platziert waren.

### Verlauf auf der Rive Gauche
Auf der Rive Gauche kann man den Verlauf der Mauer anhand der auf ihrer Außenseite verlaufenden Straßen nachvollziehen.
Es gab auf der linken Seine-Seite ursprünglich sechs Stadttore. Die Mauer begann gegenüber der Tour Barbeau mit der Tour Saint-Bernard, etwas flussaufwärts vom Pont de la Tournelle. Trotz seiner beachtlichen Größe wurde dieser Turm auch „Tournelle des Bernardins“ genannt. In der Nähe befand sich die Porte Saint-Bernard, die auch Porte de la Tournelle genannt wurde. Die Mauer folgte landeinwärts den Straßen Rue des Fossés-Saint-Bernard und Rue des Fossés-Saint-Victor bis zur Porte Saint-Victor, dann der Rue Thouin bis zur Porte Saint-Marcel, dann der Rue de la Vieille-Estrapade bis zur Porte Saint-Jacques, dann der Rue des Fossés-Saint-Jacques und der Rue Saint-Hyacinthe-Saint-Michel bis zur Porte d'Enfer, die auch Eisentor (Porte de Fer) oder Porte Saint-Michel genannt wurde, dann der Rues des Francs-Bourgeois-Saint-Marcel und der Rue Monsieur-le-Prince bis zur Porte Saint-Germain, dann der Rue des Fossés-Saint-Germain-des-Prés bis zur Porte de Buci, dann der Rue Mazarine und stieß bei Tor und Tour de Nesle, beim heutigen Institut de France am Quai de Conti wieder auf die Seine.

## Elemente der Stadtbefestigung

### Mauer
Die Mauer war auf ihrer gesamten Länge vollständig kreneliert, maß 6 bis 8, einschließlich der Brüstung bis 9 Meter in der Höhe und war an der Basis 4 bis 6 Meter dick. Sie bestand aus zwei gefügten Mauerschalen, deren Zwischenraum mit Steinen und Mörtel verfüllt war. Ihr krenelierter Wehrgang hatte eine Breite von 2 Metern. Man erreichte ihn über Leitern an der inneren Mauerseite sowie Treppen an den Stadttoren.

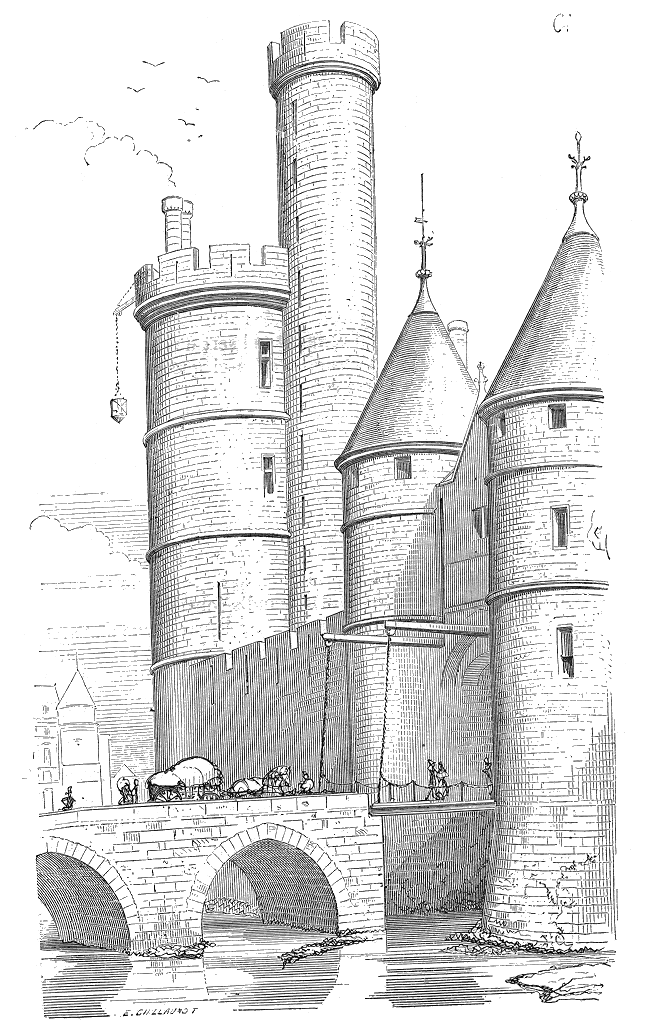
Darstellung der Tour de Nesle von 1856 von Eugène Viollet-le-Ducl

### Türme

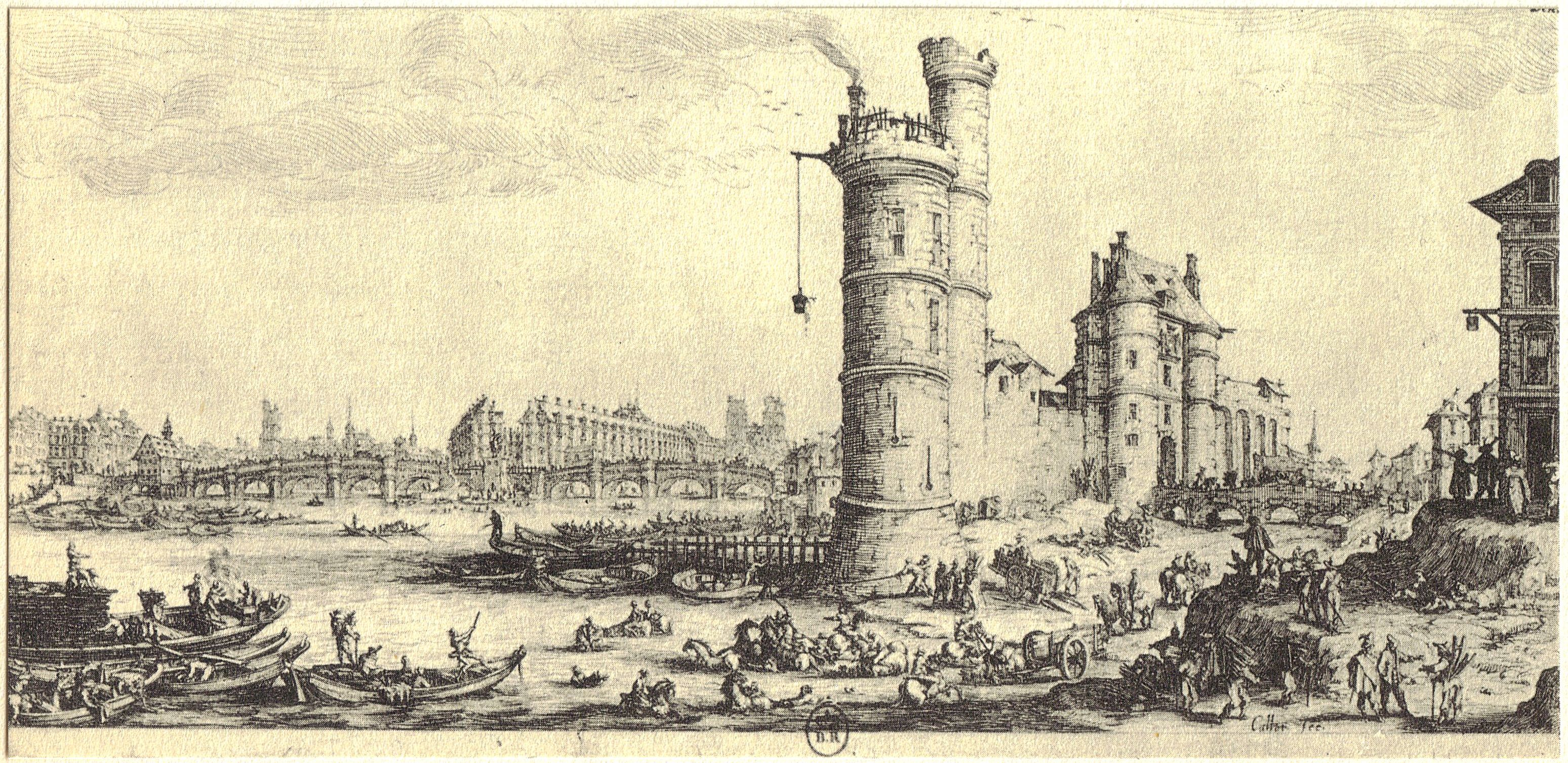
Die Tour de Nesle und der Pont-Neuf, Zeichnung von Jacques Callot

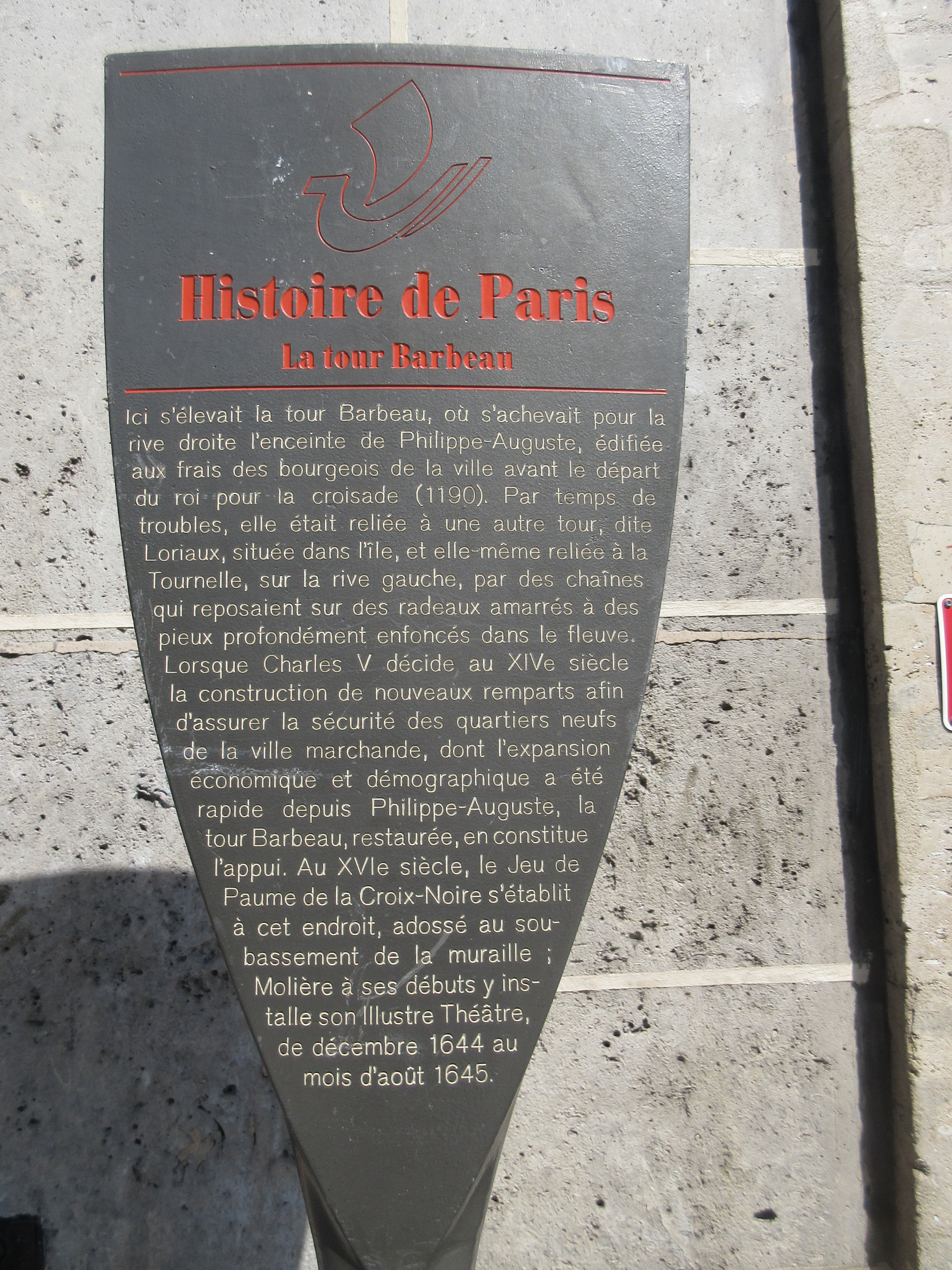
Infotafel Histoire de Paris „La Tour Barbeau“

Die Mauer war mit 73 halbzylindrischen Flankierungstürmen verstärkt, die auf der Außenseite rund aus der Mauer vorstanden, auf der Stadtseite dagegen in gerader Linie in die Kurtine integriert waren. 39 von ihnen befanden sich auf der Rive Droite, 34 auf der Rive Gauche. Hinzu kamen die Türme an den an der Seine gelegenen Enden der Mauer. Die Türme hatten in der Regel einen Abstand von 55 bis 60 Metern, im Bereich zwischen den Toren Saint-Michel und Saint-Jacques und den Toren Saint-Denis und Saint-Martin lagen sie nur 40 Meter auseinander, nördlich der Porte Saint-Antoine dagegen 85 Meter und bis 110 Meter sogar im Osten in der Nähe des Turms Saint-Bernard, wo das Vorfeld der Stadtbefestigung halb sumpfig war.
Die Türme hatten einschließlich ihrer eigenen Mauerdicke von einem Meter einen Durchmesser von ungefähr 6 Metern. Ihre Höhe erreichte bis zu 15 Meter. Jeder Turm war dreigeschossig, wobei das Erdgeschoss mit einem Gewölbe ausgestattet war, die darüberliegenden Geschosse dagegen offenbar mit Holzdecken. Die Turmspitze bildete eine offene Wehrplatte. Die Türme der Rive Droite waren vom Wehrgang der Mauer über Türen im mittleren Geschoss zugänglich, von wo das untere und das obere Geschoss über Holzleitern zu erreichen waren. Die Türme hatten keine Schießscharten. Die Verteidigung erfolgte ausschließlich von der Wehrplatte aus.
Auf der Rive Gauche gelangte vom Wehrgang der Stadtmauer über seitliche Türen ins dritte Geschoss der Türme, von dort über hölzerne Treppen in das mittlere, mit Bogenscharten versehene Geschoss, die den Verteidigungswert erhöhten, und von dort ins untere Geschoss.
Die Türme besaßen ein Gebälk mit konischem Dach, das auf der Rive Droite sicher und auf der Rive Gauche zumindest wahrscheinlich bereits aus der Erbauungszeit stammte.
Vier starke, 25 Meter hohe Türme mit Durchmessern von 10 Metern, die den Abschluss der Stadtmauer zur Seine hin bildeten, ermöglichten die Kontrolle des Flusses und der Schifffahrt. Dies waren
- im Westen:
- die Tour du Coin, Rive Droite (Quai des Célestins);
- die Tour de Nesle, Rive Gauche (Quai de Conti);

- im Osten:
- die Tour Barbeau, Rive Droite (Quai des Célestins);
- die Tournelle, Rive Gauche (Quai de la Tournelle).

### Stadttore
Die Stadtmauer wurde ursprünglich mit 14 Stadttoren errichtet. Mit dem Wachsen der Stadt fügte man vier weitere Tore und zahlreiche Ausfalltore hinzu.
Die Haupttore waren von 15 Meter hohen Türmen mit einem Durchmesser von 8 Metern flankiert, zwischen denen sich teilweise ein gemauertes Gewölbe mit Satteldach und ein Fallgitter befand. Das Spitzbogentor wurde mit zwei Holzpfosten gesichert.
Die Ausfalltore waren in der Regel einfache Öffnungen in der Mauer, die, genau wie weniger stark benutzte oder schwer zu verteidigende Tore, im Fall einer Bedrohung schlichtweg vermauert wurden. Nur manche dieser Ausfalltore waren für die Verteidigung eingerichtet.

#### Stadttore auf der Rive Gauche
Im Gegensatz zu den viereckigen Toranlagen der Rive Droite hatten die der Rive Gauche zwei halbrunde Türme, die den Durchgang rahmten und ein kleines Kastell bildeten, das auf der Innenseite über die Mauerflucht vorstand. Diese Tore wurden in der Mitte des 14. Jahrhunderts verstärkt und umgebaut.
Ursprünglich gab es auf der Rive Gauche sechs Stadttore:
- die Porte Saint-Germain, die 1352 in Porte de Buci umbenannt wurde in der heutigen Rue Saint-André-des-Arts,  in der Nähe der Rue Dauphine;

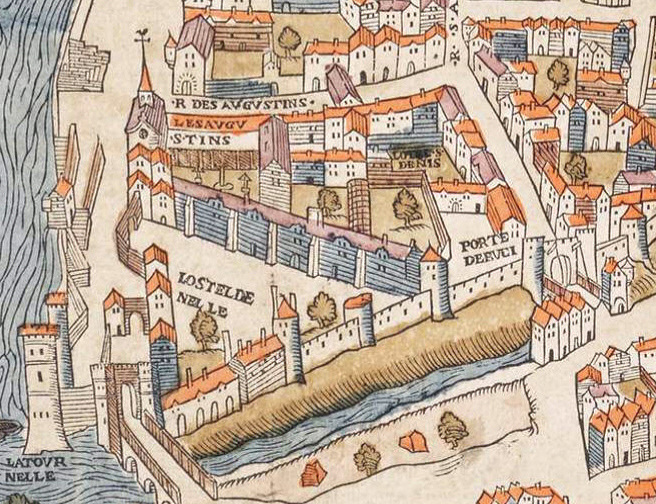
Porte de Buci auf dem Plan von Truschet und Hoyau (1550).
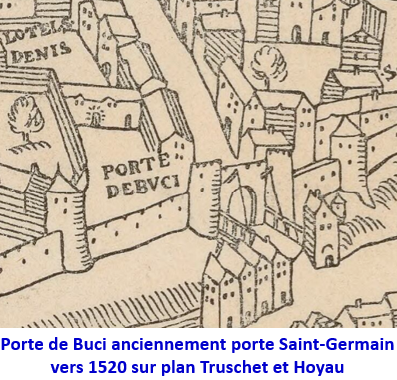
Porte de Buci auf dem Stadtplan von Truschet und Hoyau.
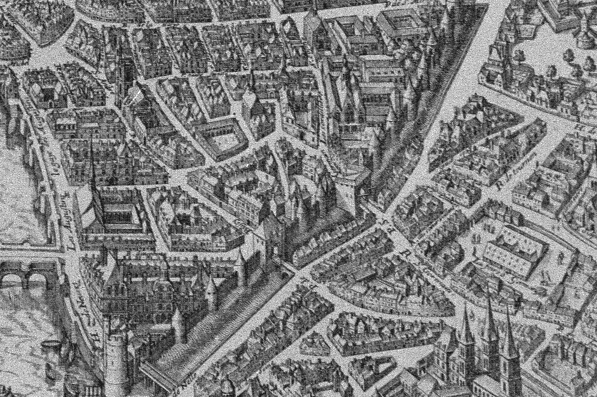
Detail des Merian-Plans von Paris (1615) mit der Tour de Nesle, der Stadtmauer, der Porte de Buci sowie der Abtei Saint-Germain-des-Prés.

- die Porte d'Enfer, auch Porte Gibard oder Porte Saint-Michel genannt an der Ecke des heutigen Boulevard Saint-Michel und der Rue Monsieur-le-Prince

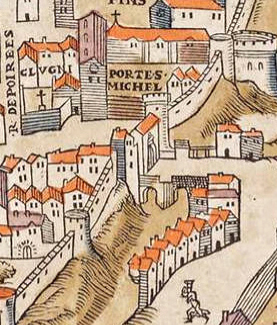
Die Porte Saint-Michel auf dem Stadtplan von Truschet et Hoyau (1550).
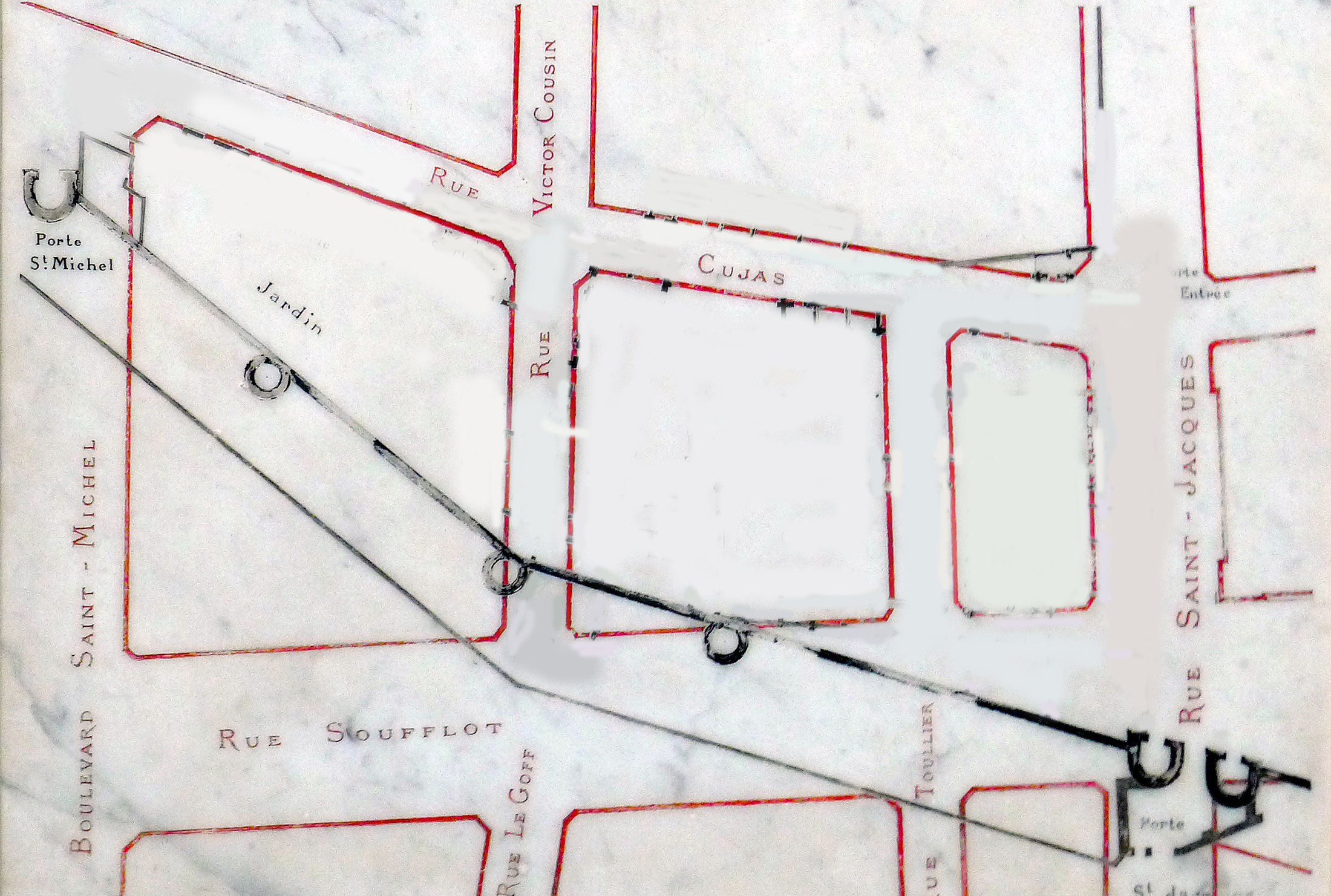
Der Verlauf der Stadtmauer (schwarz) zwischen den Toren Saint-Michel und Saint-Jacques im Verhältnis zum heutigen Straßennetz (rot).
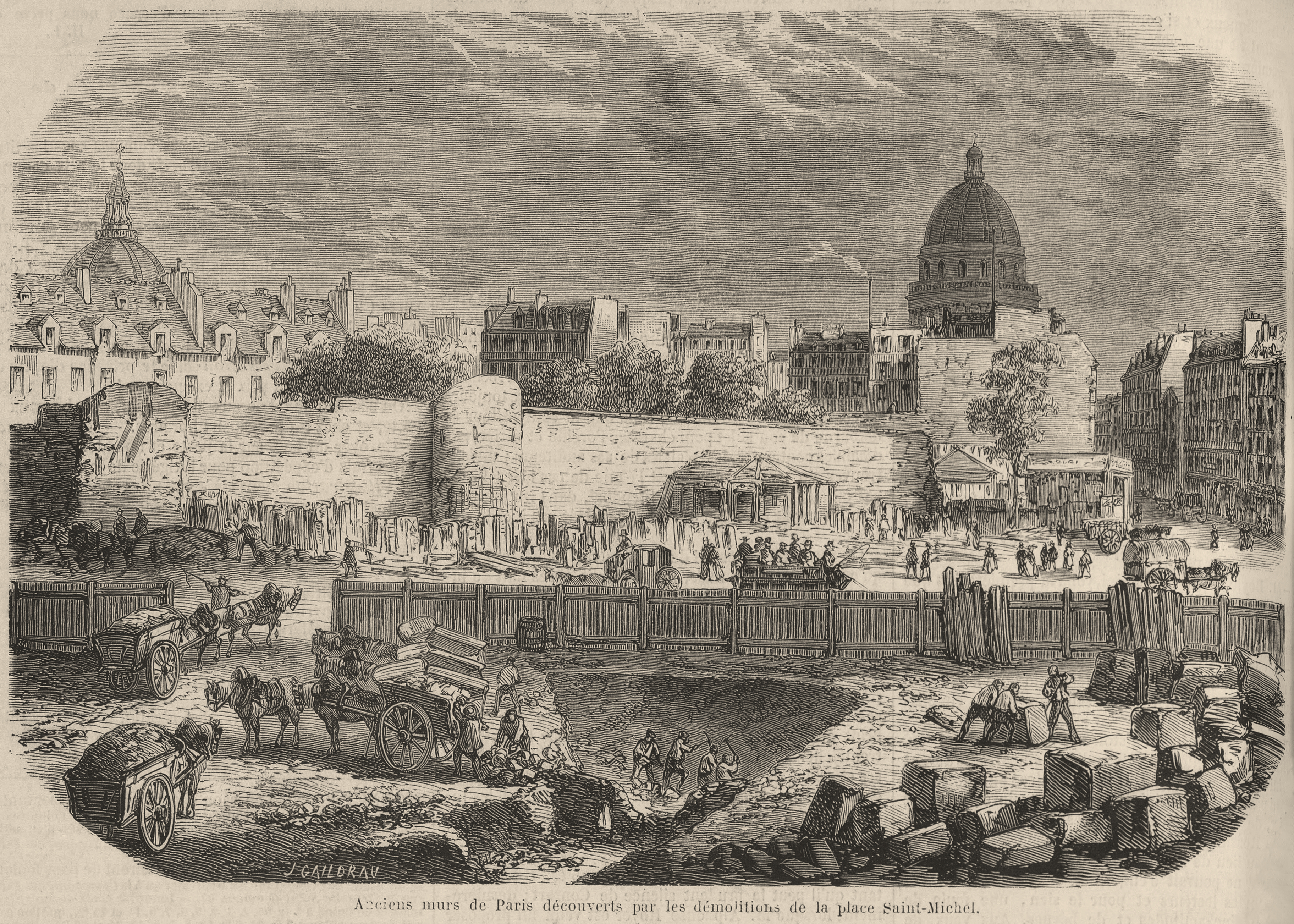
Ansicht der alten Mauern von Paris wie sie beim Abbruch der alten Place Saint-Michel um 1860 entdeckt wurden.

- die nach Süden hin führende Porte Saint-Jacques oder auch Porte Notre-Dame-des-Champs (Rue Saint-Jacques an der Ecke der Rue Soufflot);

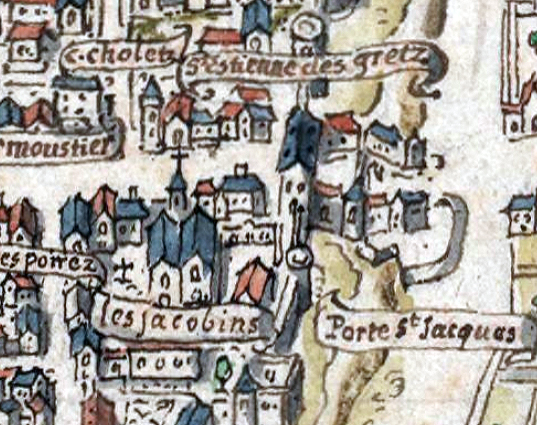
Die Porte Saint-Jacques auf dem Plan de la Tapisserie (1540).
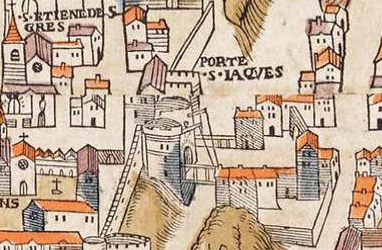
Die Porte Saint-Jacques auf dem Stadtplan von Truschet und Hoyau (1550).
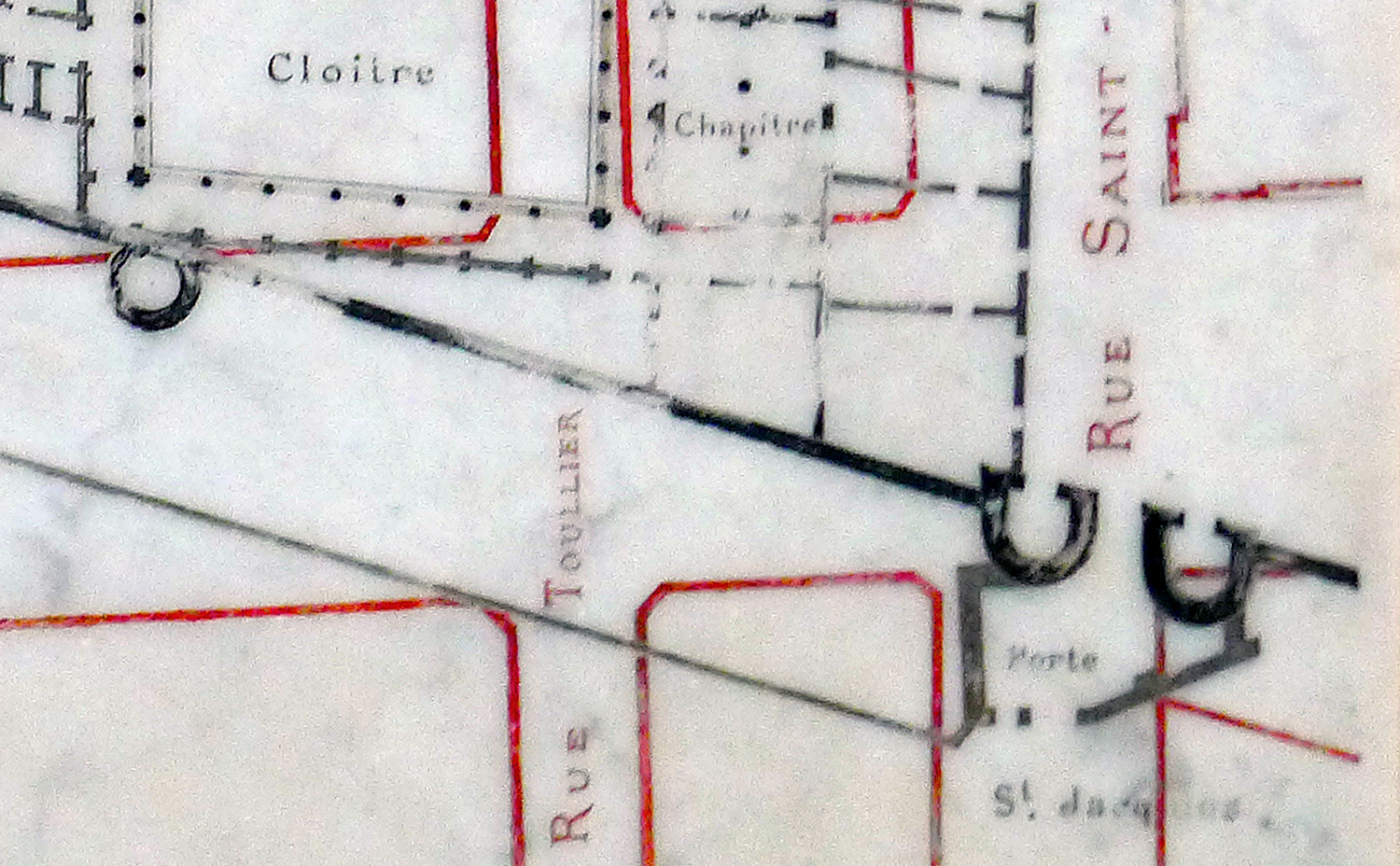
Lage des Stadttors (schwarz) im Verhältnis zum heutigen Wegenetz (rot).

- das päpstliche Tor (Porte papale), das auf der Verkehrsachse der Rue des Sept-Voies lag und später in die Umfriedung der Abtei Sainte-Geneviève integriert wurde; dieses Tor erscheint auf den Plänen des 16. Jahrhunderts vermauert[16].

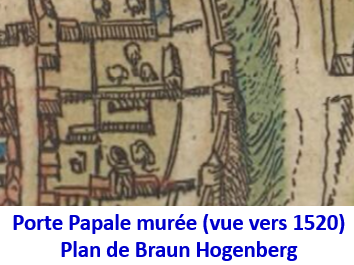
Porte papale um 1520.

- die Porte Saint-Marcel, auch Porte Bordet oder Porte Bordelle (oder Bordelles), bei den heutigen Nummern 47 und 50 der Rue Descartes, in der Nähe der Rue Thouin;

Lage der alten Porte Bordet

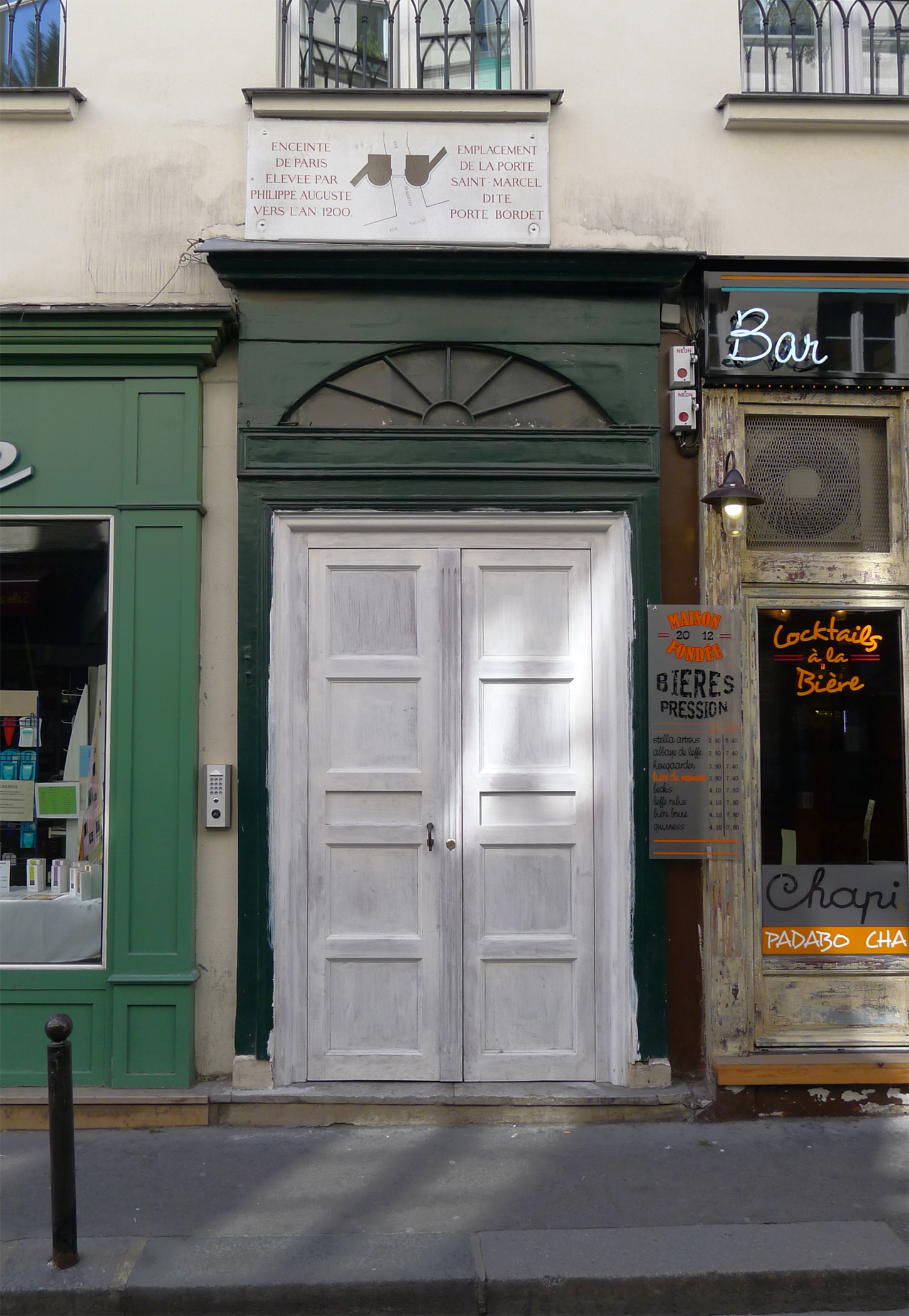
Rue Descartes Nr. 50.
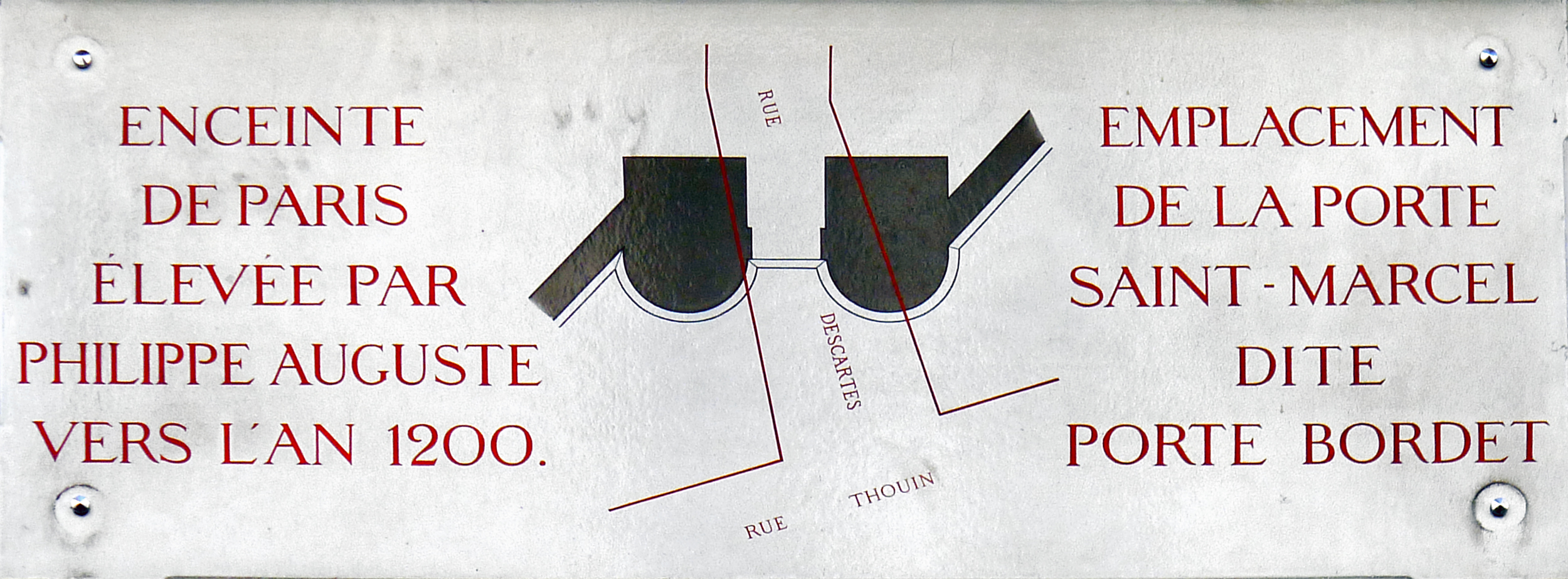
Gedenkplakette, die an Grundriss und Lage des alten Stadttors erinnert.
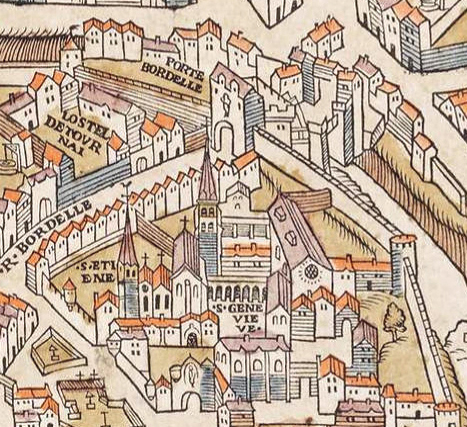
Die Porte Saint-Marcel auf dem Stadtplan de Truschet und Hoyau (1550).

- die nach Osten hin gelegene Porte Saint-Victor an der Stelle der heutigenRue des Écoles Nr. 2, in der Nähe der Rue du Cardinal-Lemoine; Überreste der Stadtmauer waren noch Ende der 1970er Jahre an der Ecke der beiden Straßen sichtbar; dort befindet sich heute eine Postfiliale, in deren Untergeschoss sich noch Überreste des Brückengewölbes befinden, das früher dem Übergang über die Bièvre diente.

Lage des früheren Stadttors Saint-Victor
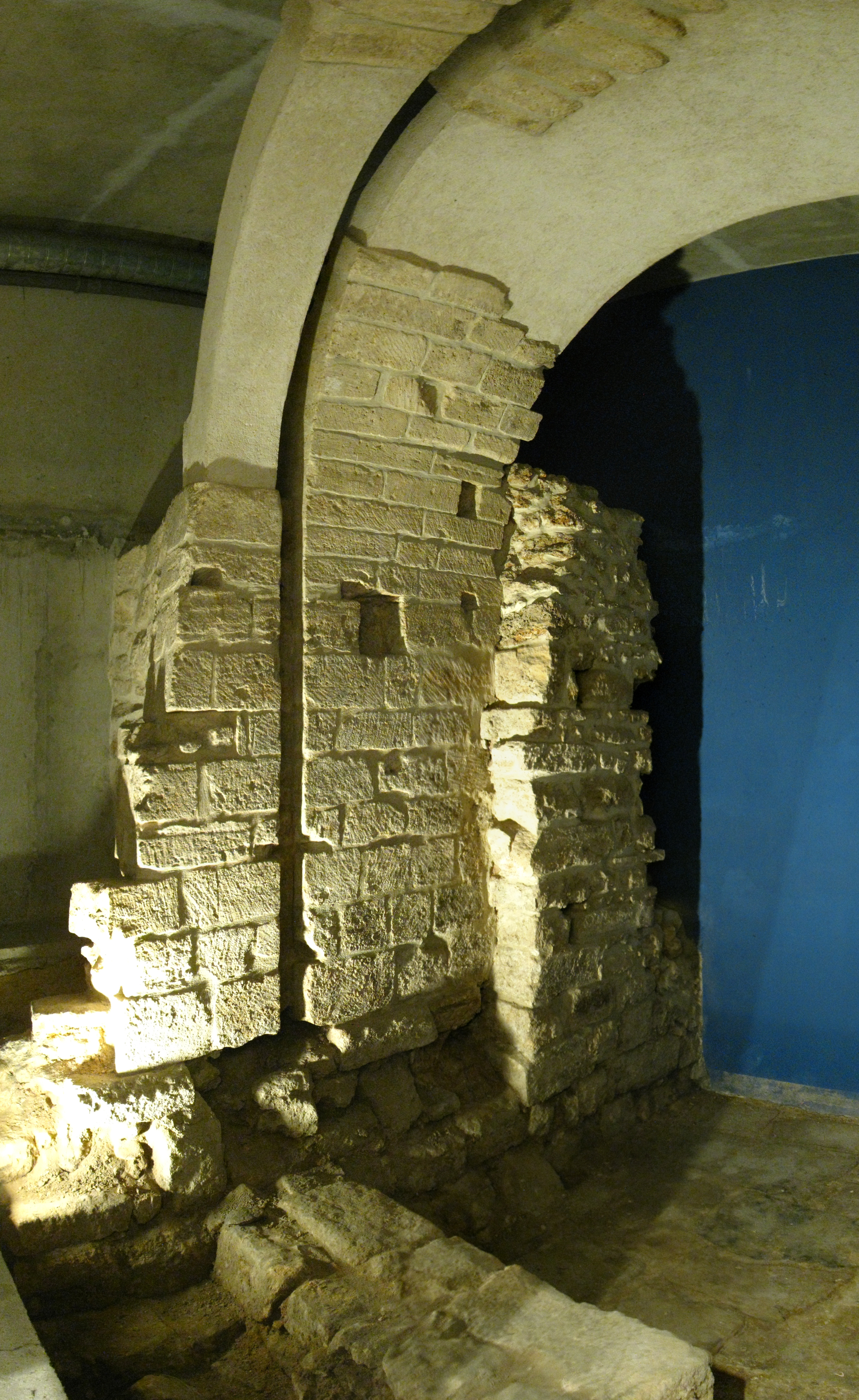
Erhaltenes Brückengewölbe.
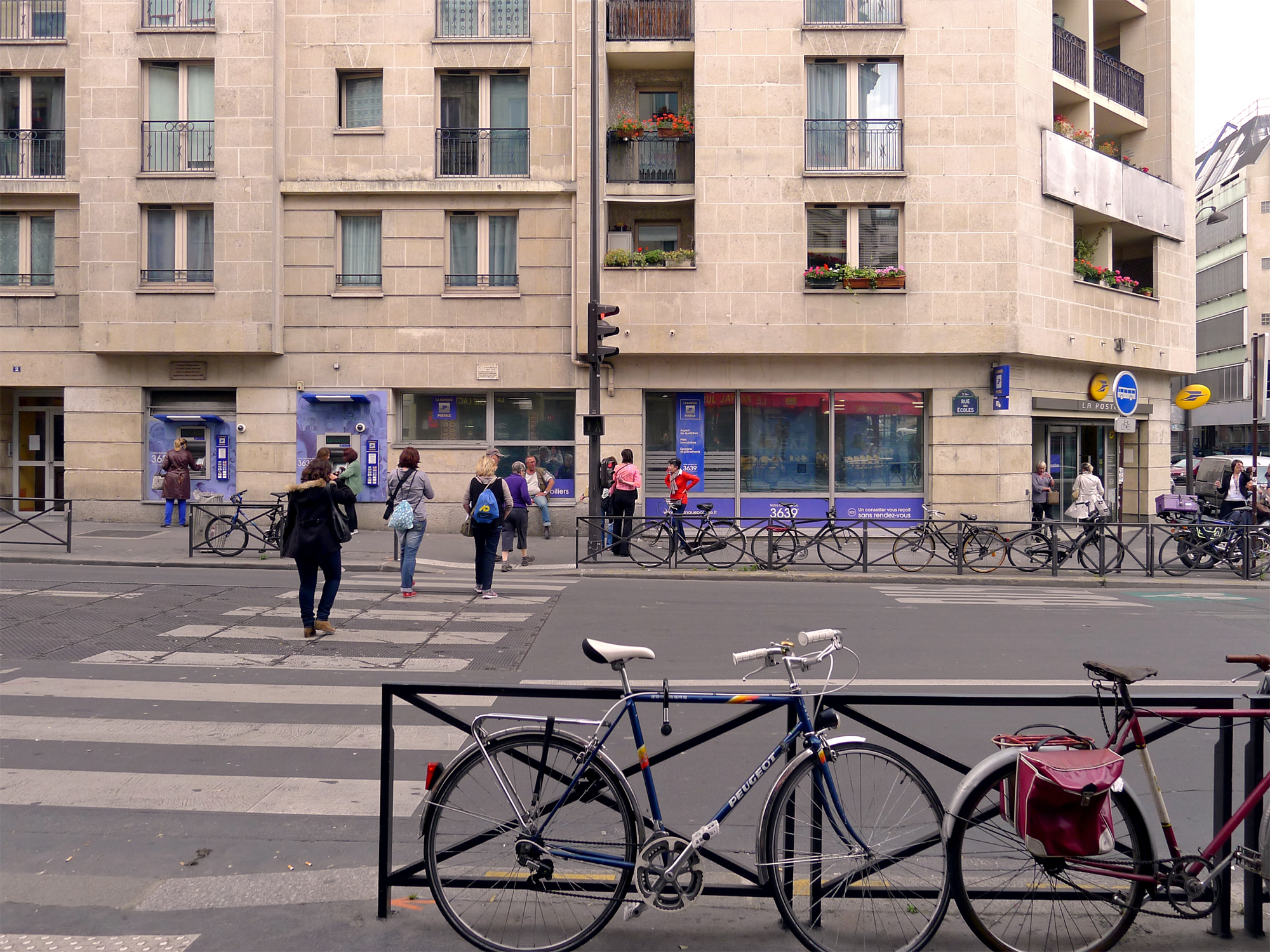
Rue des Écoles Nr. 2.
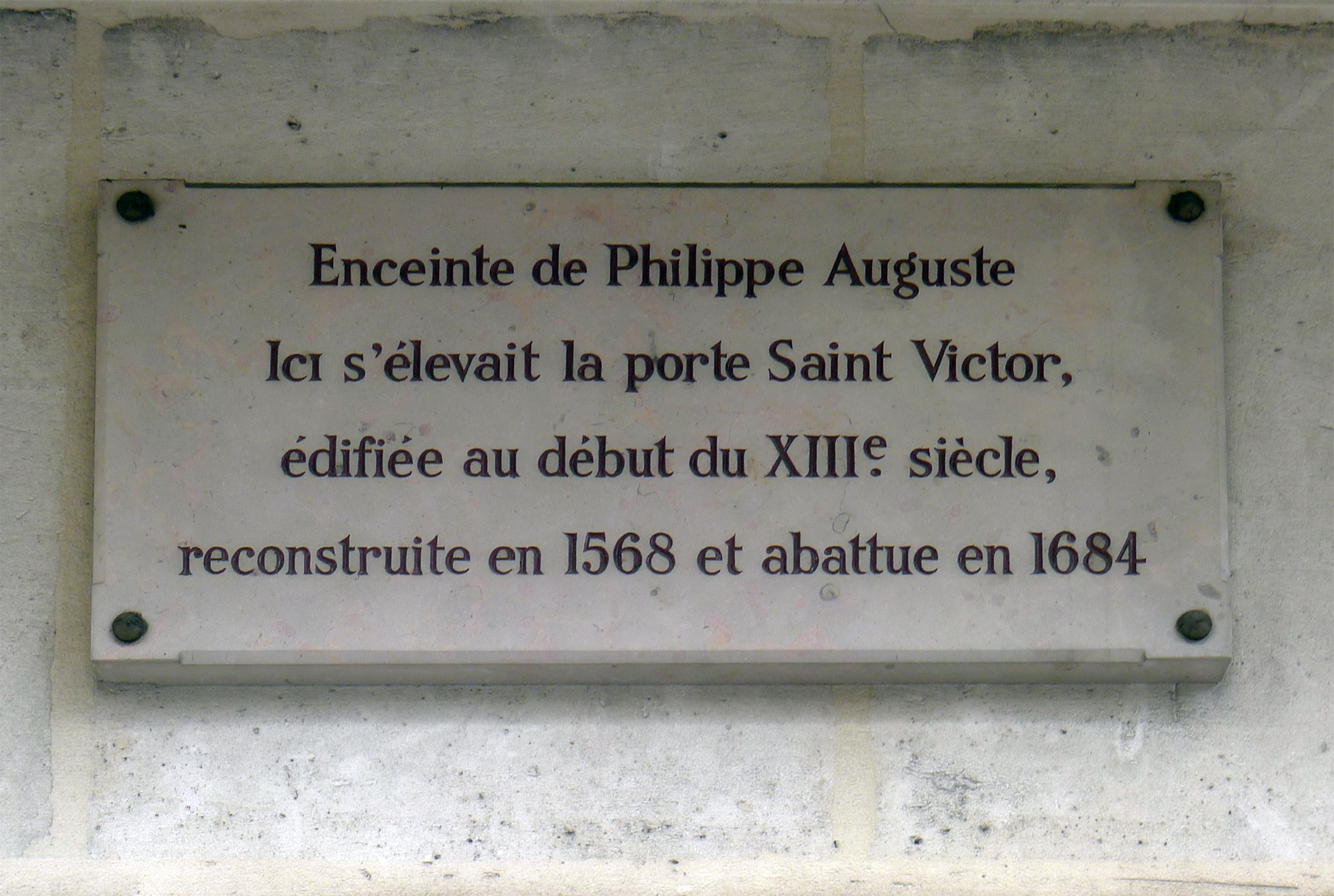
Gedenktafel.
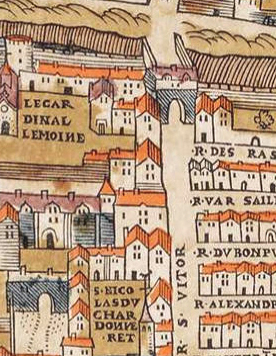
Das Tor Saint-Victor am Ende der Straße Saint-Victor auf dem Stadtplan von Truschet und Hoyau (1550).

Im Lauf des 13. Jahrhunderts wurden wegen des Wachstums der Stadt und ihrer Vororte und wegen der Verkehrsverstopfung weitere Öffnungen in die Mauer geschlagen. So kamen (von Westen nach Osten aufgezählt) zu den Stadttoren folgende drei Ausfalltore auf der Rive Gauche:
- die Porte des Cordeliers, später umbenannt in Porte Saint-Germain, deren Durchbruch 1240 den Ordensleuten von Saint-Germain gestattet wurde[17]. Sie lag in der heutigen Rue de l'École-de-Médecine, zwischen der Rue du Paon-Saint-André und der Cour du Commerce-Saint-André[18][19]

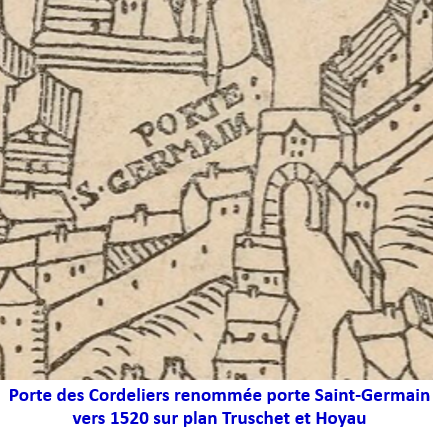
Porte des Cordeliers (Saint-Germain) vers 1520.

- die Poterne de Nesles
- die Poterne Dauphine
- die Poterne Saint-Bernard

Später wurden weitere Öffnungen geschaffen: 1420 wurde an der Ecke der Rue Monsieur le Prince und der Rue Dupuytren ein Tor in Richtung Saint-Germain-des-Prés gebaut, das den alten Namen der weiter nördlich gelegenen Porte des Cordeliers oder Porte de Buci bekam.

#### Stadttore der Rive Droite

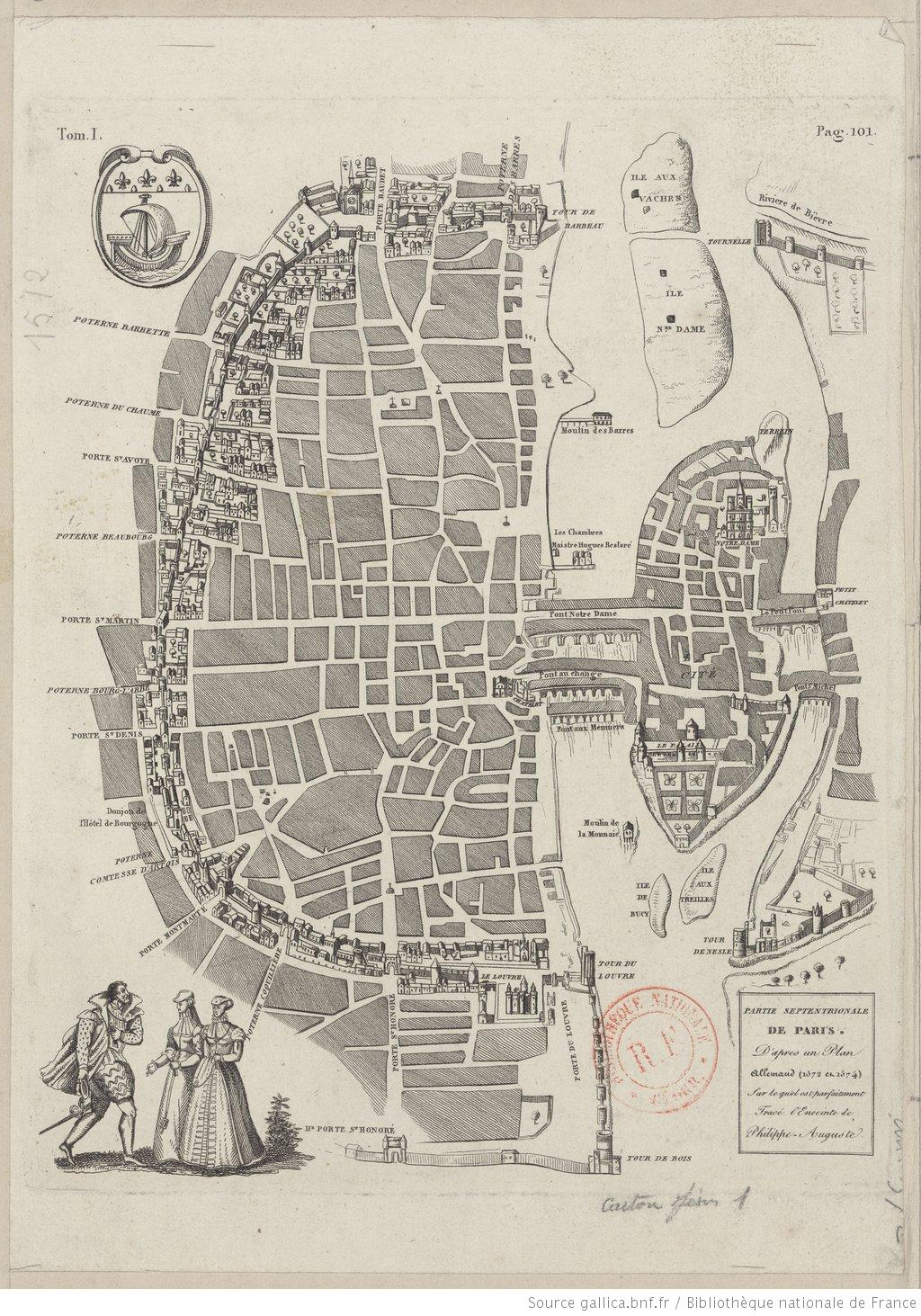
„Geostete Darstellung von Paris nach einem deutschen Plan, auf dem völlig richtig der Verlauf der Mauer Philipps II. August eingezeichnet ist“

Bei ihrer Erbauung hatte die Stadtmauer der Rive Droite acht Stadttore mit viereckiger Anlage, die in ihrem oberen Teil mit Scharwachttürmen versehen waren.
- die zwischen der Louvre-Burg und der Tour de Coin gelegene Porte du Louvre;
- die Porte Saint-Honoré, auch Barrières des Sergents (Schlangenschranke) genannt, bei der Rue Saint-Honoré Nr. 148, auf der Höhe der Rue de l'Oratoire;

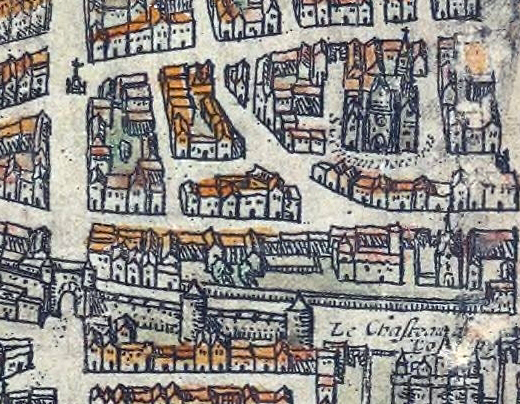
Porte Saint-Honoré (unten links im Bild) der Stadtmauer Philipp II. um 1530 (Stadtplan von Braun und Hogenberg).

Die erste Porte Saint-Honoré befand sich auf der Höhe der Rue Saint-Honoré Nr. 148 und 150, also genau vor der Front der heutigen evangelischen Kirche des Oratoriums des Louvre, direkt hinter der Kreuzung mit der Rue de l'Oratoire. Sie wurde im 16. Jahrhundert (je nach Quelle 1533 oder um 1545) niedergelegt.
- die Porte Montmartre, gelegen bei der Rue Montmartre Nr. 30, in der Nähe der Rue Étienne-Marcel;

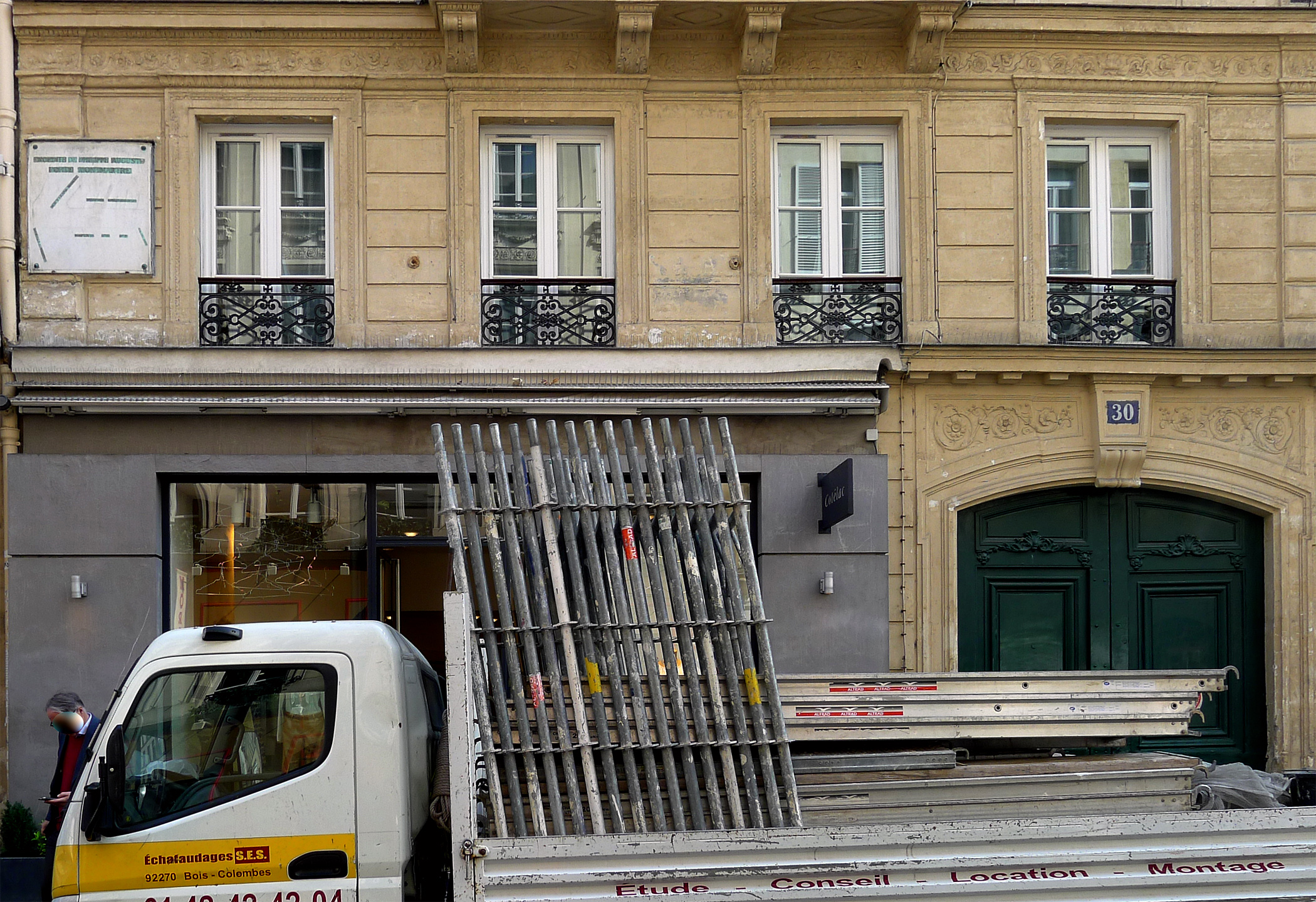
Rue Montmartre Nr. 30.
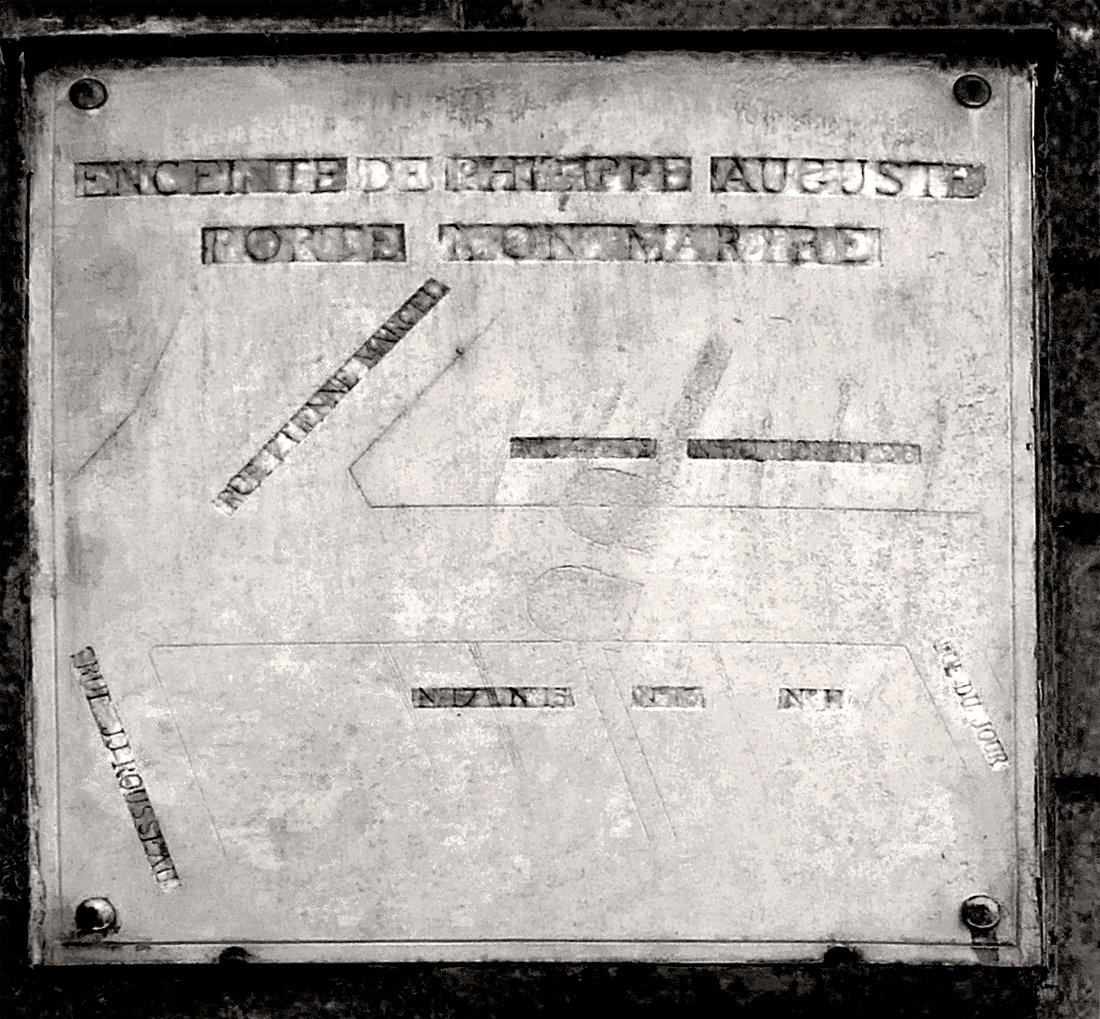
Gedenktafel mit der ehemaligen Lage des Stadttors.
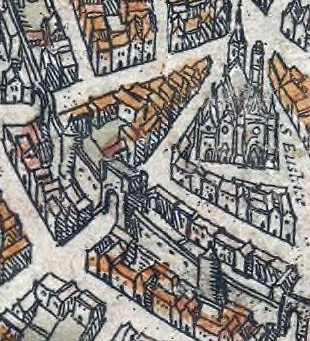
Porte Montmartre auf dem Stadtplan von Braun und Hogenberg (um 1530).

- die Porte Saint-Denis oder Porte aux Peintres (Malertor) an der Kreuzung der Rue Saint-Denis und des Impasse des Peintres, nicht zu verwechseln mit der Porte Saint-Denis der Stadtmauer Karls V. oder dem unter Ludwig XIV. erbauten, gleichnamigen Triumphbogen, der bis heute erhalten ist;
- die Porte Saint-Martin an der Kreuzung der Rue Saint-Martin mit der Rue du Grenier-Saint-Lazare, wiederum nicht zu verwechseln mit der Porte Saint-Martin der Stadtmauer Karls V.;
- die Porte du Temple,

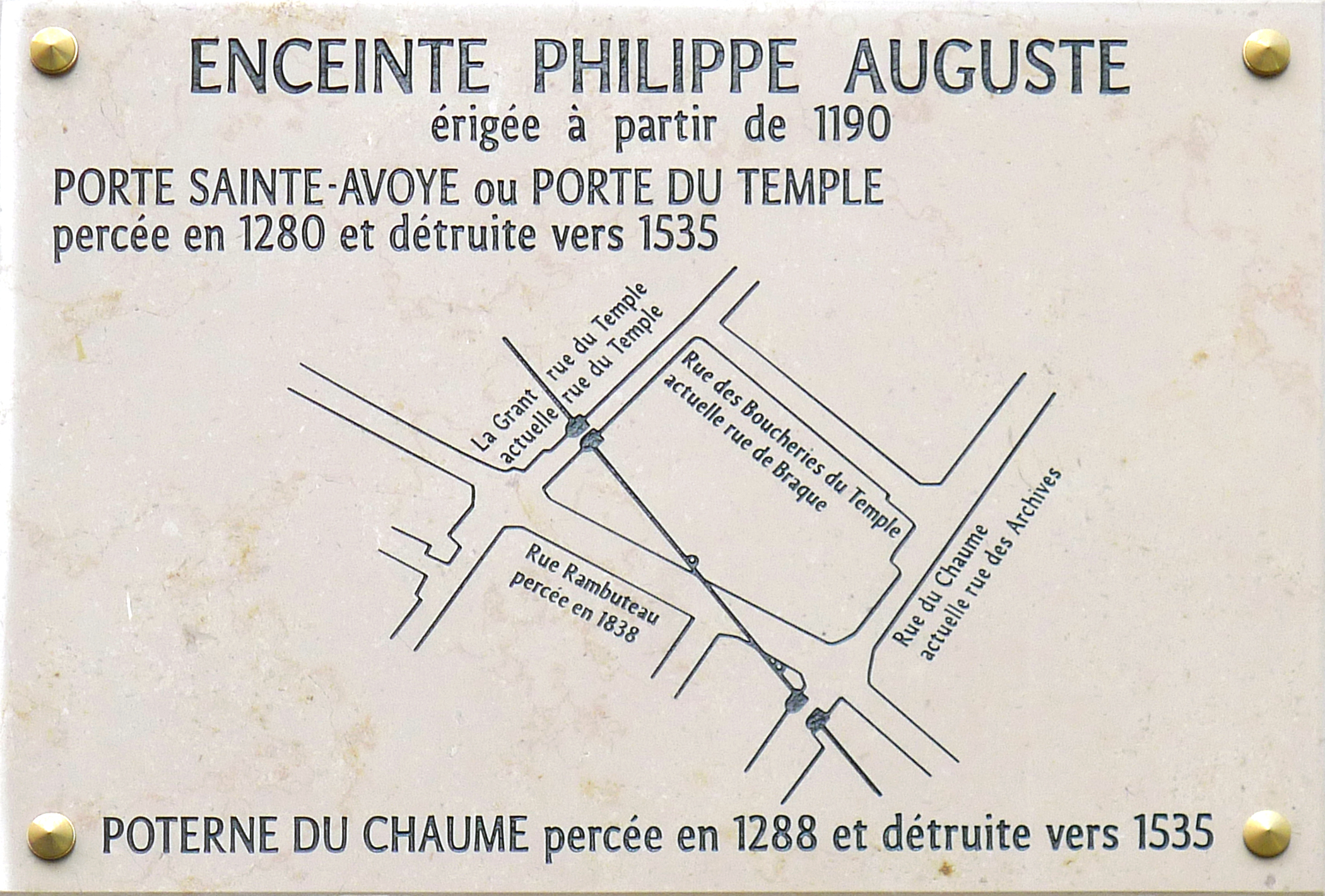
Die Porte du Temple auf einer Gedenktafel an der Rue Rambuteau Nr. 6.

- die Porte Barbette, die an der Rue Vieille-du-Temple zwischen der Rue des Blancs-Manteaux und der Rue des Francs-Bourgeois lag;

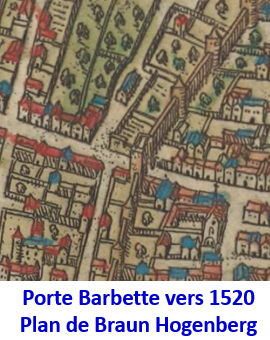
Porte Barbette um 1520.
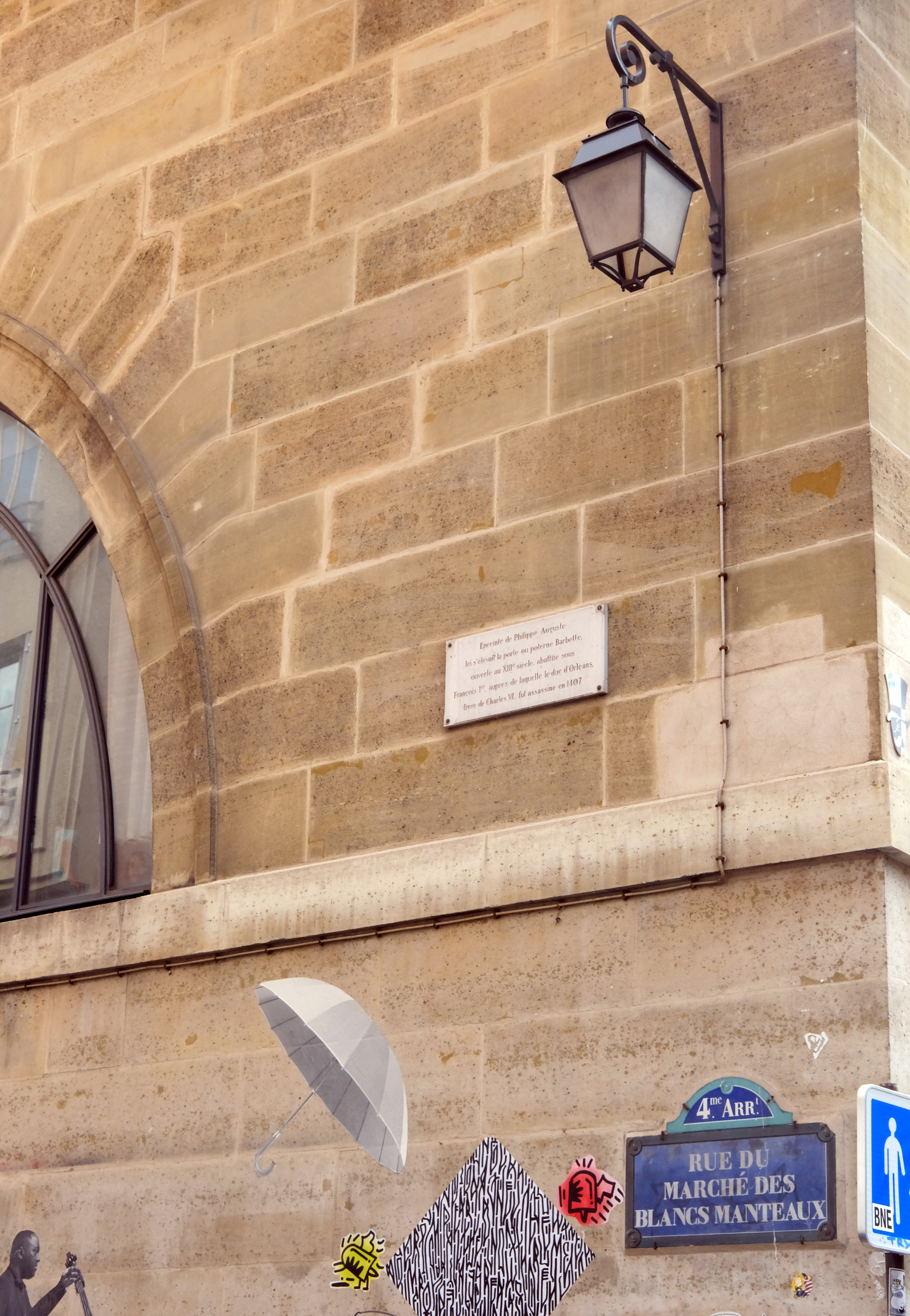
Lage der ehemaligen Porte Barbette.

- die Porte Saint-Antoine oder „Porte Baudet“ oder „Porte Baudoyer“ bei der Rue Saint-Antoine Nr. 101, auf der Höhe der Rue de Sévigné; dieses Tor wurde bereits 1382 niedergelegt, um den Verkehrsfluss zu verbessern[20].

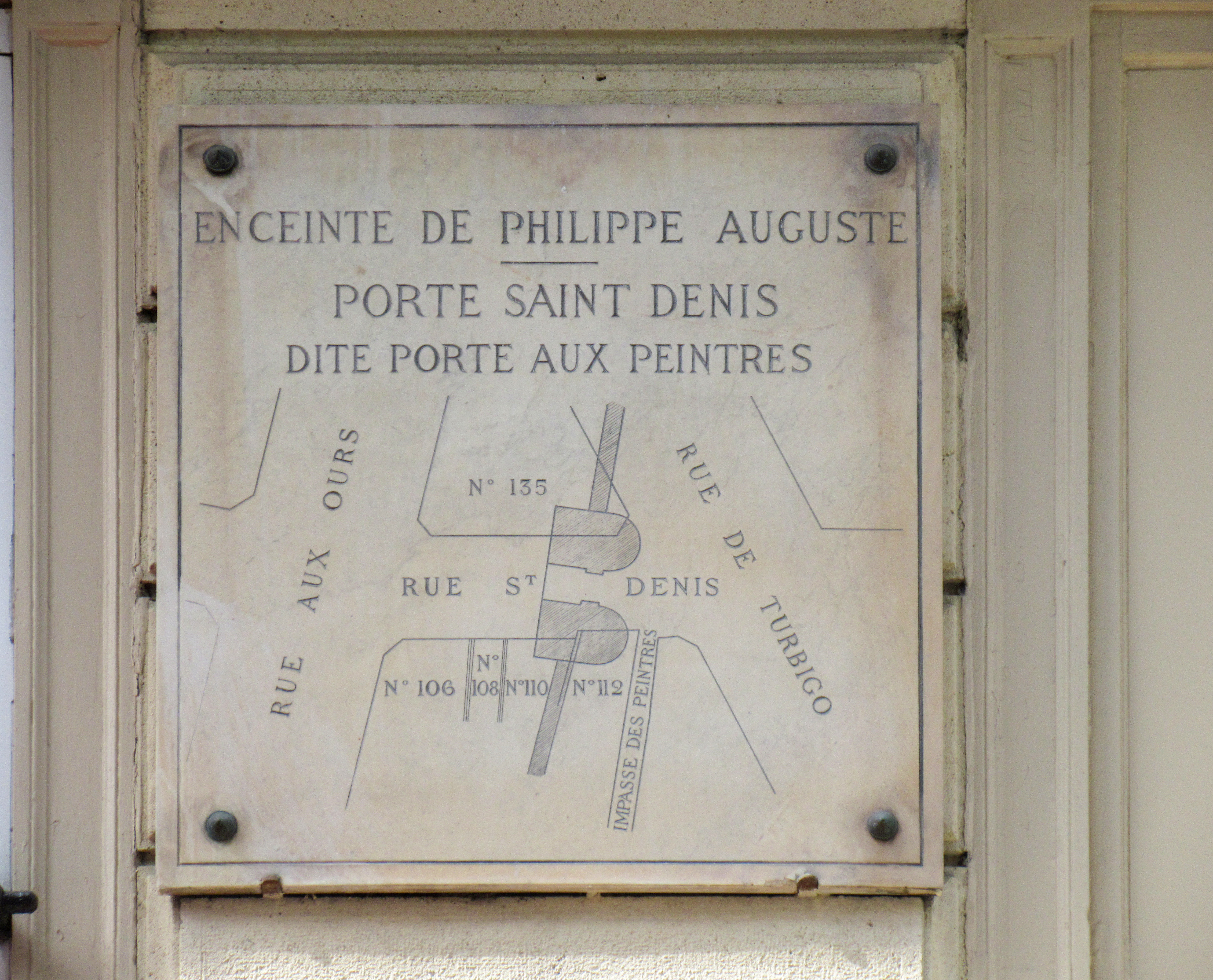
Gedenktafel am Ort der früheren Porte Saint-Denis der Stadtmauer Philipps II. oder Porte aux Peintres.
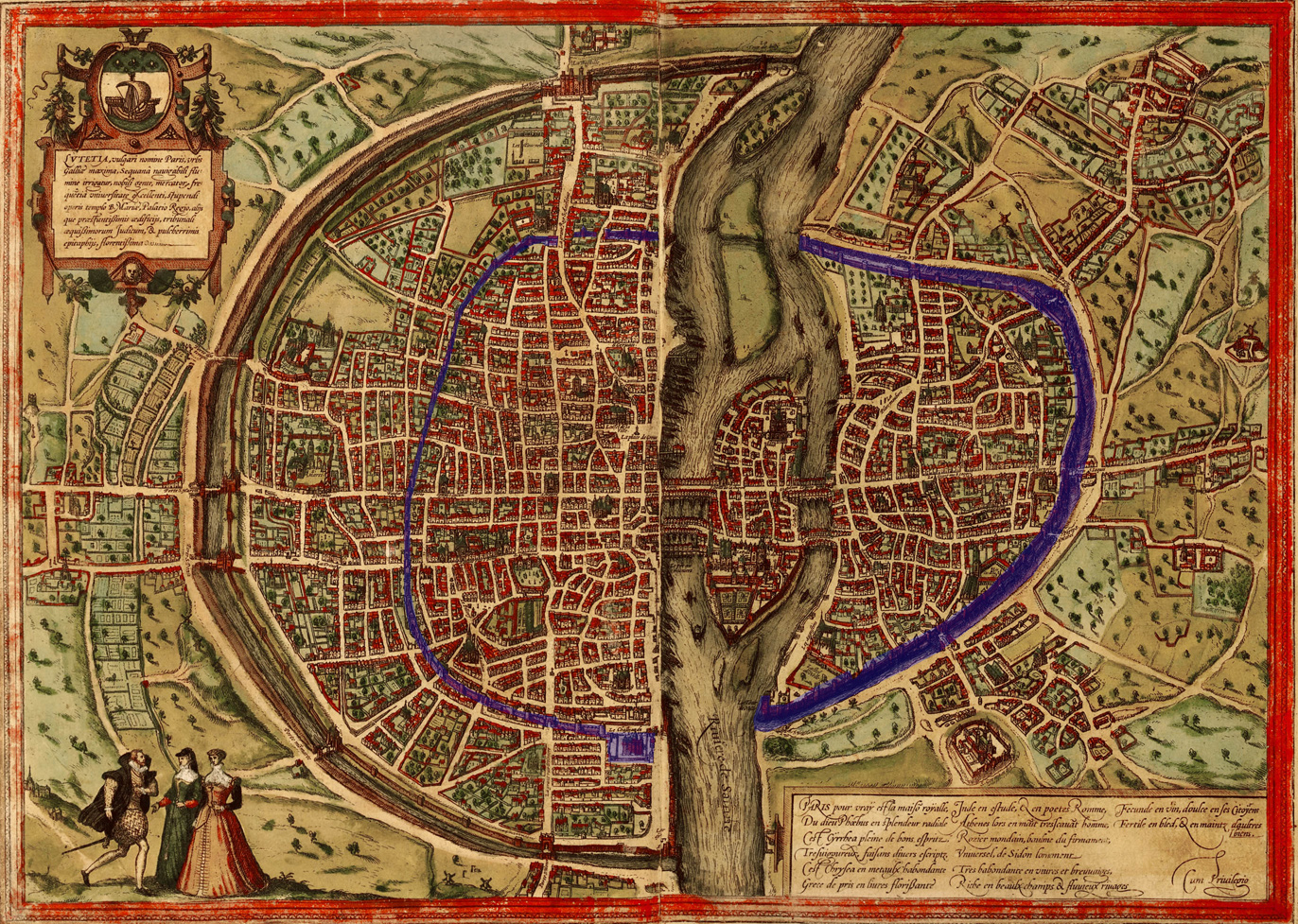
Paris-Karte von Sebastian Münster von 1572. In blau der Verlauf der Stadtmauer Philipps II.

Zwischen der Porte Saint-Antoine und der Seine gab es schließlich noch zwei Ausfalltore, die Saint-Paul in der Rue Charlemagne und die Poterne des Barrés in der (Rue de l'Ave-Maria).

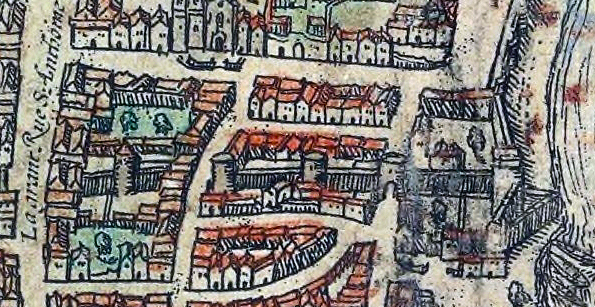
Auf diesem Teil des Stadtplans von Braun und Hogenberg sind die Poterne Saint-Paul von links in der zweiten Straße senkrecht und die Poterne des Barrés in der Straße ganz rechts zu sehen.

Im Lauf des 13. Jahrhunderts wurde es wegen des Wachstums der Stadt und ihrer Vororte und wegen der Verkehrsüberlastung erforderlich, die Mauer an zusätzlichen Stellen zu öffnen. Weitere Ausfalltore wurden auf der Rive Droite errichtet; von Westen nach Osten :
- die Poterne Coquillière in der Rue Coquillière, in der Nähe der Rue Jean-Jacques-Rousseau; auf dem Stadtplan von Guillot[22] wird sie Anfang des 14. Jahrhunderts sogar als Porte aux Coquillers;
- die Poterne d'Artois oder Poterne Comtesse-d'Artois in der Rue Comtesse-d'Artois, die auf dem Stadtplan von Guillot unter der Bezeichnung Porte Nicolas Arode ebenfalls als richtiggehendes Tor ausgewiesen ist, im 16. Jahrhundert jedoch als Poterne Comtesse d'Artois bekannt war[23];
- die Poterne du Bourg-l'Abbé zwischen der Porte Saint-Denis und der Porte Saint-Martin;
- die Poterne Beaubourg oder Porte Hydron oder auch Poterne Nicolas-Huydelon an der Kreuzung der Rue Beaubourg mit dem Impasse Beaubourg;
- die Poterne du Chaume, später als Porte du Chaume bezeichnet, in der Rue des Archives.

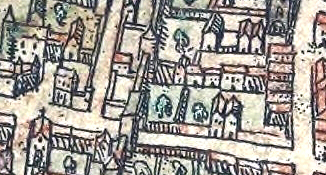
Die porte du Chaume in der Rue des Archives; links das Hôtel de Clisson.

- die Poterne Saint-Paul
- die Poterne des Barrés

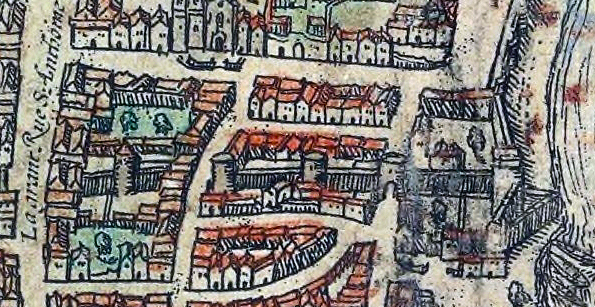
Sur cette portion du Plan de Braun et Hogenberg du XVIe siècle, figurent la poterne Saint-Paul (2e rue verticale à gauche) et celle des Barrés (rue à l'extrême droite).

## Überreste

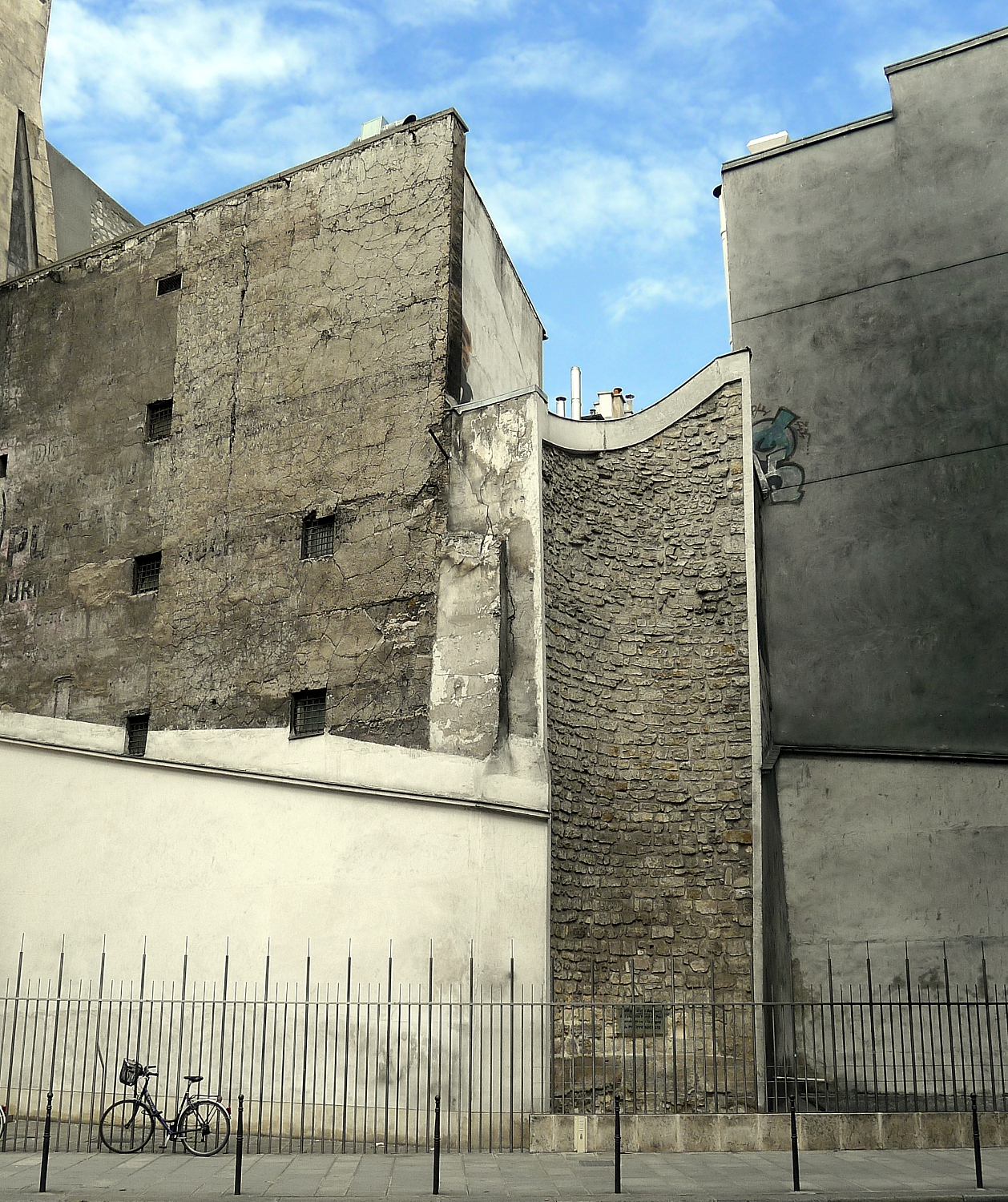
Überrest eines Turms der Stadtmauer Philipps II. bei der Rue du Louvre Nr. 11 und 13

Die Stadtmauer ist seit dem 17. Jahrhundert fast unsichtbar geworden; ein paar wenige Teile sind aber doch noch sichtbar geblieben. Oft sind die erhaltenen Teile nicht zu sehen oder schwer zu erkennen, weil Kurtinen als Stützmauern, Türme als Treppenhäuser usw. nachgenutzt wurden. Außerdem liegt ein großer Teil der Überreste auf privatem Grund und ist daher nicht öffentlich zugänglich.
20 Überreste sind seit 1889 klassifizierte Monuments Historiques:

### Im 1. Arrondissement
- Rue du Jour Nr. 7 und 9, Rue Jean-Jacques-Rousseau Nr. 62[24]
- Rue du Jour, Nr. 21 und 23, Rue Jean-Jacques-Rousseau Nr. 70[25]
- Rue du Louvre Nr. 11 und 13, Rue Jean-Jacques-Rousseau Nr. 20[26]: auf der Höhe der Rue du Louvre Nr. 9 ist ein Teil der Innenseite eines Turmes der Stadtmauer zu sehen sowie von der Nr. 11 aus der Sockel dieses Turms von der Außenseite. Die Teile kamen bei der Erstellung eines Belüftungsschachts für die Linie 14 der Pariser Metro zum Vorschein.
- Rue Saint-Honoré Nr. 146, 148, 150[27]

### Im 2. Arrondissement
- Rue Étienne-Marcel Nr. 16, Rue Tiquetonne Nr. 15[28]
- Rue Étienne-Marcel Nr. 20[29]

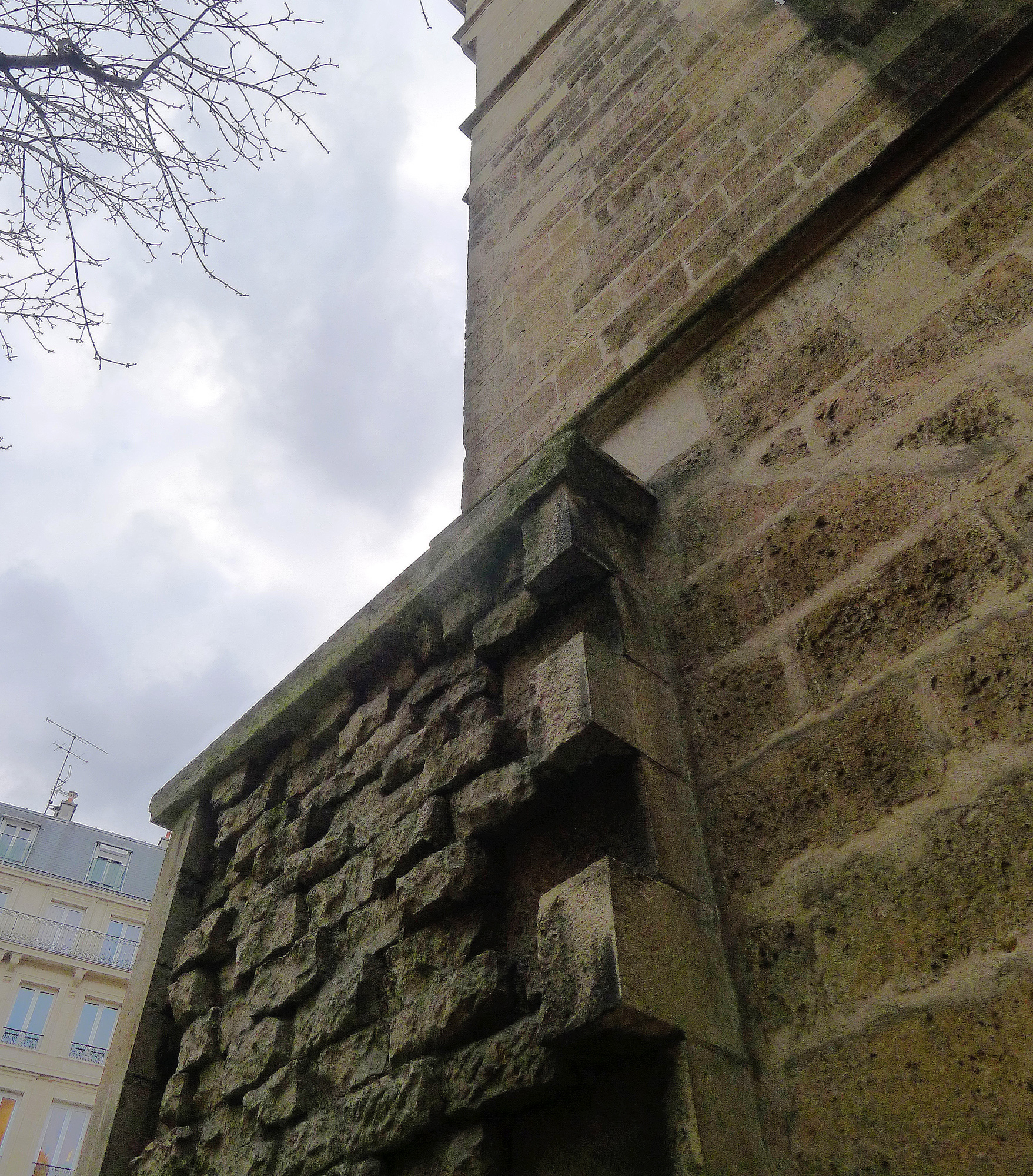
Oberirdische Überreste der Stadtmauer.

### Im 3. Arrondissement
- Rue du Temple Nr. 69 und 71[30]; in der Nähe ist der Verlauf noch in der Anordnung der Bebauung des Viertels sichtbar (so in der Aneinanderreihung der Grundstücke entlang der verschwundenen Stadtgrenze, die die Stadtmauer bildete oder auch in Form von architektonischen Kuriositäten wie der blinden Fassade des Hofs des Hôtel de Saint-Aignan in der Rue du Temple Nr. 71).

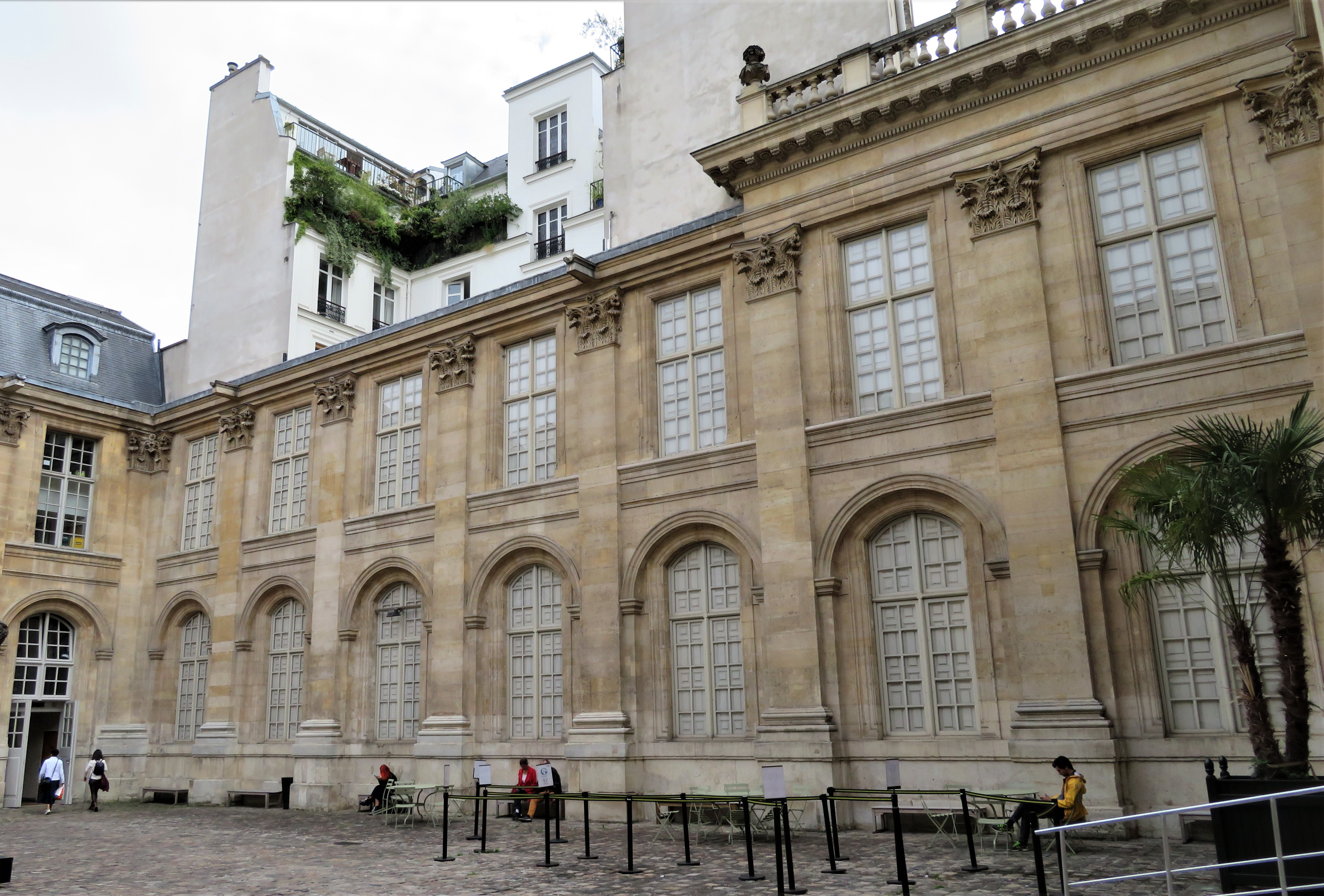
Blendfassade

### Im 4. Arrondissement
- Rue de l'Ave-Maria Nr. 15[31]
- Rue Charlemagne Nr. 9–15[32]
- Rue des Jardins-Saint-Paul Nr. 17, 19, 21[33]: an der Ecke der Rue Charlemagne und der Rue des Jardins-Saint-Paul ist der längste zusammenhängende erhaltene Teil der Mauer, ein Abschnitt von 60 Metern, zu sehen. Dort ist auch ein Viertel der Tour Montgommery zu sehen, die nach dem gleichnamigen Hauptmann der Schottischen Garde Heinrichs II. benannt ist, der dort inhaftiert gewesen sein soll, nachdem er den König bei einem Tjost unbeabsichtigt getötet hatte. Dieser Turm muss von einem anderen flankiert gewesen sein und diente dem Schutz der Poterne Saint-Paul. In der Mitte des heutigen Sportfeldes befindet sich ein weiterer, restaurierter Turm. Eine Kurtine von sieben Metern Höhe verbindet die beiden Türme. Es sind dort zahlreiche Steinmetzzeichen zu erkennen.
- Keller der Sporthalle des Lycée Charlemagne (Innenseite der Mauer zur Rue des Jardins-Saint-Paul), die hier den Unterbau des jüngeren Teils des „Petit Lycée“ bildet.

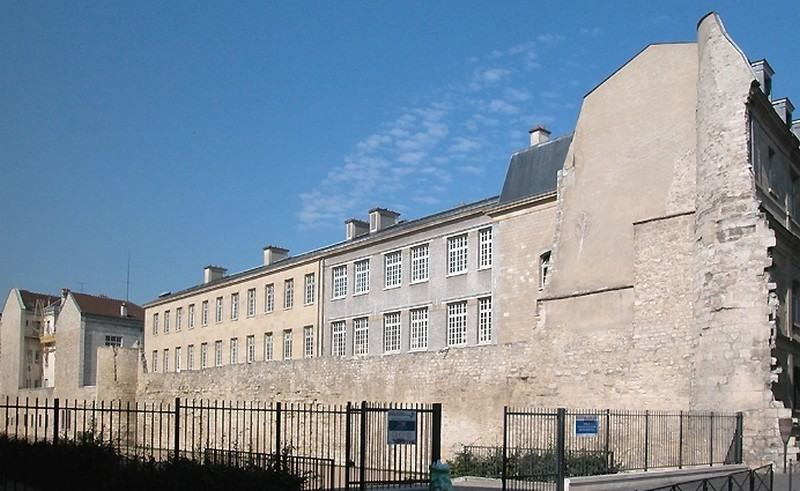
Der längste zusammenhängende Teil der Stadtmauer liegt zwischen der Rue Charlemagne und der Rue des Jardins-Saint-Paul.
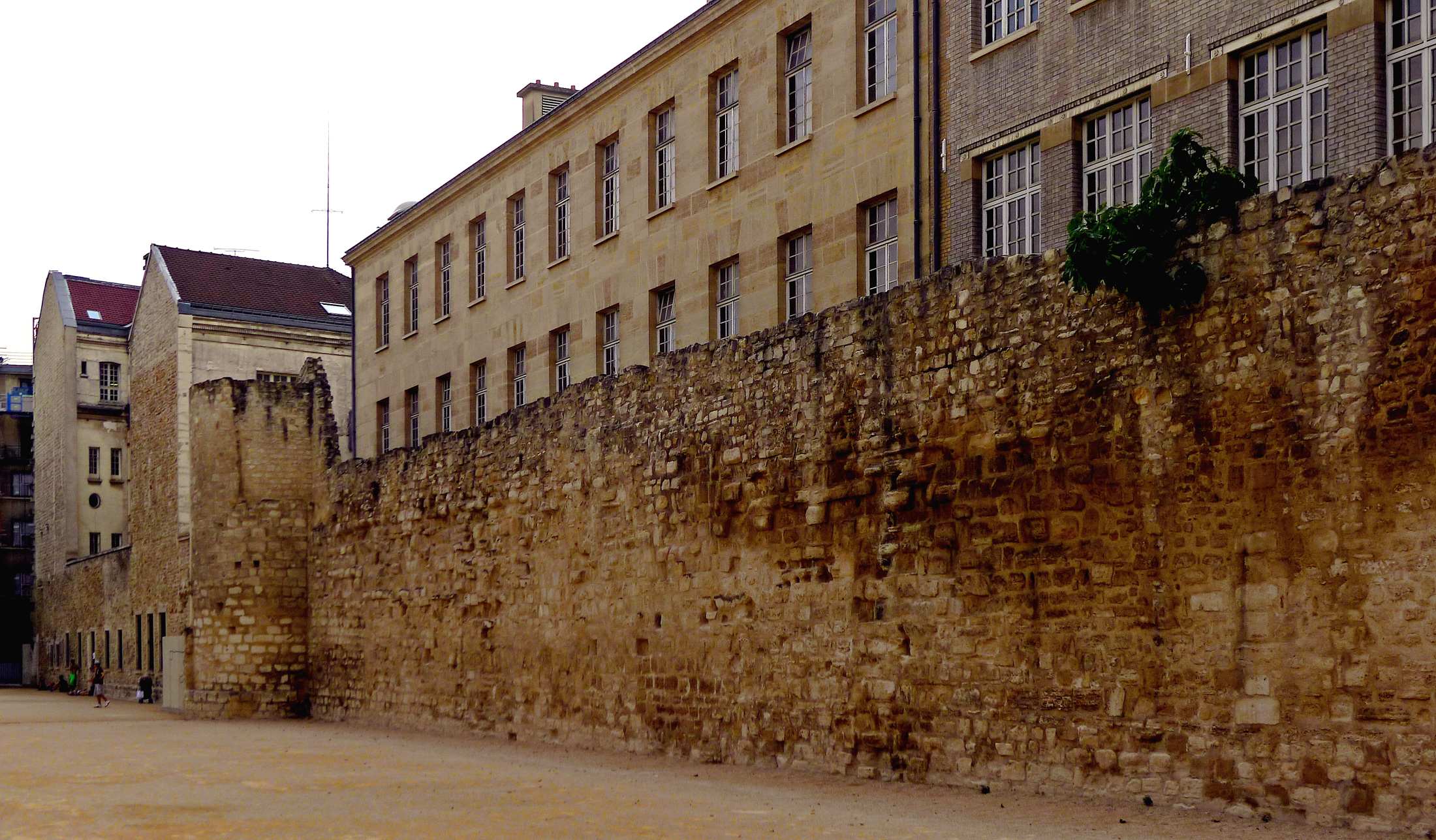
Der längste erhaltene Teil der Stadtmauer aus einem näheren Blickwinkel.
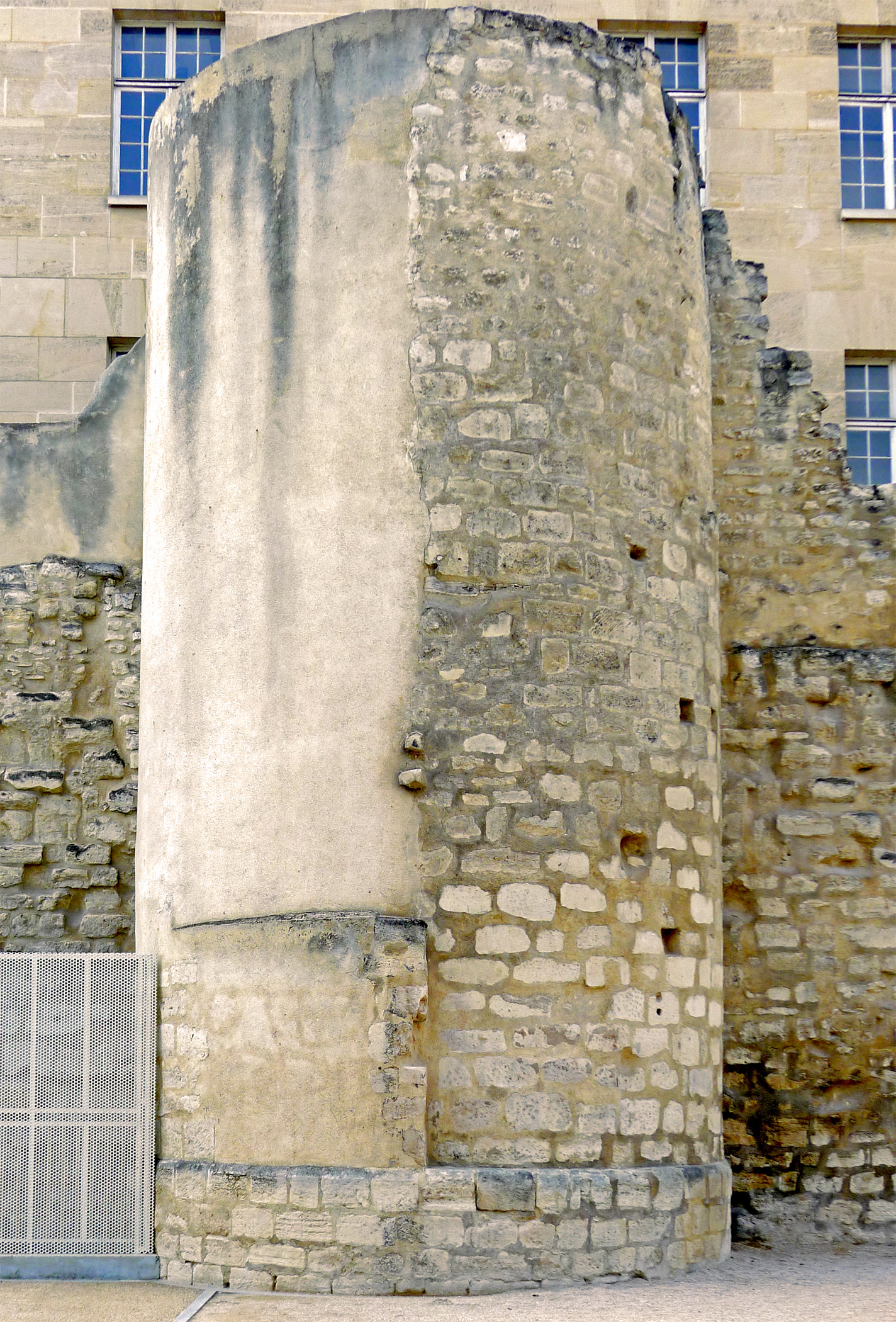
Der Turm in der Rue des Jardins-Saint-Paul.
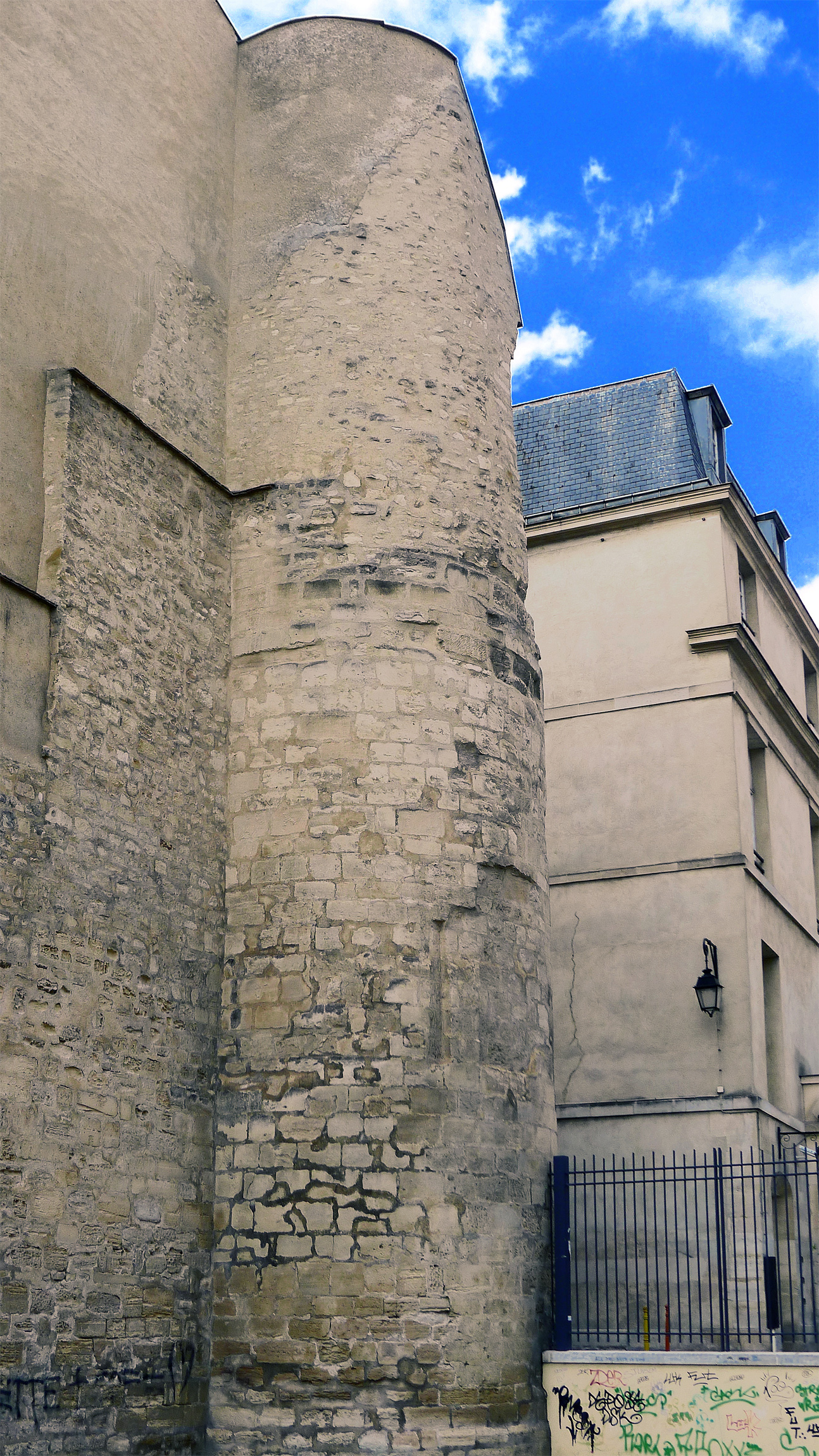
Der Turm an der Straßenecke Rue Charlemagne und Rue des jardins Saint-Paul, genannt „Tour Montgommery“.

- Rue de Sévigné Nr. 7 (früheres Hôtel d'Evreux, das auch den Grund der Nr. 9 umfasste, sowie Hôtel Poulletier  oder Hôtel de Chavigny): in den Kellern der Nummer 7 befindet sich der Überrest eines Turms der Stadtmauer Philipps II.; heute ist dort eine Feuerwache untergebracht.

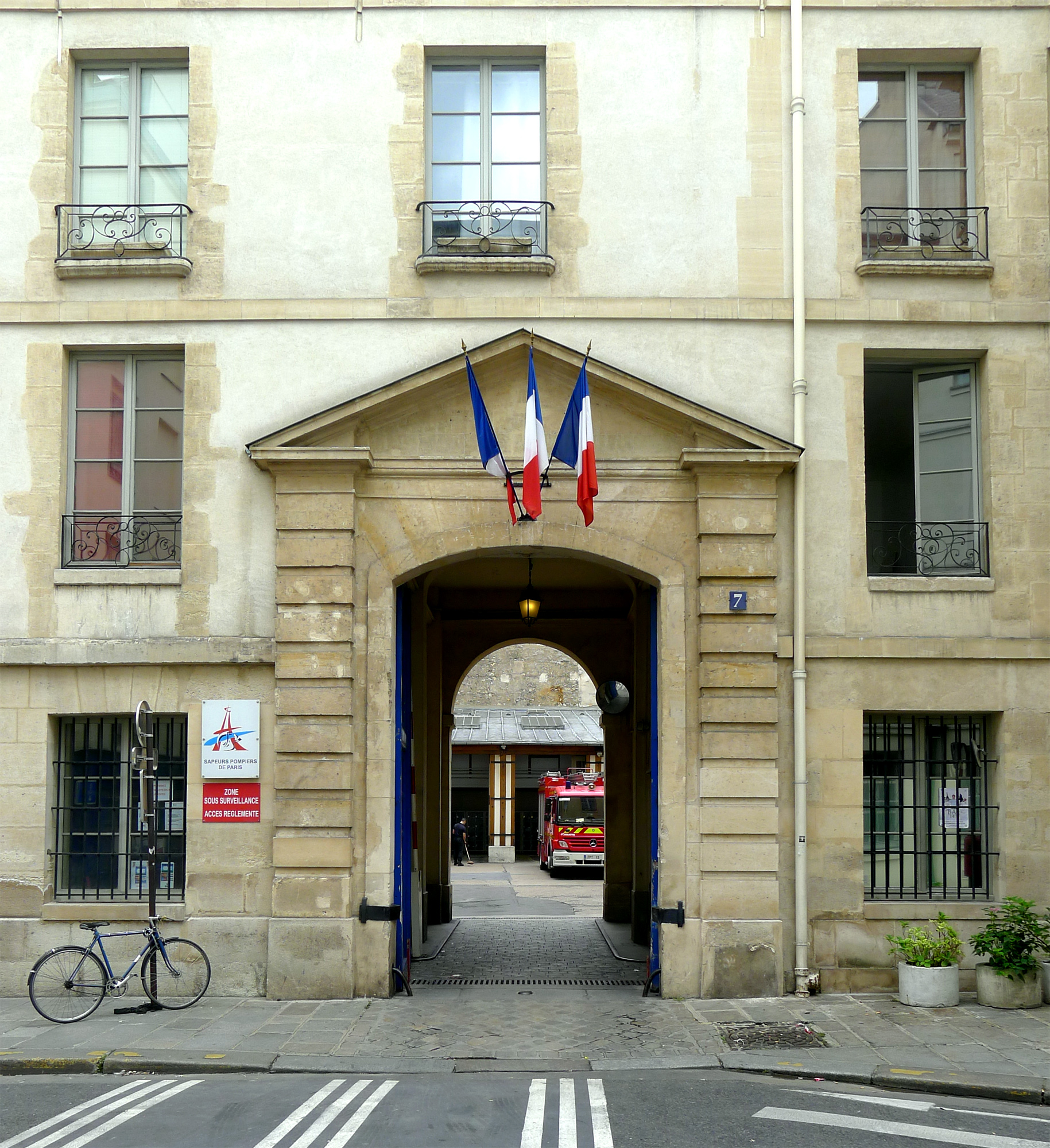
Eingang der Nr. 7.

- Rue des Francs-Bourgeois Nr. 57 und 59: auf der Höhe des engen, zwischen den Nummern 57 und 59 gelegenen Durchgangs zum Hof des Crédit municipal de Paris ist von der Straße aus ein Backstein-Turm aus dem 19. Jahrhundert zu sehen, dessen Sockel aus dem Mittelalter stammt. Zwei Linien auf dem Pflaster des Hofes zeigen den früheren Verlauf der Kurtine. Im Hof selbst erinnert eine Gedenktafel an den Mauerverlauf.

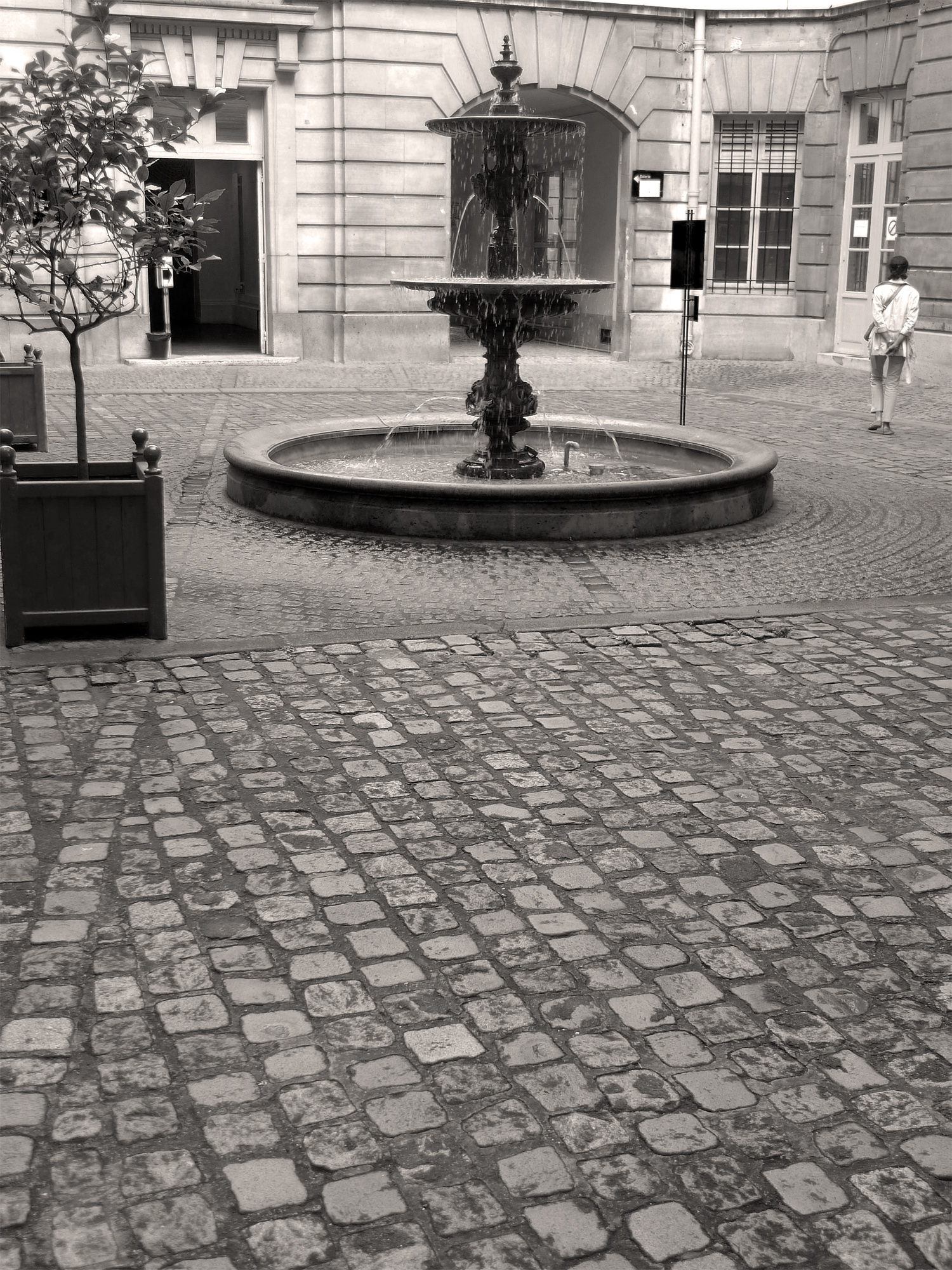
Nummer 55: Verlauf der Stadtmauer Philipps II.
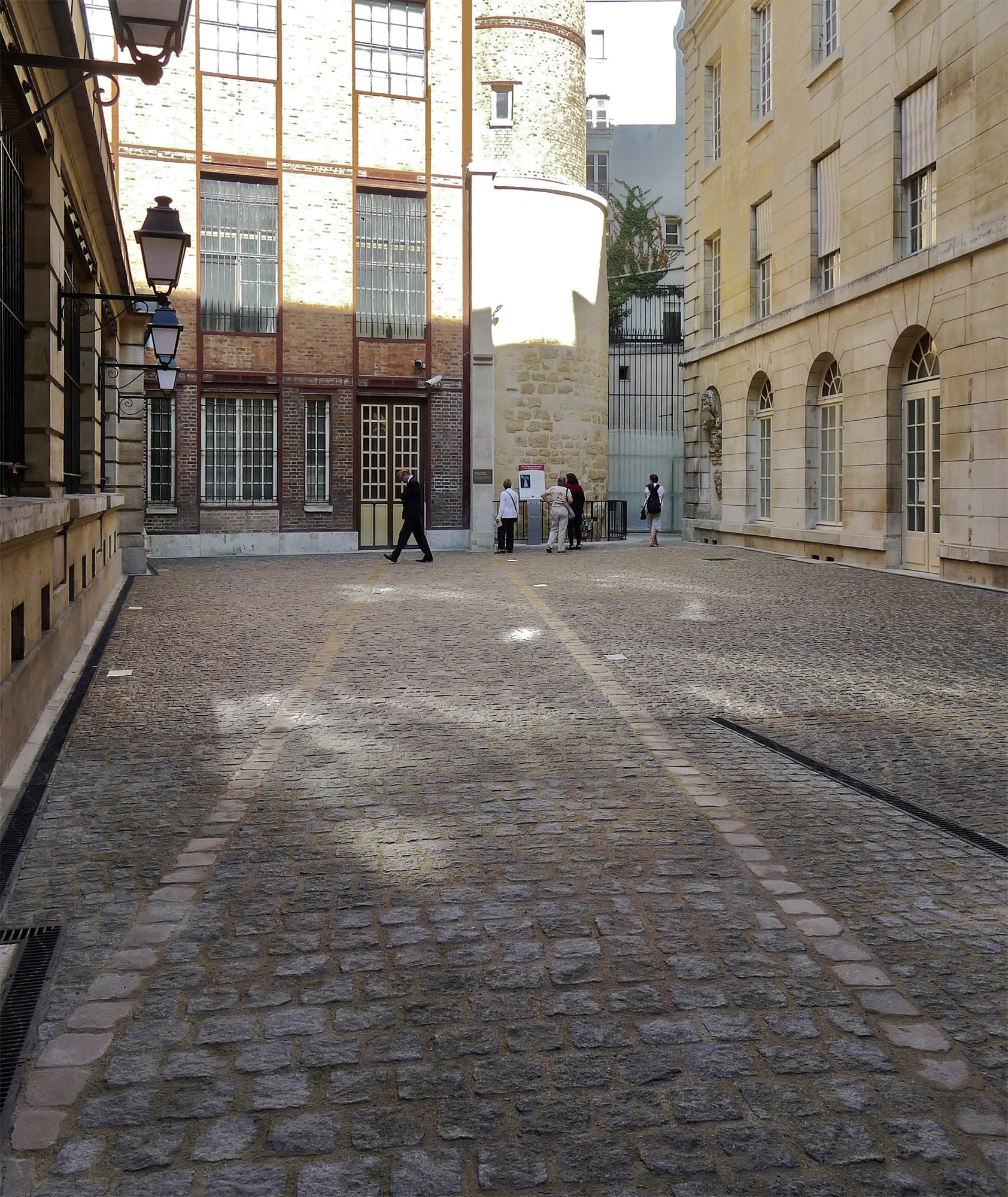
Nummern 57 und 57 bis: Verlauf der Stadtmauer Philipps II. und Turm Pierre Alvart.
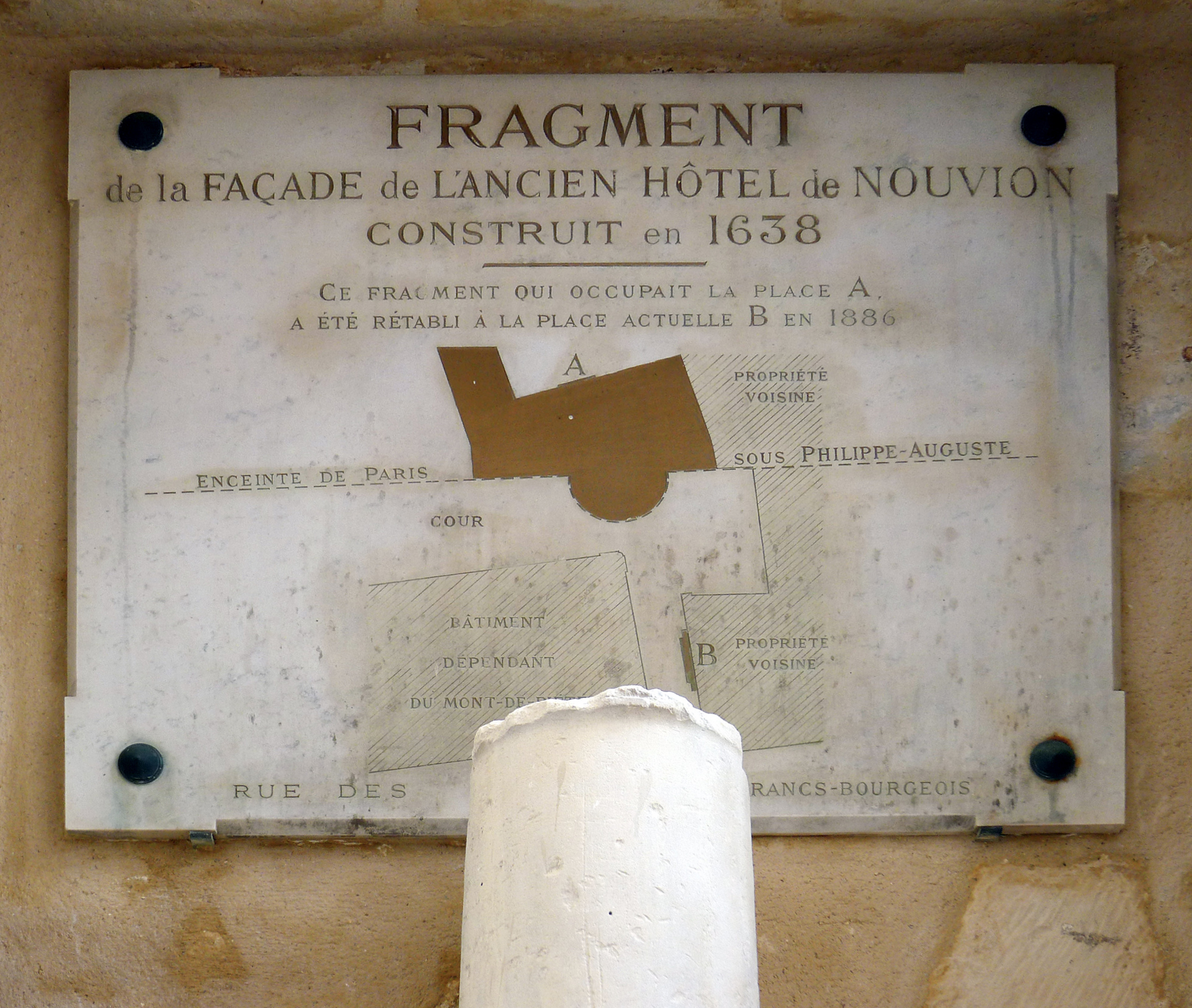
Mauerverlauf auf der Gedenktafel.
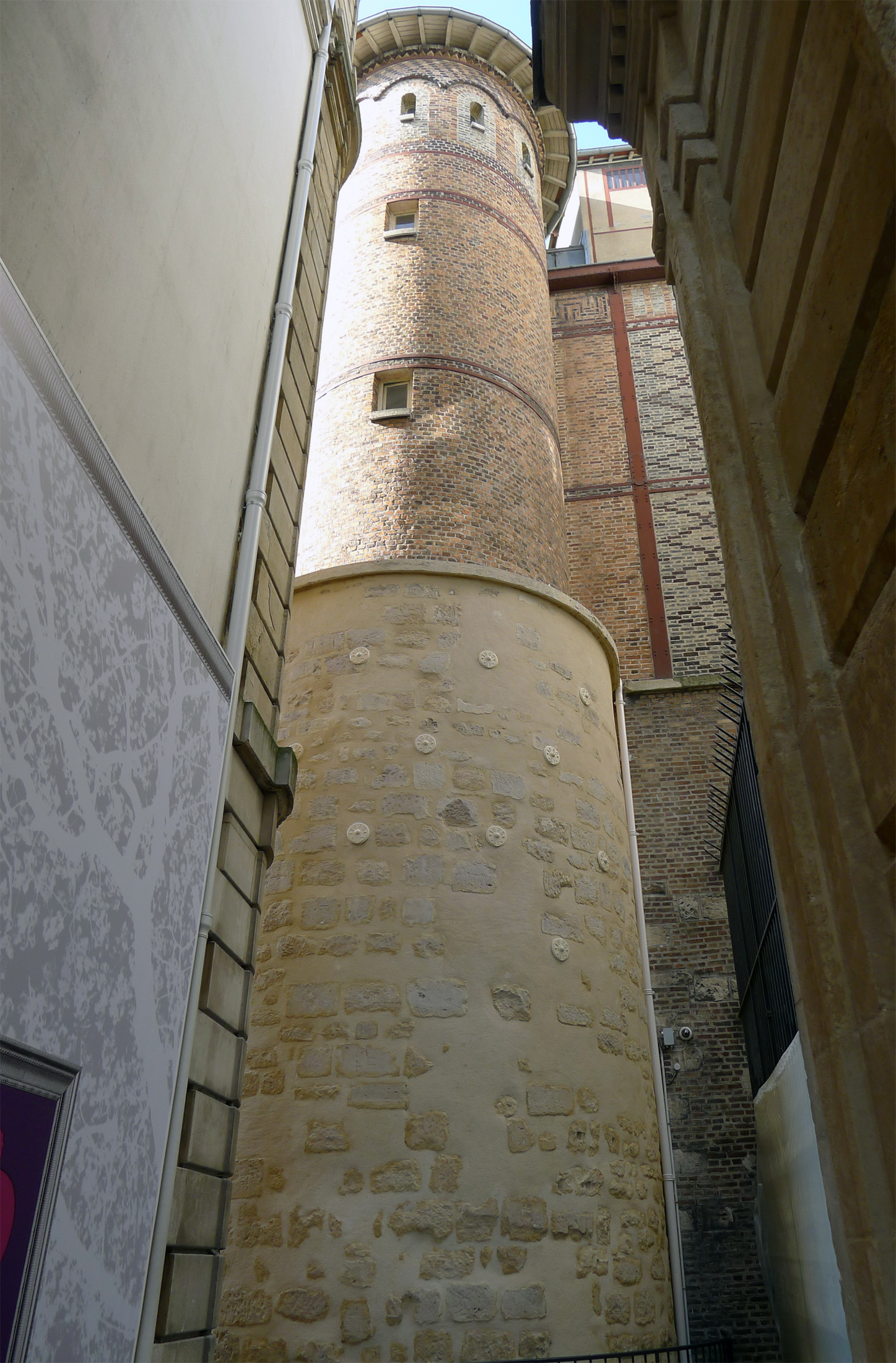
Tour Pierre Alvart mit einem daraufgesetzten jüngeren Teil.
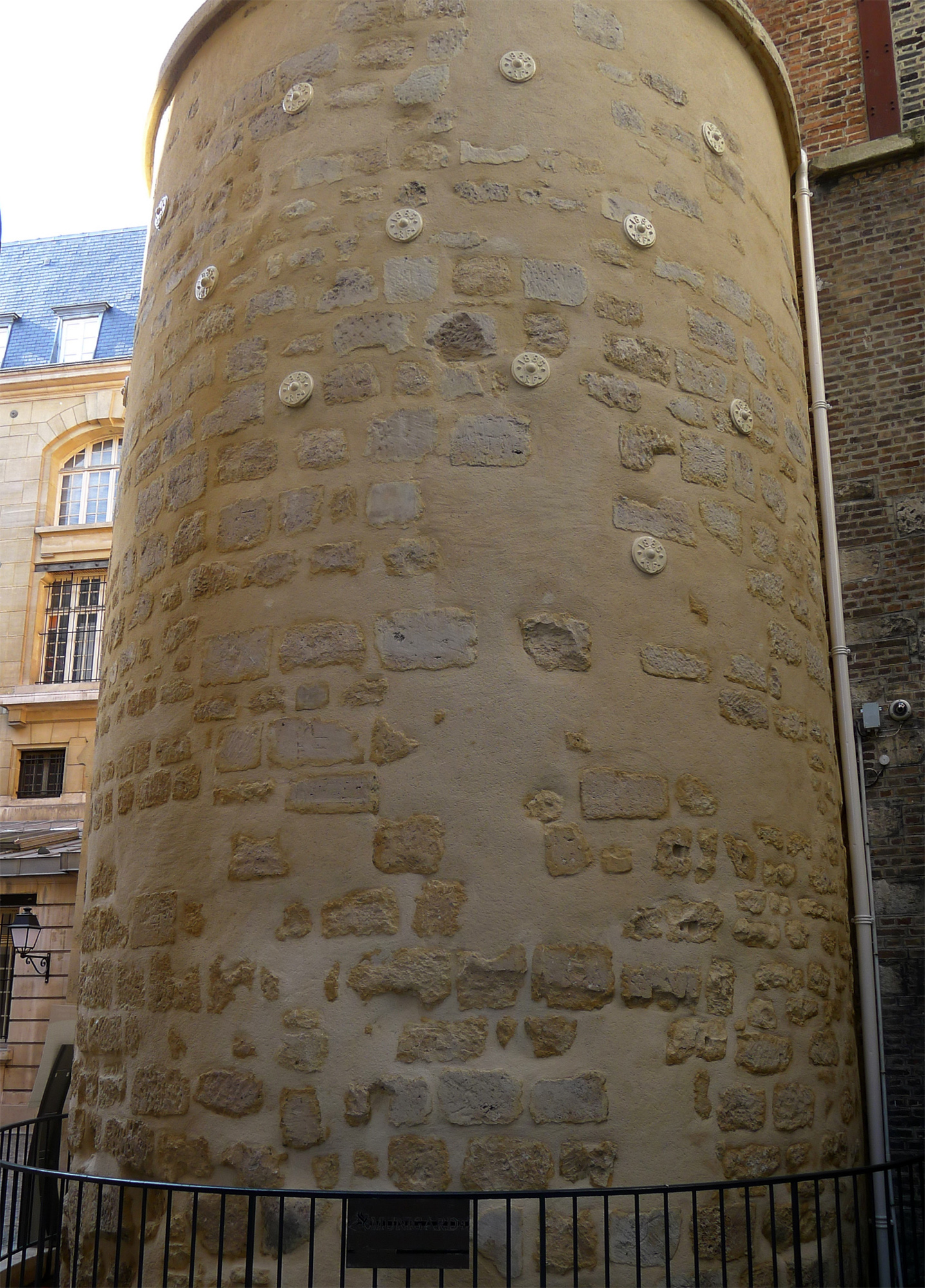
Überreste des 2014 restaurierten Turmes.
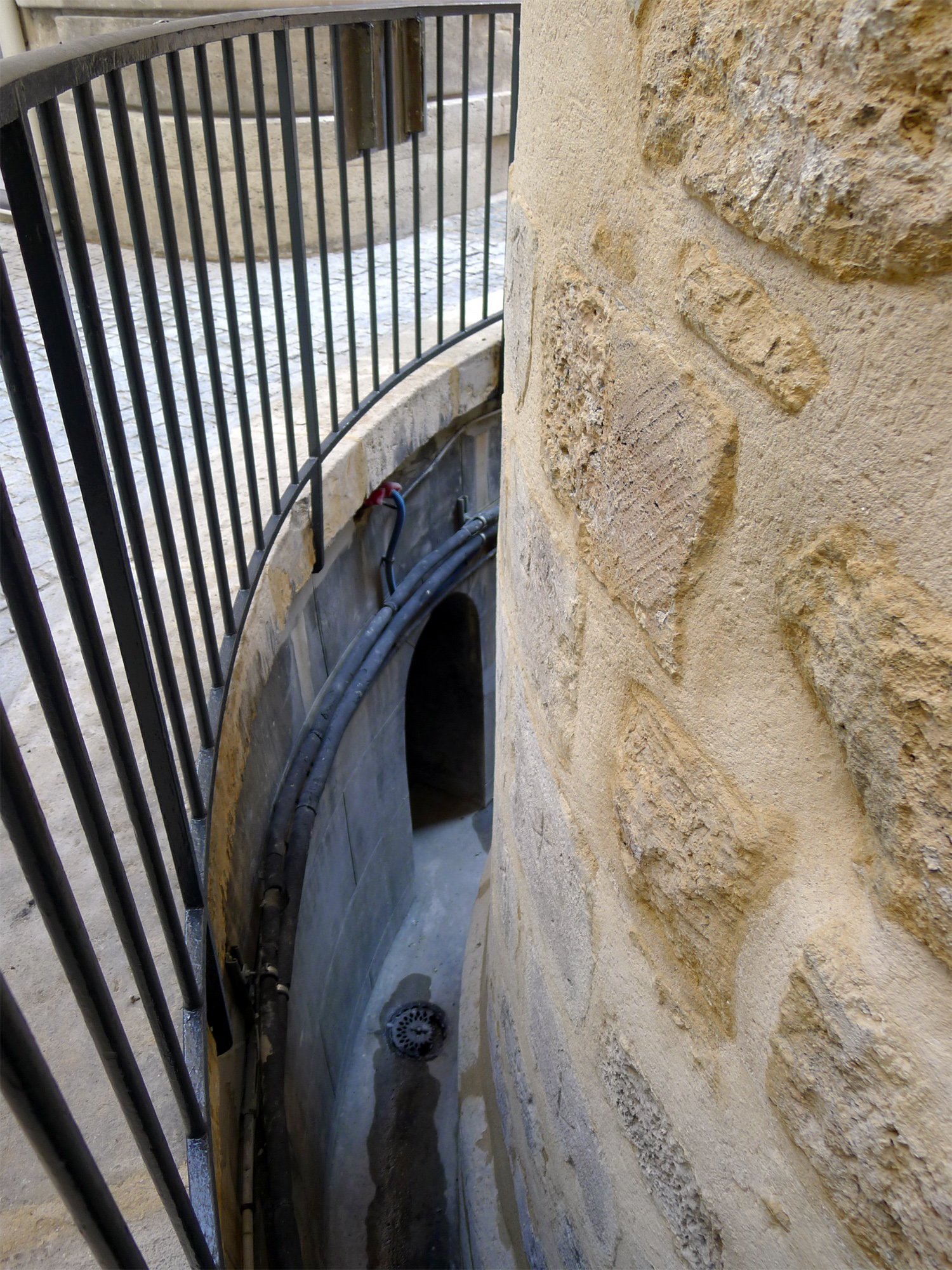
Unterschied zwischen dem heutigen und dem ursprünglichen Bodenniveau des Turms.
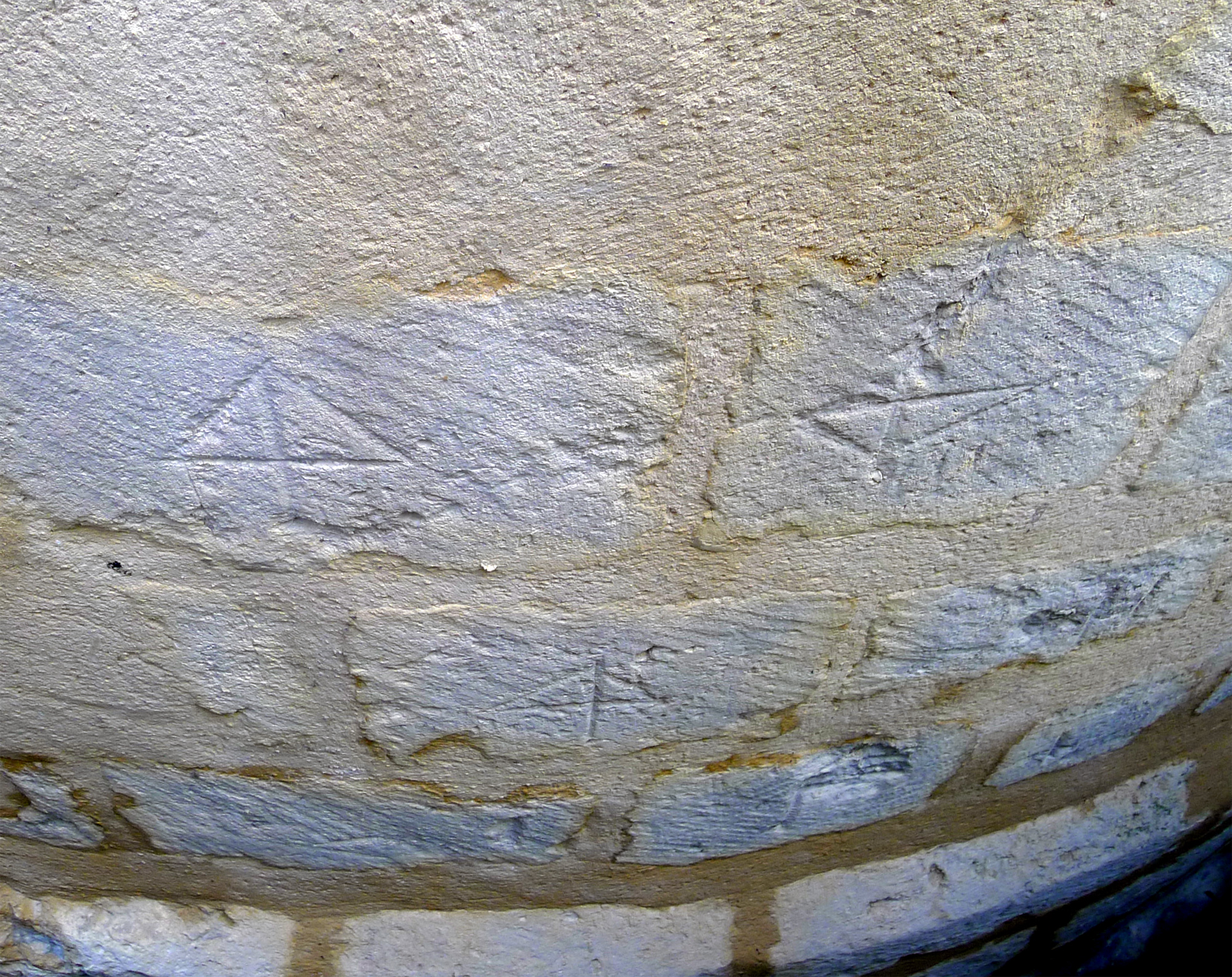
Steinmetzzeichen.

- Rue des Rosiers Nr. 8, 10, 14 und 16: im Jardin des Rosiers – Joseph-Migneret sichtbare Überreste.

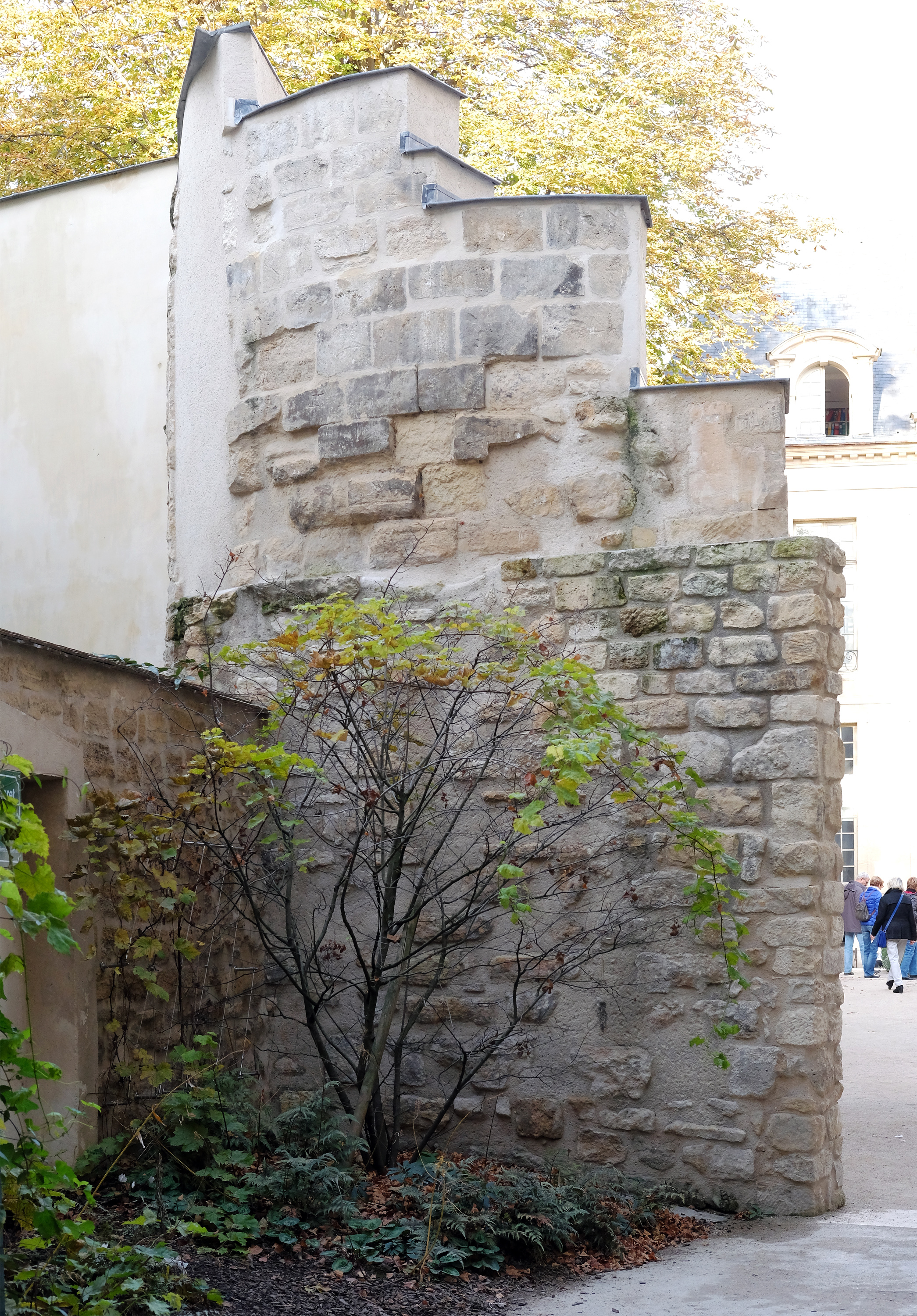
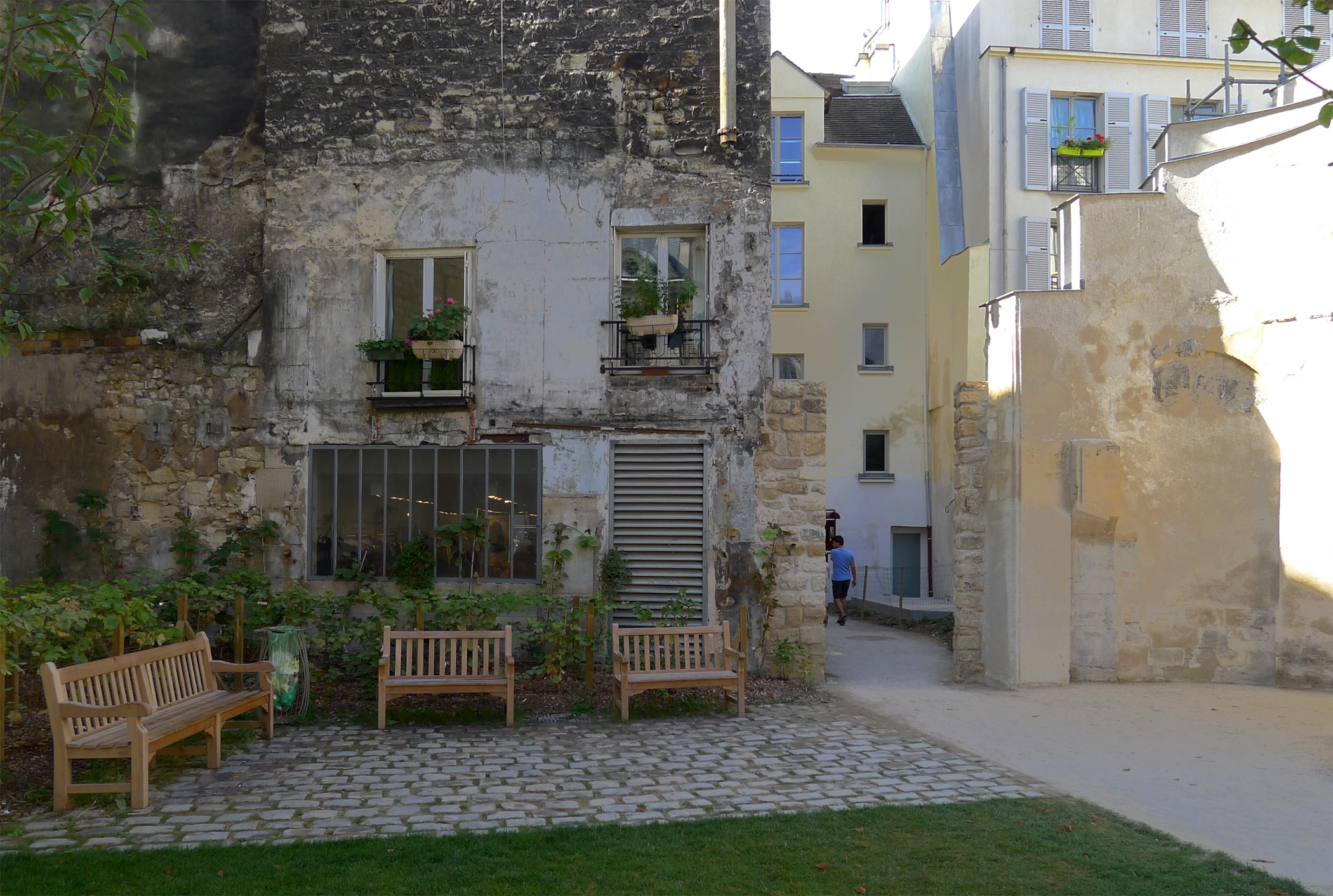
Jardin des Rosiers.
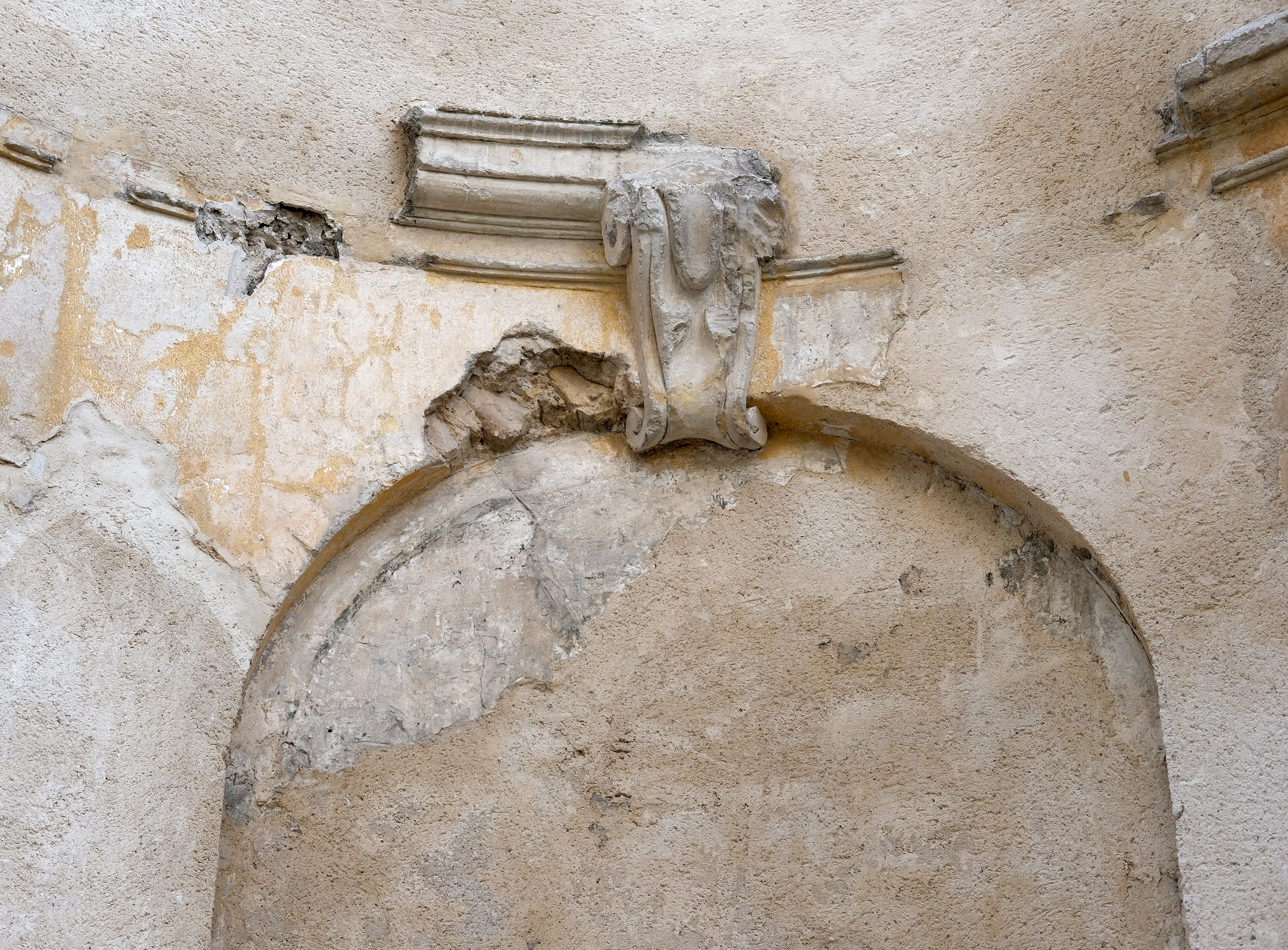
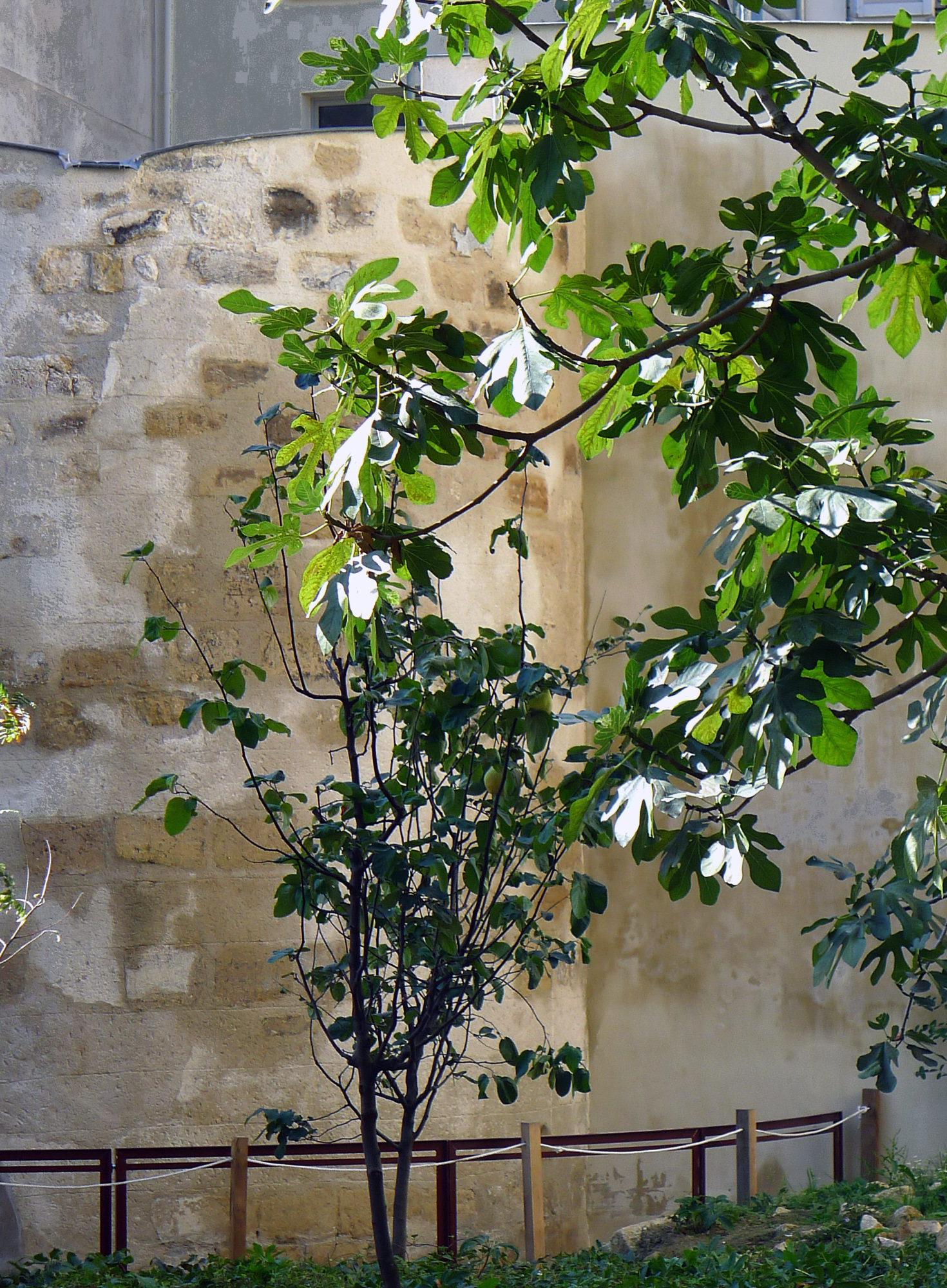
Jardin des Rosiers.

### Im 5. Arrondissement
- Rue d'Arras Nr. 9 und 11, Rue du Cardinal-Lemoine Nr. 38, 40 und 42[38]
- Rue d'Arras Nr. 23, 25 und 27 (désormais, Rue Jacques-Henri-Lartigue), Rue du Cardinal-Lemoine Nr. 48 und 50[39]
- Rue du Cardinal-Lemoine Nr. 17 und 19, Rue des Fossés-Saint-Bernard Nr. 28[40]
- Rue du Cardinal-Lemoine Nr. 30 bis, unter dem Postamt von Jussieu: Restes de l'arche qui permettait à la rivière Bièvre de franchir l'enceinte de Philippe-Auguste pour entrer dans la ville.
- Rue Descartes Nr. 48 und 50, Rue Thouin Nr. 4, Rue du Cardinal-Lemoine Nr. 60 bis 68, Rue Clovis[41]: zwischen den Hausnummern 1 und 5 der Rue Clovis ist einer der besterhaltenen Teile der Kurtine der Stadtmauer zu sehen. Allerdings ist der Teil, in dem der ursprüngliche Wehrgang noch benutzt werden kann, auf Privatgrundstücken und nicht öffentlich zugänglich. Dieser Wehrgang wurde 2010 von der Stadt Paris restauriert. Überreste sind weiterhin in der Rue Thouin Nr. 10, 12 und 16 sichtbar.
- Neben den Überresten der Stadtmauer selbst gibt es von ihr bedingte Überreste:
  - Unter der Adresse Boulevard Saint-Germain Nr. 7 wurde anstelle der Stadtmauer ein sehr schmales Wohnhaus zwischen zwei anderen Wohnhäusern in den üblichen Dimensionen gebaut.
  - In der Rue Soufflot zeugen die 1734 gebauten Wohnhäuser der Nummern 5 und 7 am Rand der früheren, an die Stadtmauer angeschmiegten Rue de la Bretonnerie mit ihrer Ausrichtung schräg zur übrigen Häuserflucht von der mittelalterlichen Stadtbefestigung, von der Überreste 1922 bei Arbeiten in der Mairie entdeckt wurden. Die Stufen zeugen außerdem von den Nivellierungsarbeiten in der Straße.

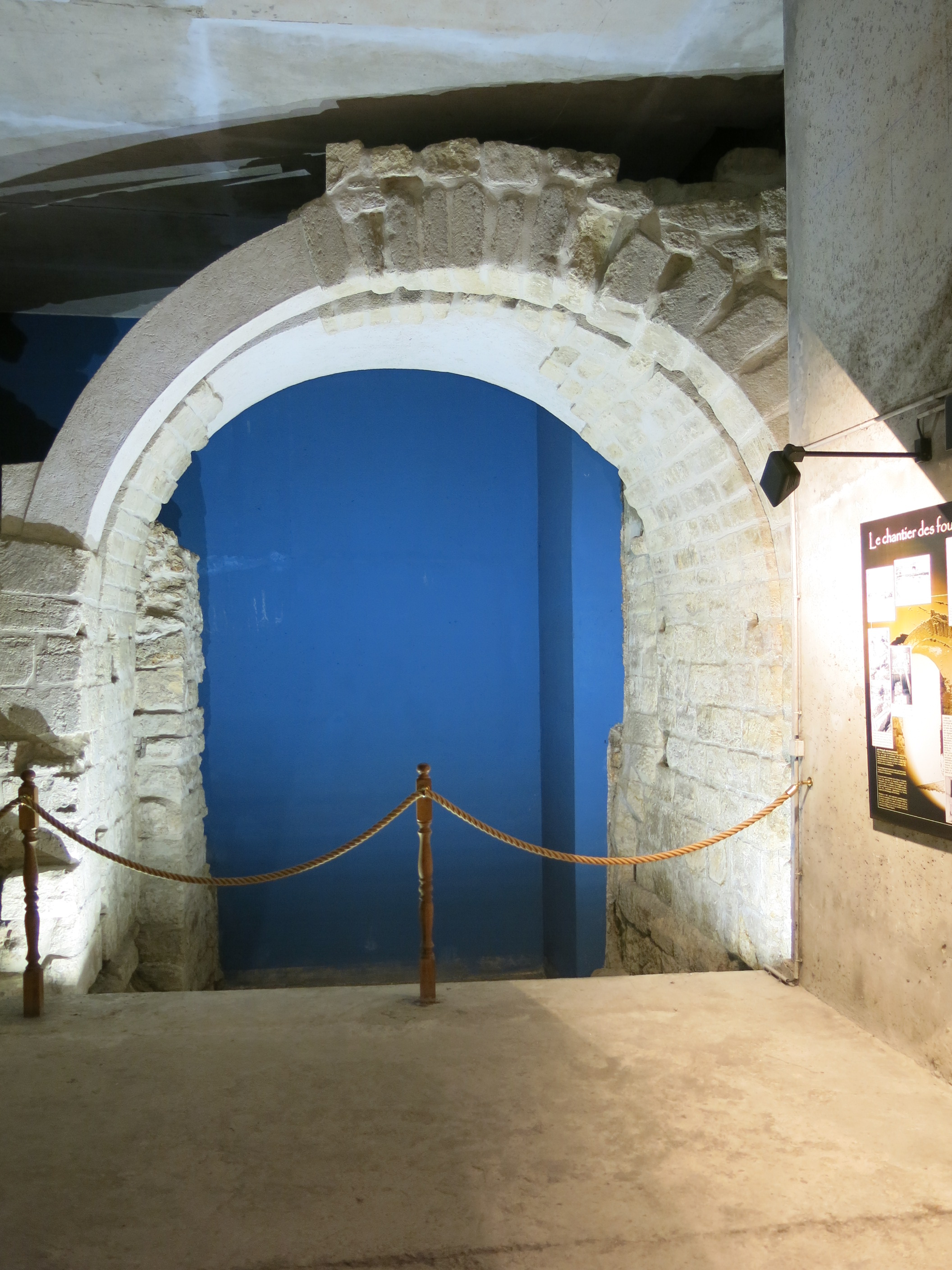
Brückenbogen der Bièvre.
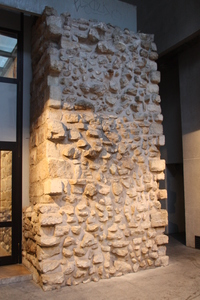
Überrest der Stadtmauer in der Feuerwache der Rue du Cardinal-Lemoine.
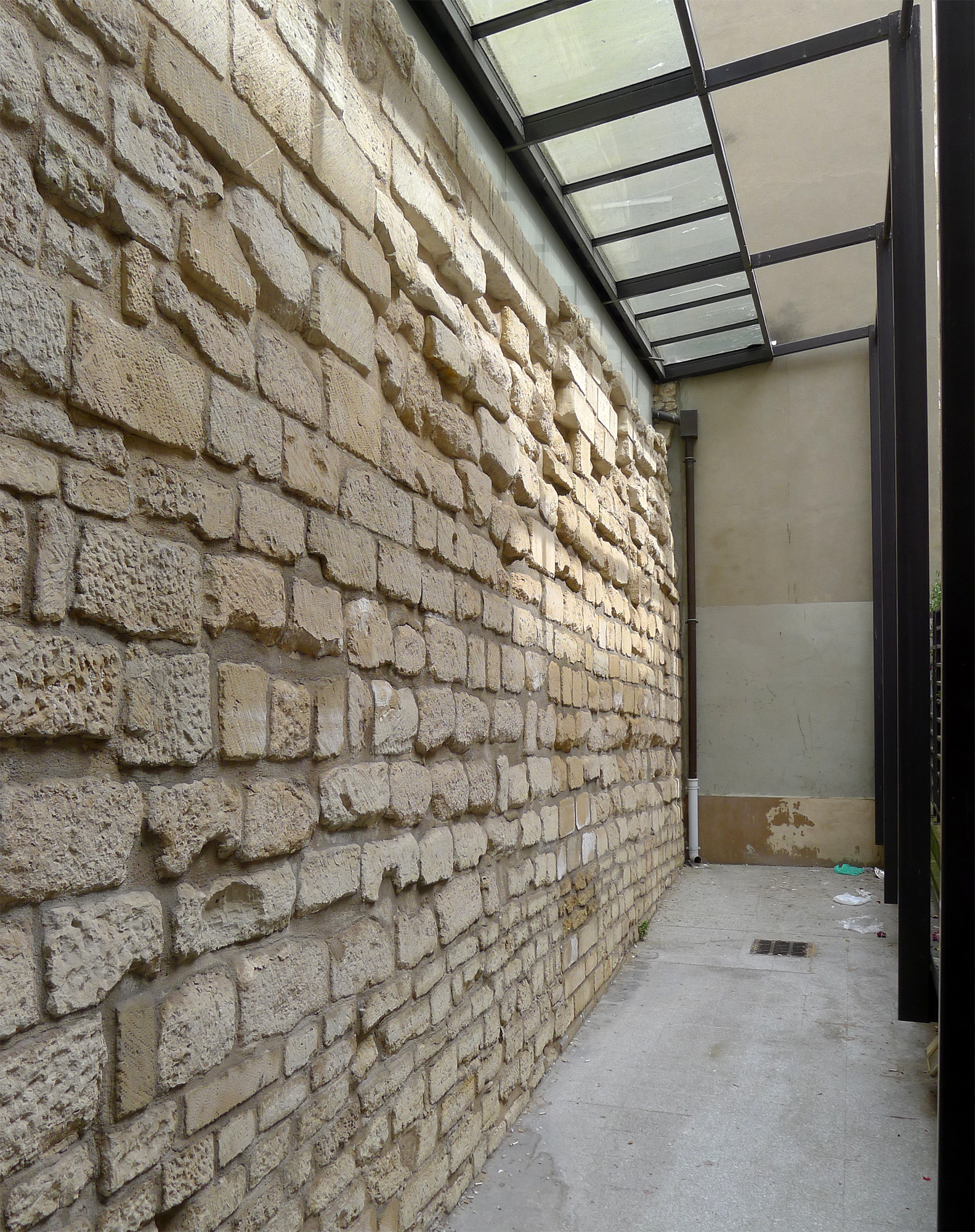
Überreste in der Rue Jacques-Henri-Lartigue.
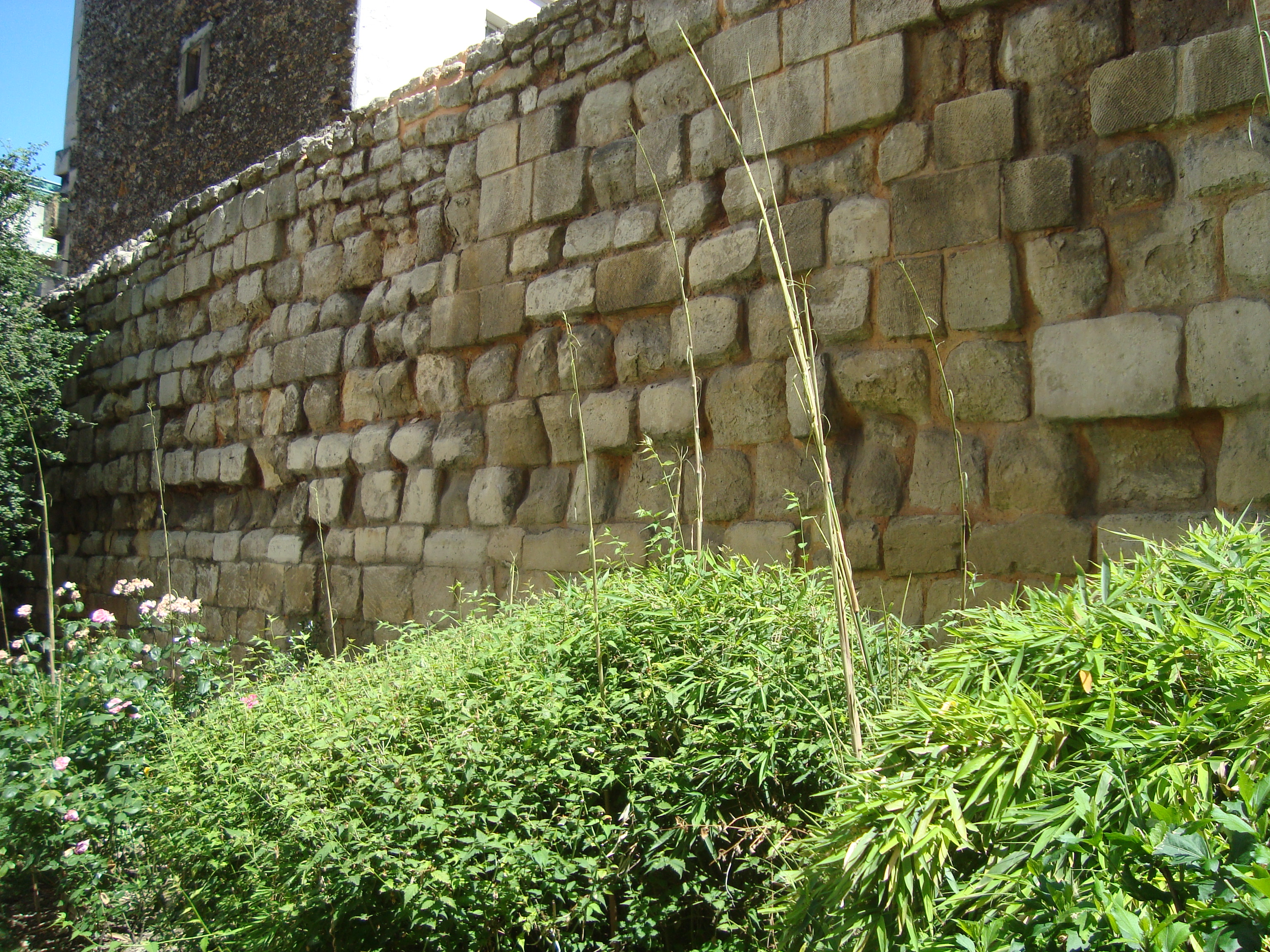
Teil der Kurtine in der Rue Clovis, restauriert 2010.
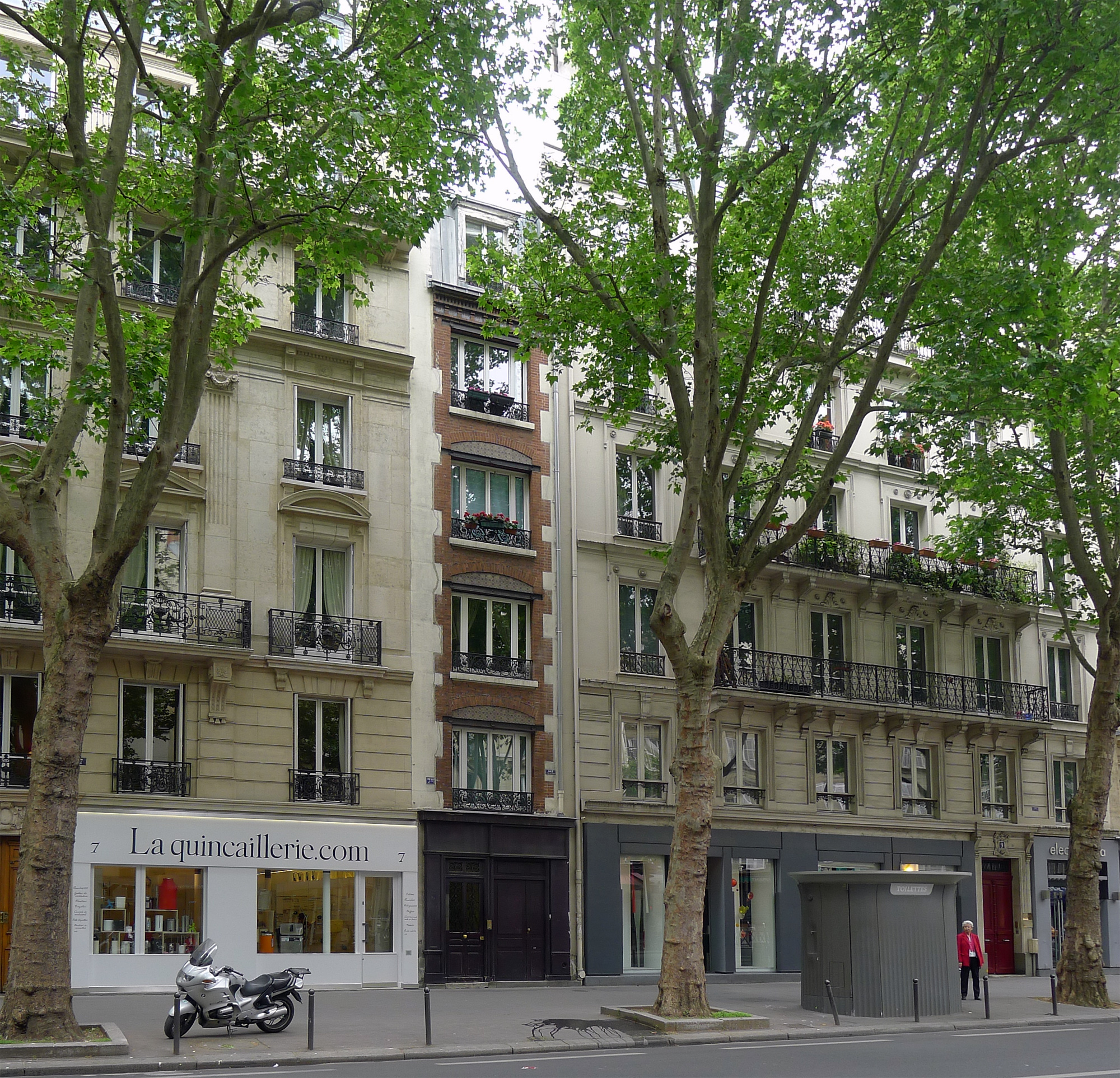
no 7 bis , boulevard Saint-Germain.
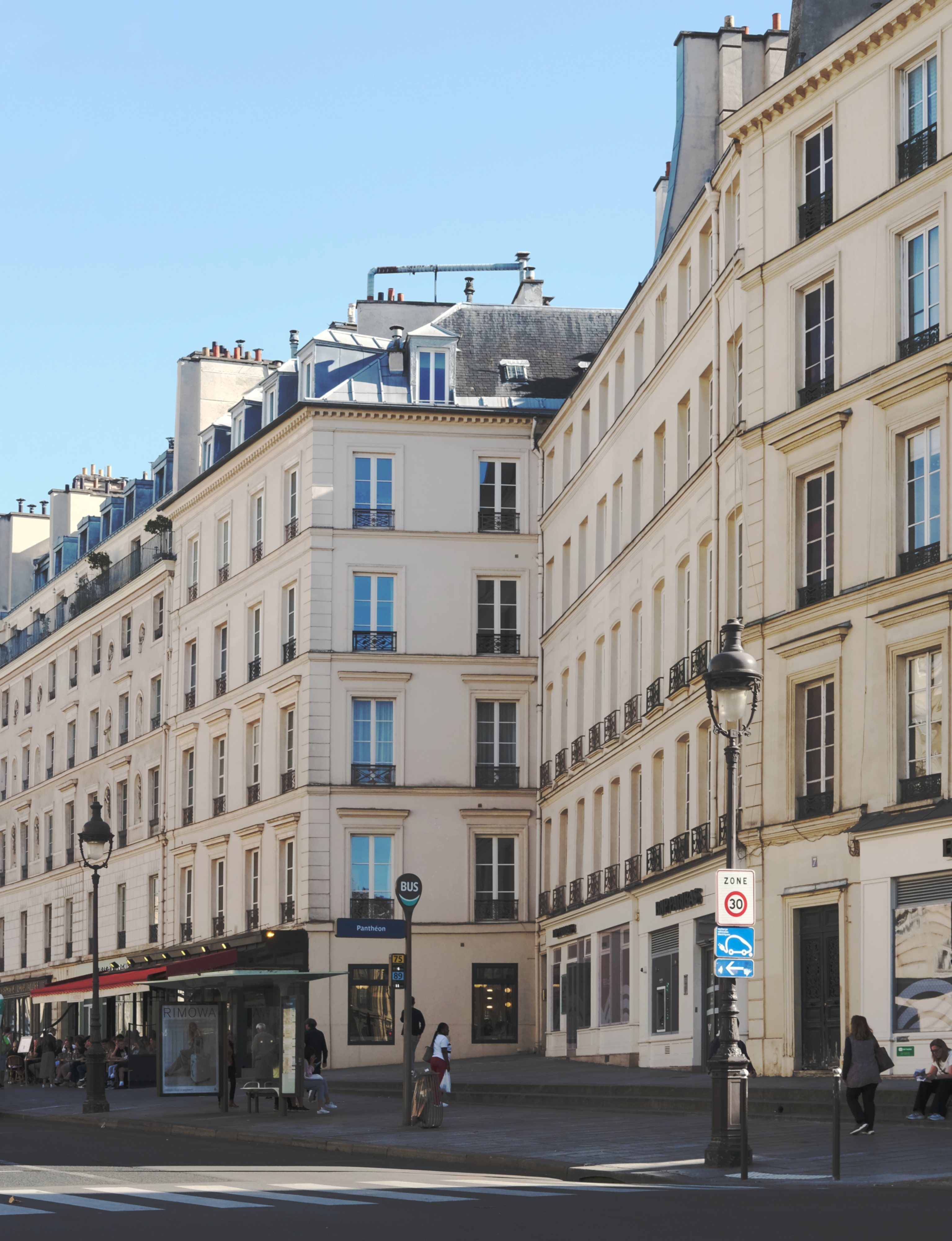
In der Bildmitte erkennbar: die frühere Häuserflucht in der Rue Soufflot.

Rue Thouin
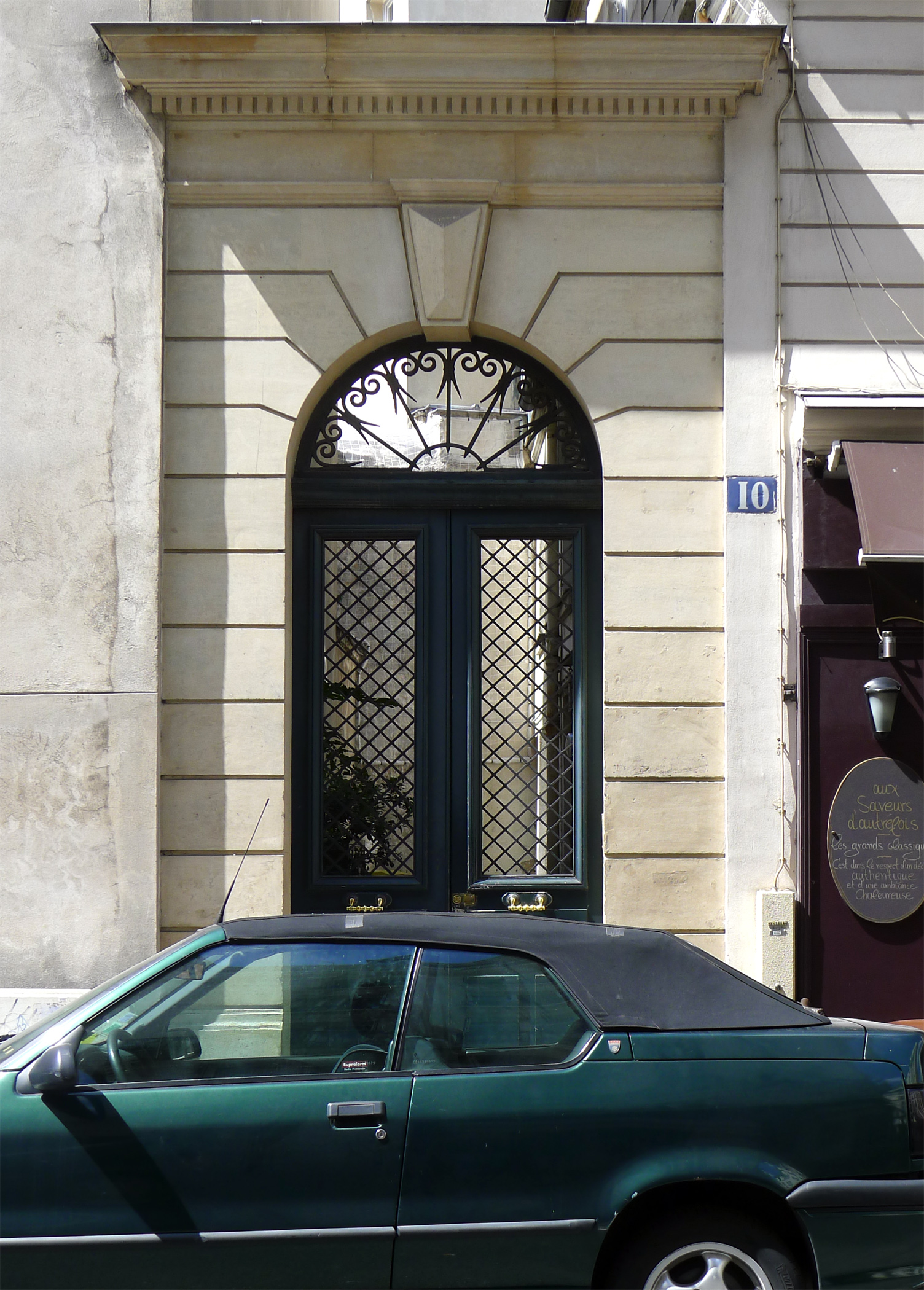
Die Nummer 10.
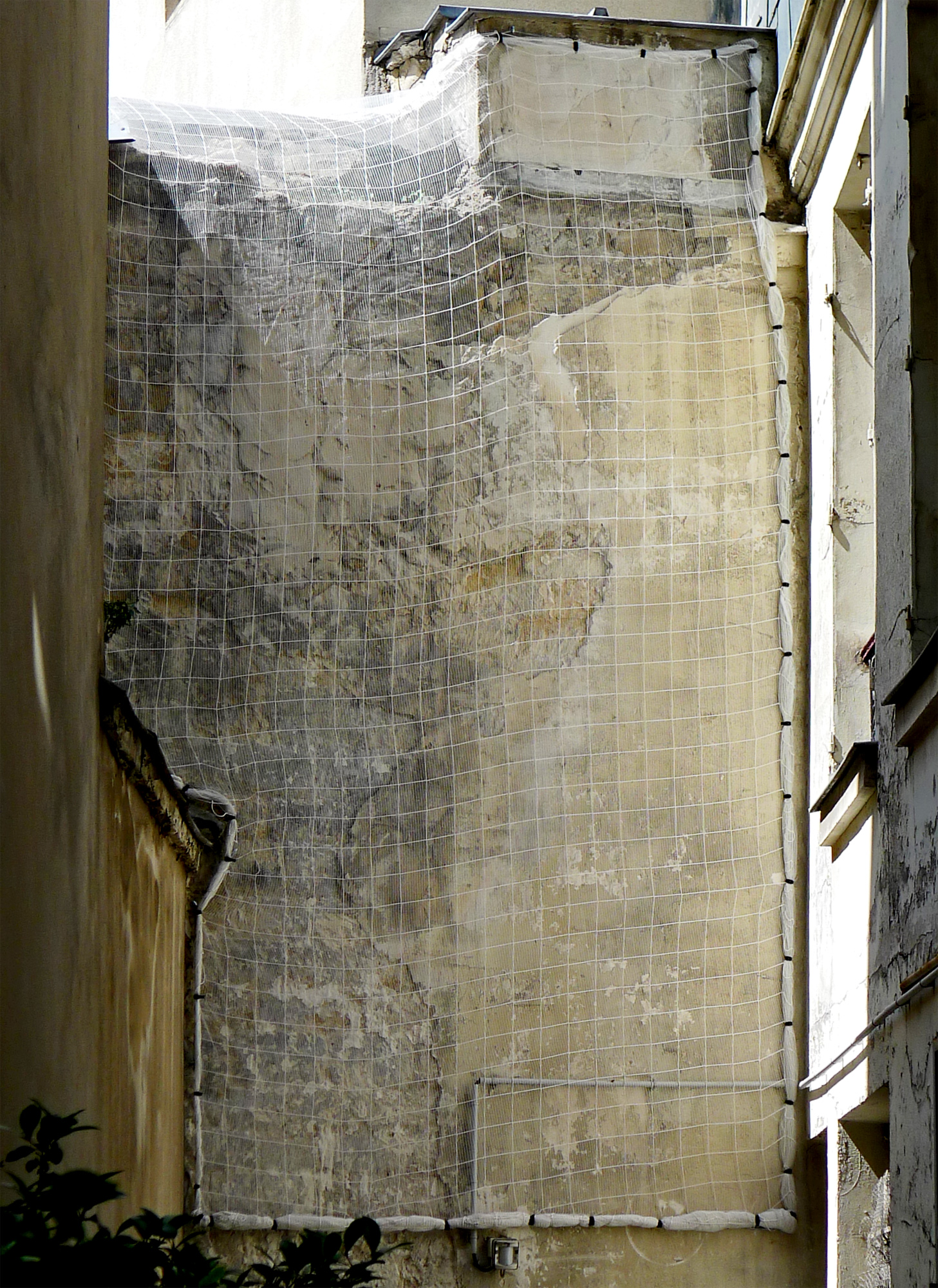
Mauer am Ende des Hofes.
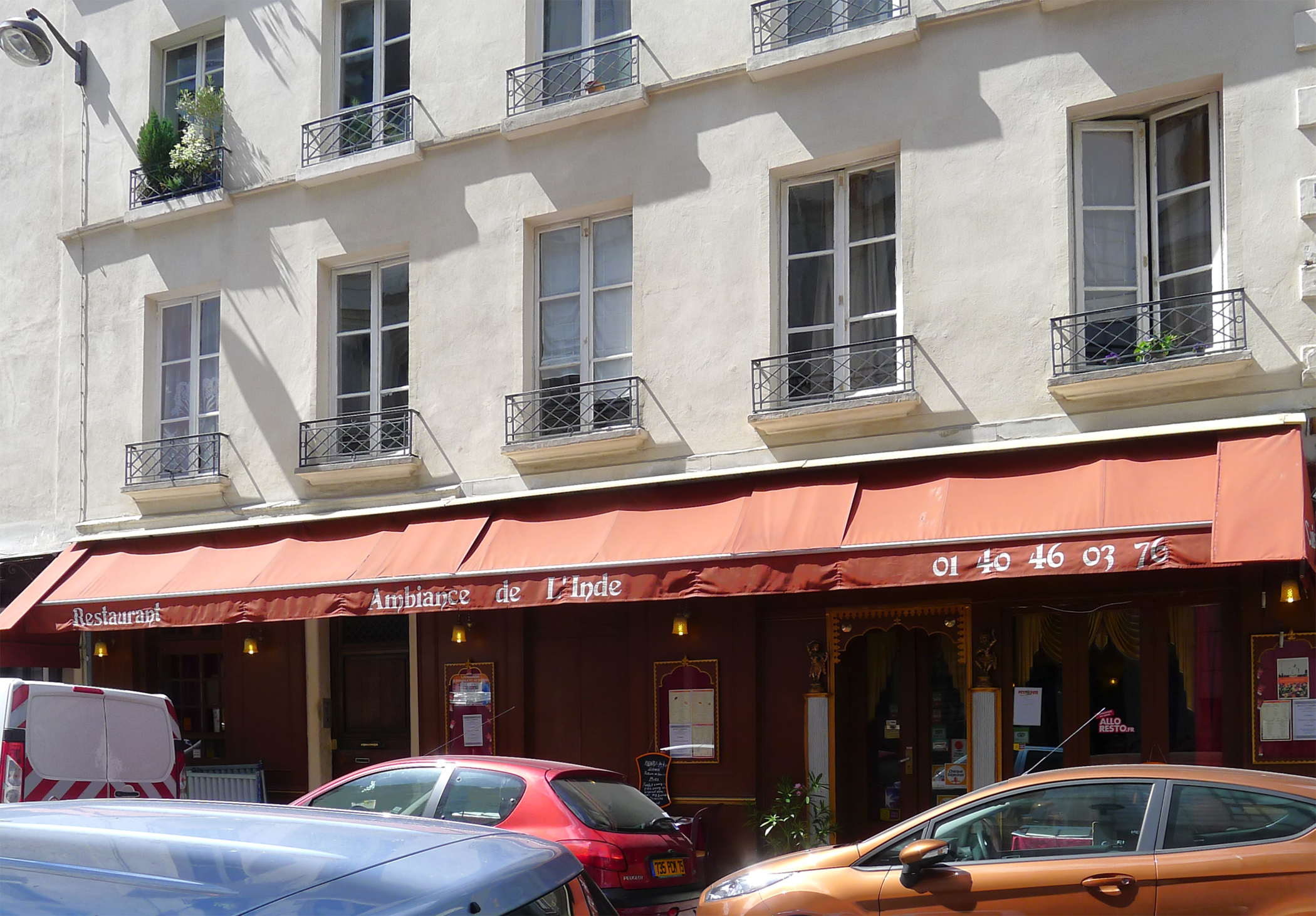
Innenmauer der Nr. 12.
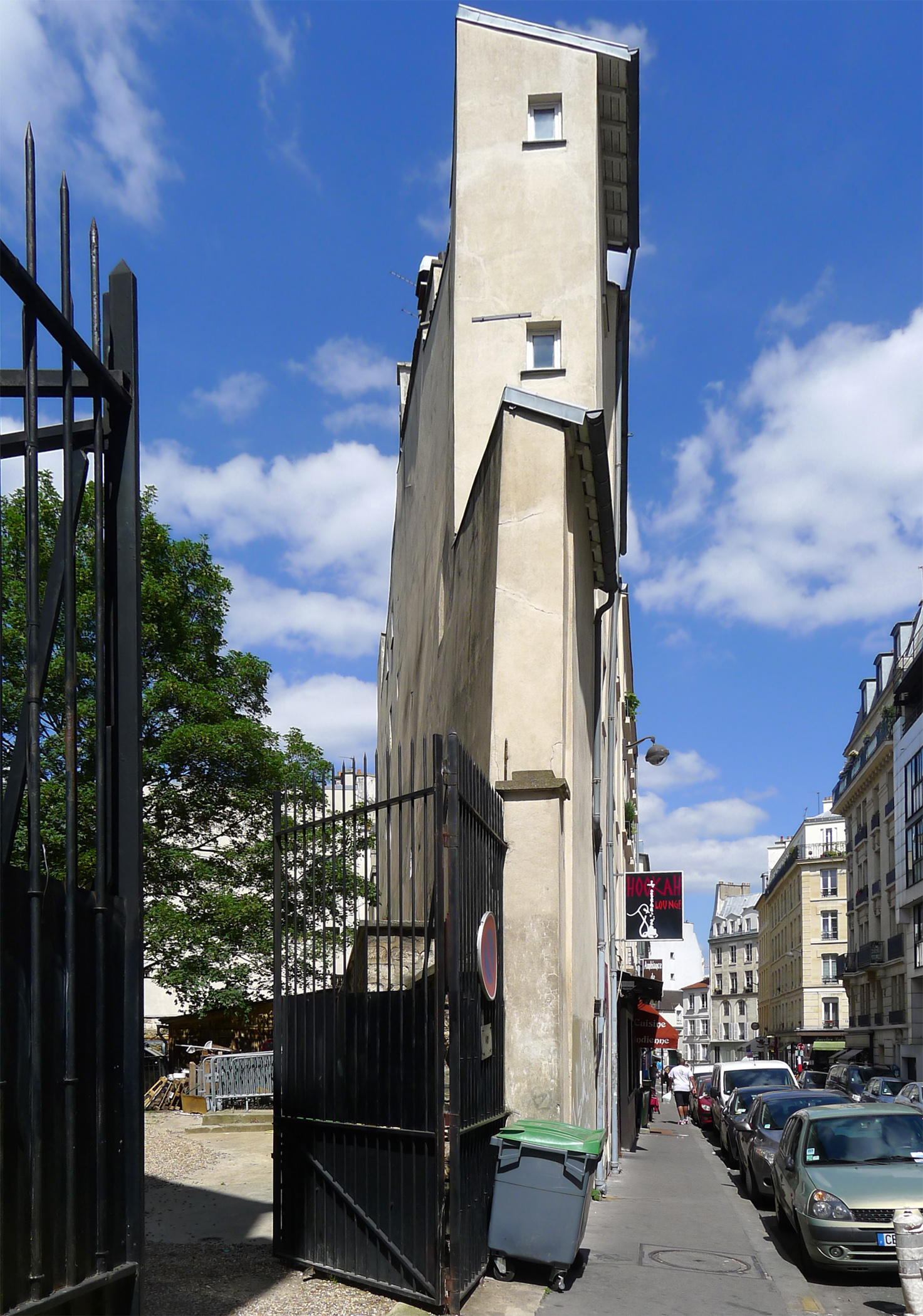
Die Nummer 16.
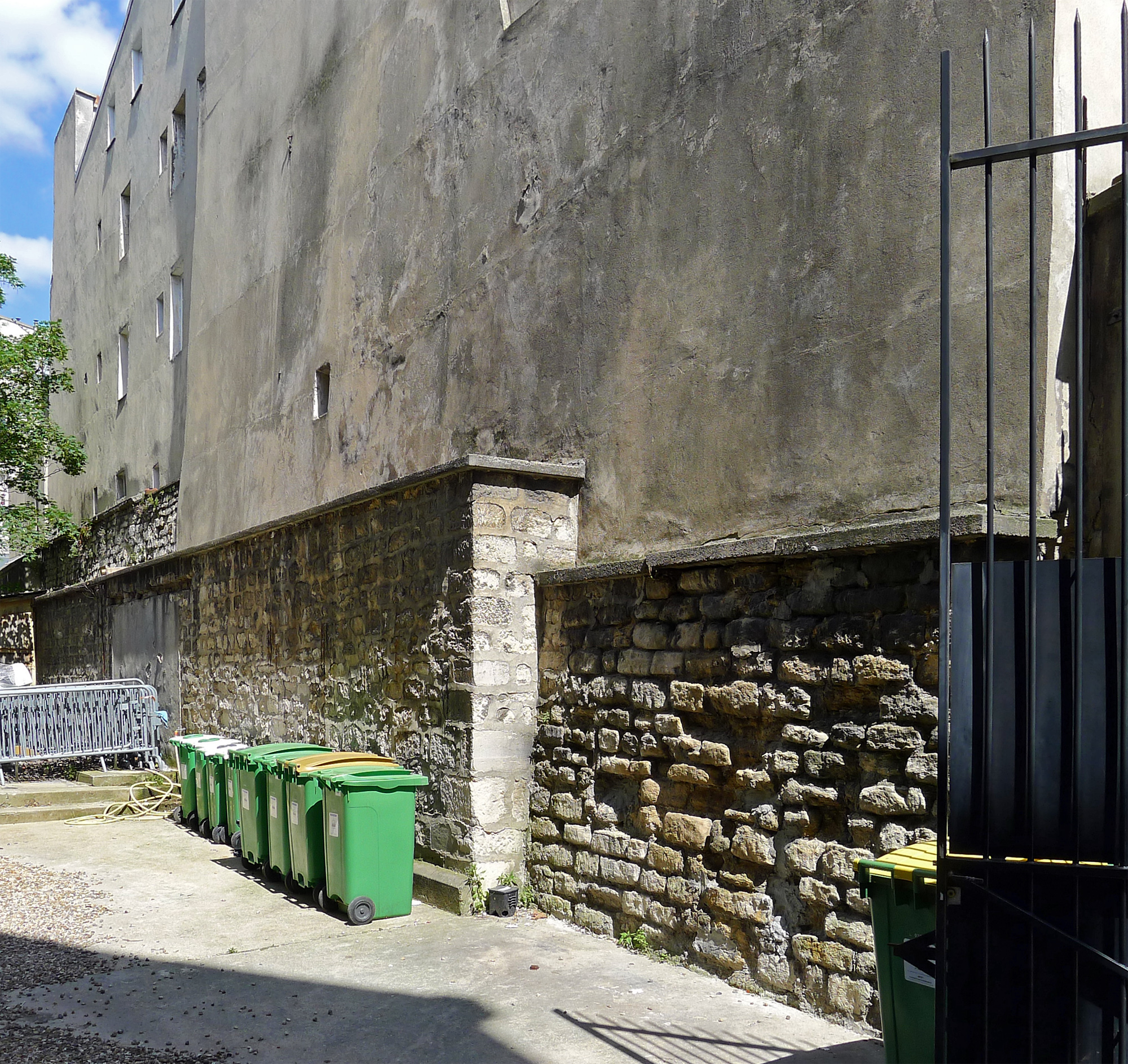
Überreste, angelehnt an die Mauer auf der Seite des Innenhofs des Wohnblocks.
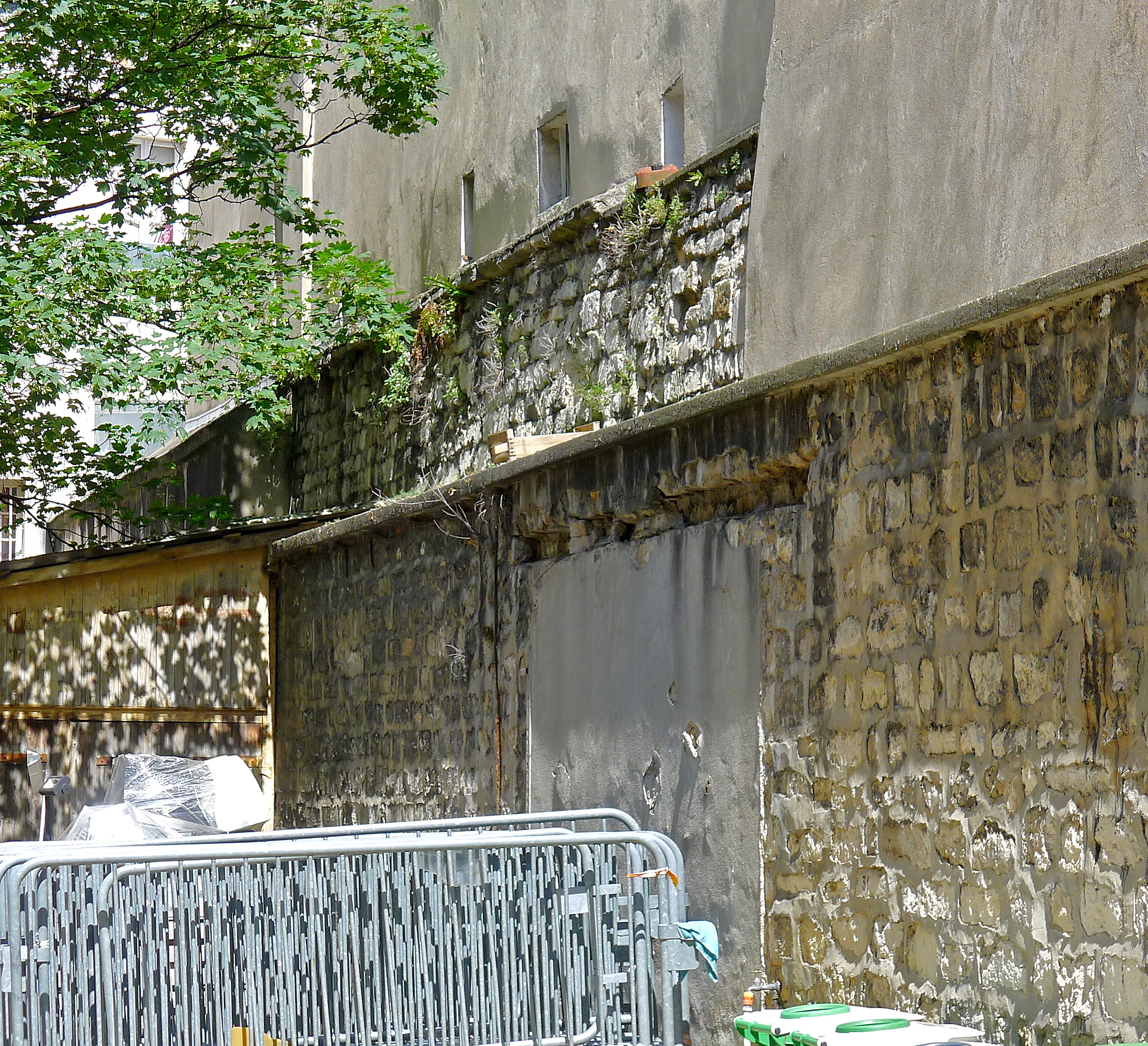
Detail.

### Im 6. Arrondissement
- Cour du Commerce-Saint-André, Cour de Rohan[42]
- Quai de Conti Nr. 11[43]
- Rue Dauphine Nr. 34, passage Dauphine, Rue Mazarine Nr. 35[44]
- Rue de Nesle Nr. 13, Impasse de Nevers, Rue Guénégaud Nr. 27 und 29[45]

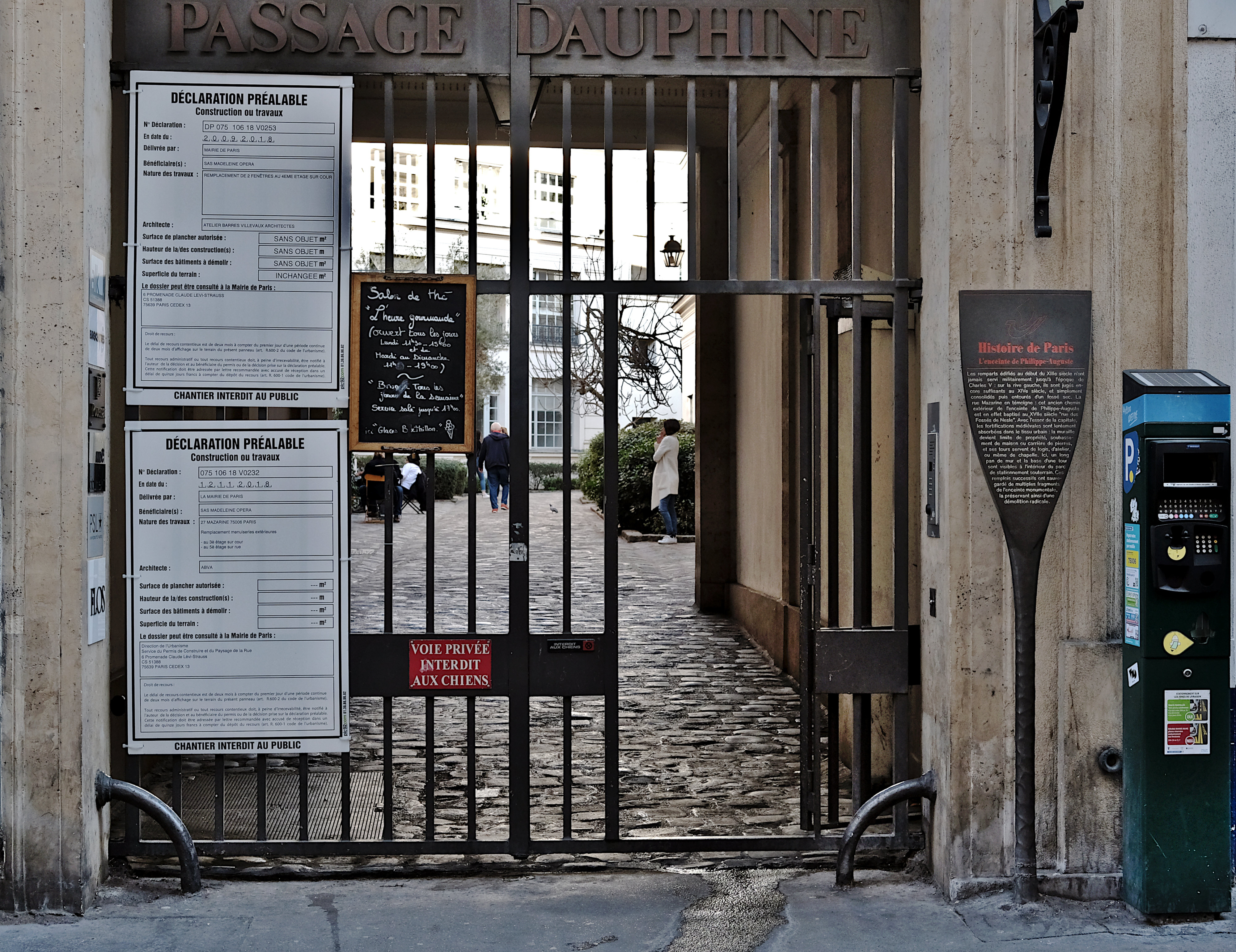
Eingang zur Passage Dauphine auf der Seite der Rue Mazarine.
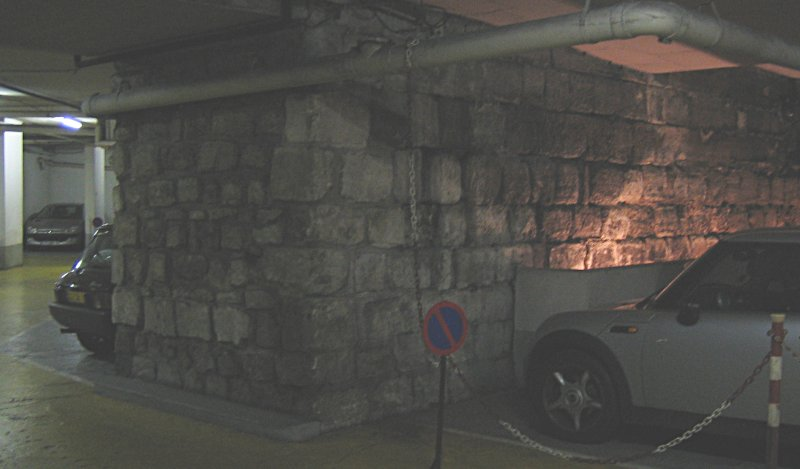
Ein Rest der Stadtmauer Philipps II. im Parkhaus Mazarine in der Rue de l'Ancienne-Comédie.
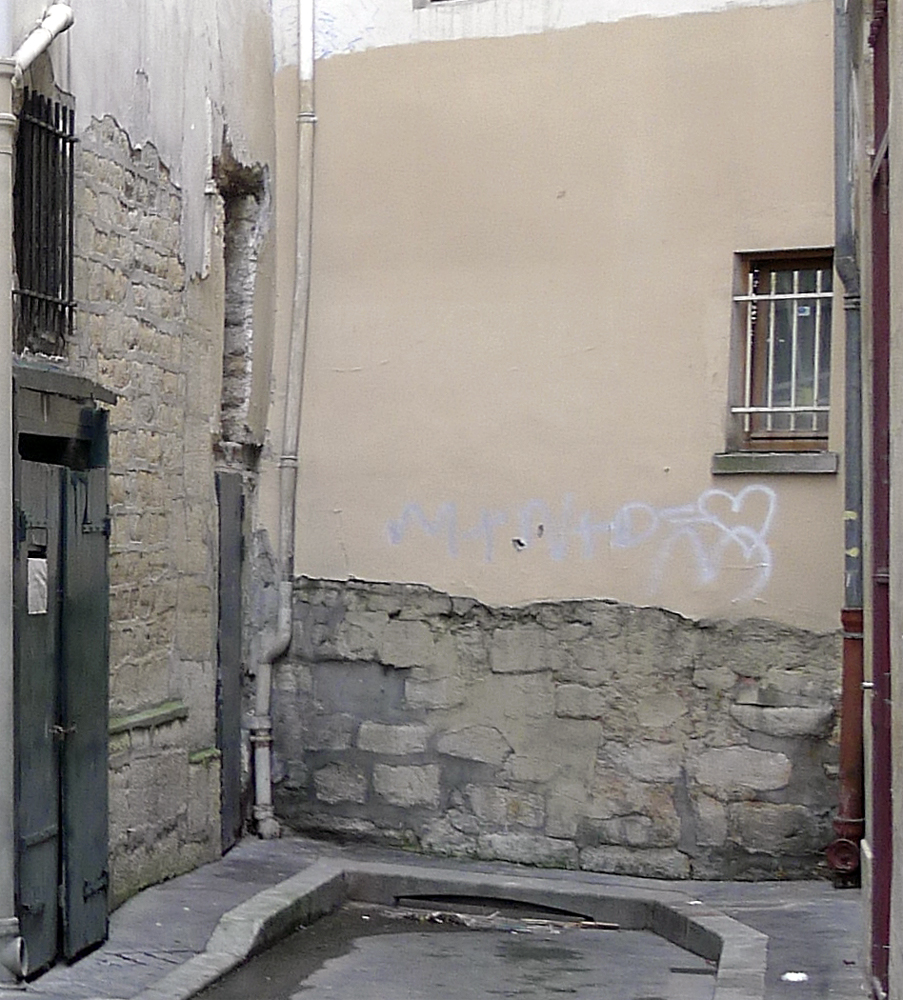
Impasse de Nevers.
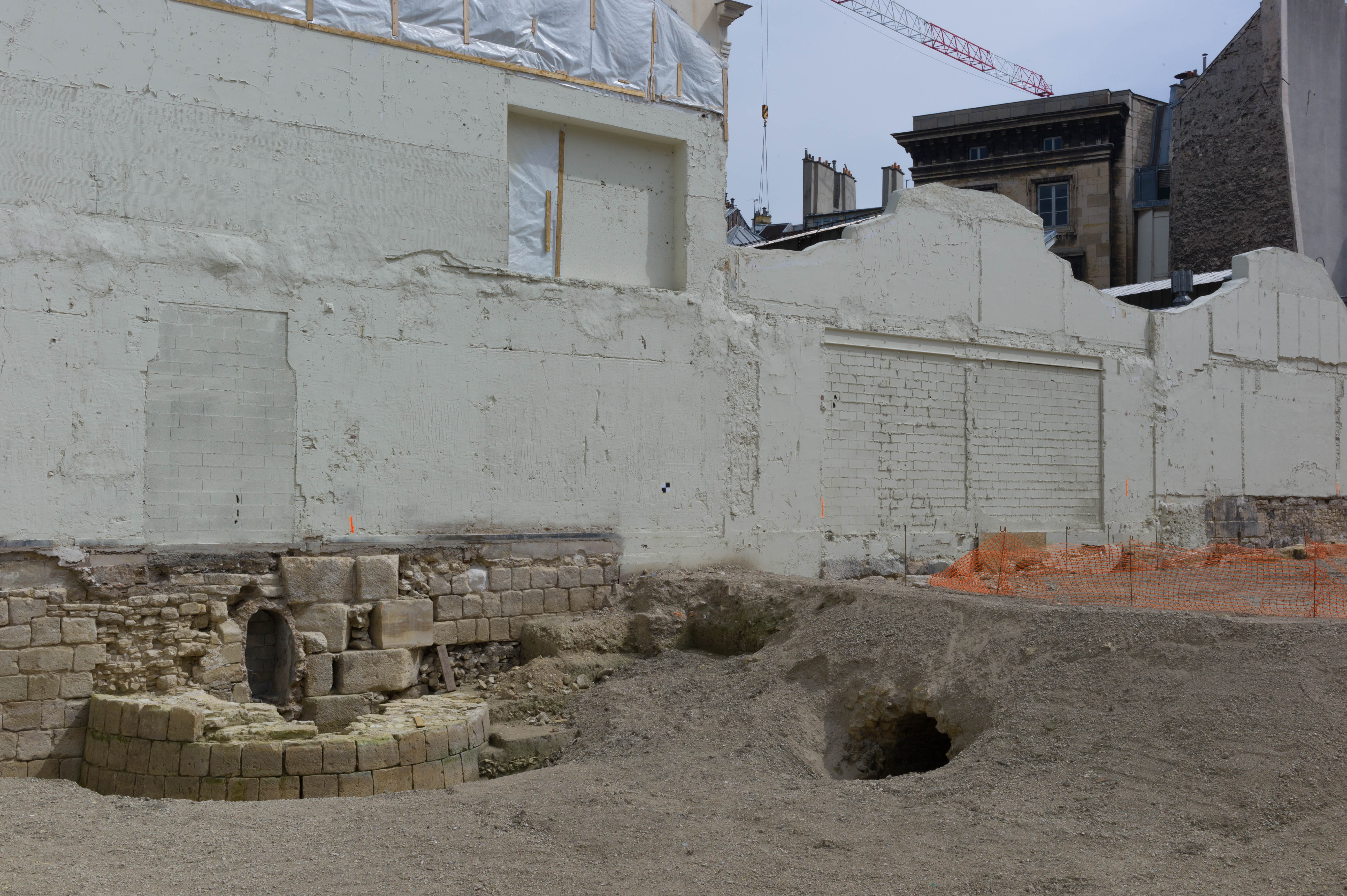
Sockel eines Turms der Stadtmauer Philipps II., der 2015 bei den archäologischen Grabungen im Institut de France vor dem Bau eines neuen Gebäudes entdeckt wurde. Der Verlauf der Stadtmauer bildet auch die Grenze zwischen dem Institut de France und der Monnaie de Paris. Man erkennt auch den Eingang eines von Louis Le Vau konstruierten Abwasserkanals im ehemaligen Mauergraben anlässlich des Baus des Collège des Quatre-Nations im 17. Jahrhundert[46].